# Benito Mussolini
Benito Amilcare Andrea Mussolini (Dovia di Predappio, 29 luglio 1883 – Giulino di Mezzegra, 28 aprile 1945) è stato un politico e giornalista italiano.
Fu il fondatore del fascismo ed il primo tra i dittatori fascisti dell'Europa novecentesca.
Tenne la carica di presidente del Consiglio del Regno d'Italia dal 31 ottobre 1922 al 25 luglio 1943; dal settembre 1943 al 25 aprile 1945 fu a capo della Repubblica Sociale Italiana.
Nato da una famiglia di umili origini, divenne esponente di spicco del Partito Socialista Italiano. Nel 1912 fu nominato direttore dell'Avanti!, organo ufficiale del partito. Convinto anti-interventista negli anni della guerra italo-turca e in quelli precedenti la prima guerra mondiale, nell'ottobre del 1914 cambiò radicalmente fronte. Trovatosi in netto contrasto con la linea neutralista del Partito socialista, si dimise dalla direzione dell'Avanti! e fondò Il Popolo d'Italia, quotidiano schierato su posizioni interventiste, venendo quindi espulso dal partito. Nel contesto di forte instabilità politica e sociale successivo alla Grande Guerra, fondò i Fasci italiani di combattimento (1919), poi divenuti nel 1921 Partito Nazionale Fascista, con cui si presentò al Paese con un programma politico nazionalista e radicale.
Forzando la mano alle istituzioni, con l'aiuto di atti di squadrismo e d'intimidazione politica che culminarono il 28 ottobre 1922 nella marcia su Roma, il 30 ottobre Mussolini ottenne da re Vittorio Emanuele III l'incarico di costituire il Governo (vedi Governo Mussolini). Dopo il contestato successo alle elezioni politiche del 1924, nel gennaio 1925 assunse poteri dittatoriali, instaurando un regime totalitario. Risolse così con forza la crisi provocata dall'assassinio di Giacomo Matteotti. Dal dicembre dello stesso anno acquisì il titolo di Capo del Governo Primo Ministro Segretario di Stato. Negli anni successivi consolidò il regime, affermando la supremazia del potere esecutivo, trasformando il sistema amministrativo e inquadrando le masse nelle organizzazioni di partito.
L'11 febbraio 1929 stipulò i Patti Lateranensi con la Santa Sede.
Per quanto concerne la politica coloniale, Mussolini portò a termine la cosiddetta "pacificazione" della Libia (1922-1932) e intraprese poi la conquista dell'Etiopia (1935-1936), violando il diritto internazionale con l'utilizzo di armi chimiche e causando sanzioni economiche da parte della Società delle Nazioni. Dopo la guerra d'Etiopia, aggiunse al titolo di duce quello di "Fondatore dell'Impero"; il 30 marzo 1938 divenne Primo maresciallo dell'Impero.
In politica estera sostenne e finanziò i movimenti fascisti, arrivando ad appoggiare militarmente i franchisti nella guerra civile spagnola (1936-1939). Si avvicinò alla Germania nazionalsocialista di Adolf Hitler, con il quale stabilì l'Asse Roma-Berlino nel 1936 e firmò il Patto d'Acciaio del 1939. È in questo periodo che furono approvate in Italia le leggi razziali.
Nel 1940, ritenendo ormai prossima la vittoria della Germania, decise per l'ingresso dell'Italia nella seconda guerra mondiale. In seguito alle sconfitte subite dal Regio Esercito italiano e allo sbarco in Sicilia, Mussolini fu messo in minoranza durante il Gran Consiglio del Fascismo (con l'ordine del giorno Grandi del 24 luglio 1943), arrestato per ordine di Vittorio Emanuele (25 luglio) e, successivamente, tradotto a Campo Imperatore. Liberato dai tedeschi in seno all'Operazione Quercia e ormai in balia delle decisioni di Hitler, instaurò nell'Italia settentrionale la Repubblica Sociale Italiana, di cui fu a capo dal settembre 1943 al 25 aprile 1945. Approssimandosi la vittoria alleata, dopo aver invano cercato di trattare la resa, abbandonò Milano tentando la fuga verso la Svizzera, venendo però catturato dai partigiani a Dongo, sul lago di Como, il 27 aprile. Fu fucilato il giorno seguente insieme all'amante Claretta Petacci.

## Biografia

### Le origini, la gioventù e la formazione

#### La nascita e la famiglia
Figlio del fabbro Alessandro Mussolini e della maestra elementare Rosa Maltoni, nacque il 29 luglio 1883 a Dovia, frazione del comune di Predappio, in una casa tuttora esistente nell'attuale via Varano Costa Nuova, ormai inglobata nel paese.
Il nome "Benito Amilcare Andrea" fu deciso dal padre, socialista, desideroso di rendere omaggio alla memoria di Benito Juárez, leader rivoluzionario ed ex-presidente del Messico, di Amilcare Cipriani, patriota italiano e socialista, e di Andrea Costa, imolese, leader del socialismo italiano (nell'agosto 1881 aveva fondato a Rimini il «Partito Socialista Rivoluzionario di Romagna»). Contrariamente al marito, la madre Rosa era credente e fece battezzare il figlio.

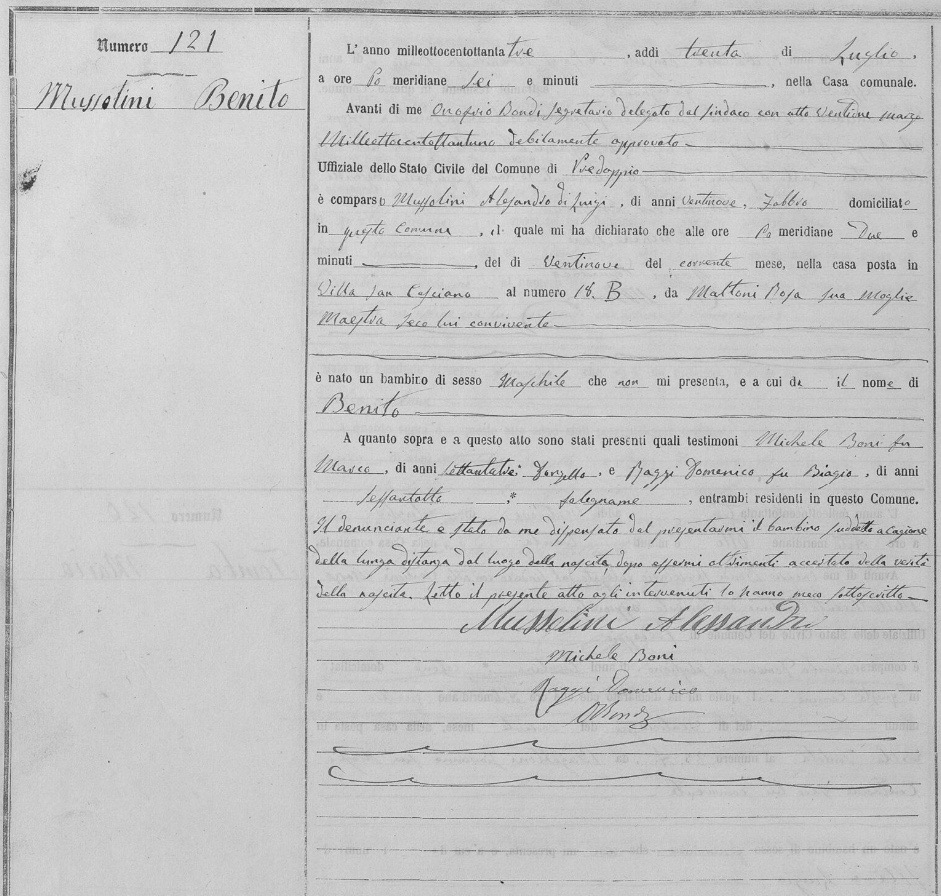
Il certificato di nascita di Benito Mussolini
Alessandro, padre di Benito Mussolini.
Rosa Maltoni, madre di Benito Mussolini.

#### L'istruzione e l'adolescenza

Mussolini in una fotografia del 1897, all'età di 14 anni, all'epoca studente delle scuole magistrali di Forlimpopoli

Mussolini frequentò le prime due classi elementari prima a Dovia e poi a Predappio (1889-1891); entrò quindi per volontà della madre nel collegio salesiano di Faenza (1892-ottobre 1894), ma venne trasferito in seguito a una punizione (comprensiva della retrocessione dalla classe quarta alla seconda) per una rissa nella quale ferì un suo compagno più grande con un coltello. A Faenza, Benito passò un periodo infelice: oltre alle punizioni corporali subite dai frati salesiani per la sua scarsa osservanza delle regole del collegio, visse con rabbia e frustrazione la sua condizione sociale. La famiglia era di modeste condizioni: il padre, pur avendo una propria attività, viveva ai margini della comunità locale a causa delle sue idee politiche; la madre, che insegnava ai bambini delle elementari presso Palazzo Varano, guadagnava uno stipendio insufficiente a compensare le mancate entrate del marito.
Aiutato dalla madre, proseguì gli studi nella laica Regia Scuola Magistrale maschile Carducci di Forlimpopoli, diretta da Valfredo Carducci, fratello di Giosuè Carducci, dove conseguì nel settembre 1898 la licenza tecnica inferiore. A partire dall'ottobre di quell'anno, per via di uno scontro con un altro alunno, venne costretto a frequentare come esterno (solo nel 1901 fu riammesso come convittore). A Forlimpopoli, anche per l'influsso paterno, Mussolini si avvicinò al socialismo militante facendosi notare in comizi serali nei paesi limitrofi e nel 1900 si iscrisse al Partito Socialista Italiano, dove fece amicizia con Olindo Vernocchi. L'8 luglio 1901 ottenne il diploma di Maestro elementare nello stesso istituto di Forlimpopoli. Successivamente avanzò domanda d'insegnamento, per concorso o per incarico, in diversi comuni (Predappio, Legnano, Tolentino, Ancona, e Castelnuovo Scrivia), senza riuscire ad ottenere la cattedra. A Predappio si propose anche come "sostituto aiutante" del segretario comunale. La sua domanda fu respinta dal gruppo moderato con 10 voti su 14.
Cominciò ad insegnare nella scuola elementare di Pieve Saliceto (frazione di Gualtieri), il primo comune italiano amministrato da una giunta socialista. Dopo la fine dell'anno scolastico non rimase a Pieve Saliceto: il 9 luglio 1902 emigrò in Svizzera per sfuggire al servizio militare obbligatorio, stabilendosi a Losanna. Lì si iscrisse al sindacato muratori e manovali, di cui poi divenne segretario, e il 2 agosto 1902 pubblicò il suo primo articolo su L'Avvenire del lavoratore, il giornale dei socialisti svizzeri. L'attività giornalistica vera e propria di Mussolini cominciò nel 1904.

#### La Svizzera e la prima militanza

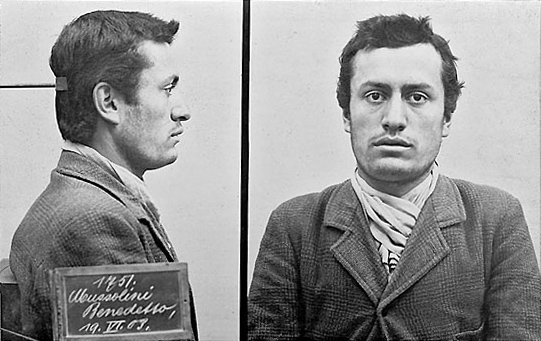
Foto segnaletica di Mussolini nel periodo svizzero (datata 19 giugno 1903), quando fu arrestato dalla polizia elvetica del Cantone di Berna: Il cartello riporta l'erronea dicitura Mussolini Benedetto

Fino a novembre visse in Svizzera, spostandosi di città in città e svolgendo lavori occasionali, tra cui il garzone di una bottega di vini a Losanna. Venne espulso due volte dal paese: il 18 giugno 1903 fu arrestato a Berna come agitatore socialista, trattenuto in carcere per 12 giorni e poi espulso il 30 giugno dal Canton Berna, mentre il 9 aprile 1904 venne incarcerato per 7 giorni a Ginevra a causa del permesso di soggiorno falsificato, per poi essere espulso una settimana dopo dal Canton Ginevra. Nel frattempo ricevette anche una condanna a un anno di carcere per renitenza alla leva militare. Venne protetto da alcuni socialisti e anarchici del Canton Ticino, tra cui Giacinto Menotti Serrati e Angelica Balabanoff, con la quale avviò una relazione sentimentale. Nel periodo in cui Mussolini risiedette in Svizzera, abitò a Savosa, comune periferico a nord di Lugano, e partecipò al consolidamento dei muri sulla strada di Trevano, sulla Cassarate-Monte Brè e soprattutto alla costruzione della ferrovia Lugano-Tesserete.
In Svizzera Mussolini ebbe la possibilità di avvicinarsi a Vilfredo Pareto, frequentandone le lezioni all'Università di Losanna, dove l'economista italo-francese insegnò per alcuni anni. Pareto (che definirà Mussolini "un grande statista") inciterà il suo allievo a prendere il potere e organizzare la Marcia su Roma (inviando un telegramma dalla Svizzera in cui si diceva «ora o mai più»). Mussolini utilizzò le idee di Pareto per rivedere la sua adesione al socialismo.
Sempre in Svizzera Mussolini collaborò con periodici locali d'ispirazione socialista (tra cui il Proletario) e inviò corrispondenze al giornale milanese l'Avanguardia socialista. L'attività di giornalista rese evidente sin dai suoi primi scritti l'avversione ideologica al positivismo, allora predominante nel socialismo italiano; Mussolini prese subito posizione contro questo orientamento e si schierò con l'ala rivoluzionaria del partito socialista, capeggiata da Arturo Labriola. Con il passare degli anni Mussolini sviluppa una sempre più aspra avversione verso i riformisti, tentando di diffondere e di imporre all'intero movimento socialista la propria concezione rivoluzionaria. È in questo periodo che mostrò le maggiori affinità ideologiche con il sindacalismo rivoluzionario. Dalle discussioni con il pastore evangelico Alfredo Taglialatela, Mussolini trasse una conclusione negativa sul problema dell'esistenza di Dio, sul quale tornò a riflettere molti anni dopo. Le sue opinioni saranno in seguito raccolte nell'opuscolo L'uomo e la divinità, una breve dissertazione sui motivi per i quali bisognerebbe negare l'esistenza di Dio.
Mussolini in questo periodo studiò assiduamente il francese e cercò di imparare il tedesco, avvalendosi in quest'ultimo caso dell'aiuto della Balabanoff.

#### Mussolini giornalista e agitatore politico
Nel novembre 1904, caduta la condanna per renitenza alla leva in seguito all'amnistia concessa in occasione della nascita dell'erede al trono Umberto, Mussolini tornò in Italia. Dovette tuttavia presentarsi al Distretto militare di Forlì e adempì ai suoi doveri di leva venendo assegnato il 30 dicembre al 10º Reggimento bersaglieri di Verona. Poté tornare a casa con una licenza per assistere la madre morente (19 gennaio 1905). Poi riprese il servizio militare, ottenendo al termine una dichiarazione di buona condotta per il contegno disciplinato. In Svizzera lasciò libero il posto di corrispondente del giornale italiano Avanguardia Socialista; tale incarico venne assegnato al giovane socialista Luigi Zappelli, che già aveva conosciuto.
Congedato, Mussolini rientrò a Dovia di Predappio il 4 settembre 1906. Poco dopo si recò a insegnare a Tolmezzo, dove ottenne un posto da supplente dal 15 novembre sino al termine dell'anno scolastico. Il periodo nel comune friulano fu difficile: con gli studenti si dimostrò incapace di mantenere l'ordine, mentre l'anticlericalismo e il linguaggio sboccato gli attirarono le antipatie della popolazione locale.
Nel novembre del 1907 ottenne l'abilitazione all'insegnamento della lingua francese e nel marzo 1908 gli venne assegnato un incarico come professore di francese presso il Collegio Civico di Oneglia, in Liguria, dove insegnò anche italiano, storia e geografia. A Oneglia ottenne la sua prima direzione di un giornale, il settimanale socialista La Lima. Nei suoi articoli il neo-direttore attaccò le istituzioni sia politiche sia religiose, accusando il governo Giolitti e la Chiesa di difendere gli interessi del capitalismo ai danni del proletariato. Per evitare problemi si firmava con lo pseudonimo "Vero Eretico". Il giornale suscitò grande interesse e Mussolini comprese che il giornalismo dalla prosa incendiaria poteva essere uno strumento politico.
Tornato a Predappio, si mise a capo dello sciopero dei braccianti agricoli. Il 18 luglio 1908 fu arrestato per minacce a un dirigente delle organizzazioni padronali. Processato per direttissima, fu condannato a tre mesi di carcere, ma il 30 luglio venne rilasciato in libertà provvisoria su cauzione. Nel settembre dello stesso anno fu di nuovo incarcerato per dieci giorni per aver tenuto a Meldola un comizio non autorizzato.
In novembre si trasferì a Forlì, dove visse in una stanza affittata, assieme al padre vedovo, che nel frattempo aveva aperto la trattoria Il bersagliere con la compagna Anna Lombardi. In questo periodo, Mussolini pubblicò su Pagine libere (rivista del sindacalismo rivoluzionario edita a Lugano e diretta da Angelo Oliviero Olivetti) l'articolo La filosofia della forza, in cui faceva riferimento al pensiero di Nietzsche. Il 6 febbraio 1909 si trasferì a Trento, capitale dell'irredentismo italiano, dove venne eletto segretario della Camera del Lavoro e diresse il suo primo quotidiano, L'avvenire del lavoratore.
Il 7 marzo di quell'anno si rese protagonista di un breve scontro giornalistico con Alcide De Gasperi, direttore del periodico cattolico Il Trentino. Mussolini collaborò anche con il quotidiano Il Popolo, diretto da Cesare Battisti, sulle cui pagine scrisse della "santa di Susà", una contadina di nome Rosa Broll che era stata adescata da un sacerdote del luogo. L'articolo ebbe un tale successo che la direzione del Partito Socialista trentino decise di farne una pubblicazione a sé stante, al prezzo di 6 centesimi.
Il 10 settembre dello stesso anno Mussolini venne incarcerato a Rovereto con l'accusa, da cui poi fu assolto, di diffusione di giornali già sequestrati e istigazione alla violenza verso l'Impero asburgico. Il giorno 26 fu comunque espulso dall'Austria e fece ritorno a Forlì. Il caso del "professor Mussolini" divenne di interesse nazionale tanto che durante un'interrogazione parlamentare alla Camera (presentata dal deputato socialista Elia Musatti), fu interpellato il ministro degli Esteri Francesco Guicciardini il quale rispose che "per quanto possa essere dispiacevole che l'espulsione di cittadini italiani dall'Austria si rinnovi con una certa frequenza, pure io non credo in nessun modo di intervenire nella faccenda trattandosi di questione interna dell'Austria". I fatti trentini comunque procurarono a Mussolini una notevole notorietà in Italia, lo spinsero ulteriormente verso l'azione politica e segnarono l'inizio del passaggio da una concezione socialista e internazionalista a posizioni marcatamente nazionaliste.

#### A Forlì
A partire dal gennaio 1910, divenne segretario della Federazione socialista forlivese e diresse il suo periodico ufficiale L'idea socialista, settimanale di quattro pagine (ribattezzato da Mussolini stesso Lotta di classe). Il 17 gennaio Mussolini iniziò a convivere con Rachele Guidi, sua futura moglie, in un appartamento ammobiliato di Via Merenda nº 1. Cominciò inoltre a collaborare con la rivista socialista Soffitta. In questi anni forlivesi, decise anche di prendere lezioni di violino dal Maestro Archimede Montanelli. Fra le opere preferite di Mussolini si ricordano: La Follia di Corelli, le sonate di Beethoven, le composizioni di Veracini, Vivaldi, Bach, Granados, Fauré e Ranzato.
Dal punto di vista giornalistico, continuò anche il rapporto con Il popolo di Trento. Cesare Battisti gli chiese di scrivere un romanzo a puntate. Il compenso era di 15 lire a puntata. Mussolini scelse uno dei suoi argomenti preferiti, la critica sociale anticlericale. Ispirandosi a una storia realmente avvenuta a Trento nel Seicento (lo scandaloso amore tra il vescovo-principe di Trento, Carlo Emanuele Madruzzo, e una cortigiana) scrisse L'amante del cardinale. Claudia Particella. Il romanzo uscì a puntate, dal 20 gennaio all'11 maggio 1910.
Come rappresentante della federazione di Forlì, Mussolini partecipò all'XI congresso socialista di Milano (1910). Nello stesso anno visitò Roma per la prima volta.

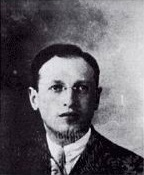
Pietro Nenni, all'epoca della contestazione alla guerra di Libia giovane esponente repubblicano

L'11 aprile 1911 la sezione socialista di Forlì guidata da Mussolini votò l'autonomia dal PSI. Nel maggio dello stesso anno la prestigiosa rivista letteraria La Voce, diretta da Giuseppe Prezzolini, pubblicò il suo saggio Il Trentino veduto da un socialista, costituito dagli appunti stesi da Mussolini durante il 1909.
A Forlì Mussolini conobbe Pietro Nenni, all'epoca segretario della nuova Camera del Lavoro repubblicana, nata dopo la frattura tra repubblicani e socialisti.
All'inizio prevalse la differenza ideologica: i due, pur essendo vicini di casa, furono avversari; in seguito divennero amici.
Il 27 settembre 1911, assieme all'amico repubblicano Pietro Nenni, Mussolini partecipò a una manifestazione contro la guerra con l'impero ottomano per il possesso di Cirenaica e Tripolitania, che si concluse con scontri violenti con la polizia. Mussolini aveva definito l'impresa coloniale africana di Giovanni Giolitti un «atto di brigantaggio internazionale»; aveva inoltre definito il tricolore «uno straccio da piantare su un mucchio di letame». Arrestato il 14 ottobre, venne processato e condannato a un anno di reclusione (23 novembre).
Nenni durante le manifestazioni a Forlì fu ferito da tre sciabolate; anch'egli il 14 ottobre fu arrestato e condannato a un anno e quindici giorni.
Venne recluso nel carcere di Bologna, nella stessa cella di Mussolini. Questi in carcere terrà sulle ginocchia la piccola figlia di Mussolini, Edda, nata il 1º settembre 1910. Con gli anni, quando Mussolini e Nenni continueranno a vedersi a Milano, lei lo chiamerà "zio". Il 19 febbraio 1912 la Corte d'Appello di Bologna ridusse la pena di Mussolini a cinque mesi e mezzo e il successivo 12 marzo venne rilasciato.
L'8 luglio 1912, al XIII congresso del PSI di Reggio Emilia, avanzò una mozione di espulsione (definita da lui anche lista di proscrizione) nei confronti dei riformisti Leonida Bissolati, Ivanoe Bonomi, Angiolo Cabrini e Guido Podrecca, che venne accolta. L'accusa era di "gravissima offesa allo spirito della dottrina e alla tradizione socialista". Quindi entrò nella direzione nazionale del partito. Collaborò poi con Folla, giornale di Paolo Valera, firmandosi con lo pseudonimo "L'homme qui cherche". Al congresso i massimalisti conquistarono la maggioranza del Partito sconfiggendo i riformisti di Filippo Turati.

#### Direttore dell'Avanti!

Mussolini nella veste di direttore dell'Avanti! (1912-1914), quotidiano del Partito Socialista Italiano

In seguito al trionfo dei massimalisti al Congresso di Reggio Emilia, nel novembre 1912 Mussolini divenne uno degli esponenti di spicco del PSI e giunse alla direzione dell'Avanti!, organo ufficiale del partito, succedendo a Giovanni Bacci (Angelica Balabanoff venne scelta per il ruolo di viceredattore capo).
Alle elezioni politiche del 1913 (il primo turno si svolse il 26 ottobre), Mussolini si presentò, nel collegio di Forlì, come candidato socialista per la Camera dei Deputati, ma venne sconfitto da Giuseppe Gaudenzi, repubblicano (tradizionalmente, i repubblicani erano molto forti nel forlivese). Il mese successivo (novembre 1913) fondò un proprio giornale, Utopia, che diresse fino allo scoppio della prima guerra mondiale e sul quale poté esprimere tutte le proprie opinioni, anche quelle in contrasto con la linea ufficiale del PSI.
Al XIV congresso del Partito Socialista di Ancona del 26, 27 e 28 aprile 1914, presentò con Giovanni Zibordi una mozione, che venne accolta, con la quale si stabilì esser incompatibile l'appartenenza alla massoneria per un socialista.
Gli tenne testa un giovane delegato del Polesine, Giacomo Matteotti, quasi anticipando quella contrapposizione che, dieci anni dopo, avrebbe condotto all’assassinio del leader dei socialisti riformisti, con l’avallo del capo del fascismo.
Al Congresso di Ancona Mussolini colse inoltre un grande successo personale, con una mozione di plauso per i successi di diffusione e di vendite del giornale del Partito, tributatagli personalmente dai congressisti.
Infatti, nel periodo di direzione Mussolini, l'Avanti! era salito da 30-45 000 copie nel 1913 a 60-75 000 copie nei primi mesi del 1914.
Il 9 giugno venne eletto consigliere comunale a Milano.

#### Mussolini e la Settimana Rossa
Fu protagonista della campagna politica e di stampa in sostegno dell'ondata rivoluzionaria della Settimana Rossa, insurrezione popolare spontanea a seguito dell'uccisione di tre manifestanti contro le Compagnie di Disciplina nell'Esercito, avvenuta ad Ancona il 7 giugno 1914 ad opera della forza pubblica.
Dalle pagine dell'Avanti! infiammò gli animi con appelli alle masse popolari:
(Avanti! del 10 giugno 1914)
Con quest'articolo Mussolini, facendo leva sulla popolarità di cui godeva nel movimento socialista e sulla grande diffusione del giornale, di fatto costrinse la Confederazione Generale del Lavoro a dichiarare lo sciopero generale, strumento di lotta che determinava il blocco di ogni attività nel Paese, di cui il sindacato riteneva di dover fare uso solo in circostanze eccezionali.
Mussolini strumentalizzò i moti popolari anche a fini politici interni al mondo socialista: la direzione del Partito Socialista uscita dal XIV Congresso di Ancona era in mano ai massimalisti rivoluzionari, ma i riformisti erano ancora maggioritari nel gruppo parlamentare e nella CGdL.
Il 10 giugno si tenne un comizio all'Arena di Milano di fronte a 60 000 manifestanti, mentre il resto dell'Italia era in lotta e paralizzata, la Romagna e le Marche insorte e i ferrovieri avevano finalmente annunciato di aderire allo sciopero generale. 
Dopo che gli oratori riformisti di tutti i partiti avevano gettato acqua sul fuoco dicendo che questa non era la rivoluzione, ma solo protesta contro l'eccidio di Ancona, e che non ci si sarebbe fatti trascinare in un'inutile carneficina, intervennero Corridoni e Mussolini.
Quest'ultimo esaltò la rivolta. Ecco il resoconto del suo infuocato discorso, pubblicato il giorno dopo sull'Avanti!:
(Avanti! dell'11 giugno 1914)
Proprio per scongiurare il rischio che la monarchia potesse sentirsi minacciata e dichiarare lo stato d'assedio e il passaggio dei poteri pubblici ai militari, la Confederazione generale del lavoro dichiarò concluso lo sciopero dopo solo 48 ore, invitando i lavoratori a riprendere la loro attività.
Ciò frustrò gli intenti bellicosi ed insurrezionali di Mussolini che, sull'Avanti! del 12 giugno 1914, non si paventò dall'accusare di fellonia i capi sindacali confederali, che facevano riferimento alla componente riformista del PSI, accusando: "La Confederazione del Lavoro, nel far cessare lo sciopero, ha tradito il movimento rivoluzionario".
Mussolini venne fermato insieme a Corridoni durante una manifestazione, duramente percosso dalla polizia, cui si unirono gli insulti e la gogna della folla borghese nei pressi della Galleria Vittorio Emanuele II. Saranno entrambi arrestati.

#### Contro l'intervento in guerra dell'Italia
Allo scoppio della prima guerra mondiale (28 luglio 1914) interpretò con fermezza la linea non interventista dell'Internazionale Socialista. Mussolini era del parere che il conflitto non potesse giovare agli interessi dei proletari italiani, bensì solo a quelli dei capitalisti. Nello stesso periodo, all'insaputa dell'opinione pubblica, il ministro degli Esteri Antonino Paternò Castello, marchese di San Giuliano avviò un'operazione di persuasione negli ambienti socialisti e cattolici per ottenere un atteggiamento favorevole verso un possibile intervento dell'Italia nella guerra.
Il 26 luglio, nell'imminenza dello scoppio del conflitto, Mussolini pubblicò sull'«Avanti!» un articolo di fondo intitolato Abbasso la guerra; tuttavia la scelta del Partito socialista non incontrò l'unanimità all'interno del gruppo dirigente. D'accordo con il segretario Costantino Lazzari e la direzione del partito, aprì sull'«Avanti!» un dibattito sul tema della neutralità. Già nei primi mesi del conflitto apparve quindi tutta l'incertezza del Partito Socialista, che non seppe risolversi tra la sua inclinazione antimilitarista e la propensione verso la guerra come mezzo per rinnovare la lotta politica e smuovere gli equilibri consolidati nel Paese.
Nel panorama politico italiano, tra i primi a porre dubbi sulla neutralità assoluta vi furono Leonida Bissolati e Gaetano Salvemini, cui seguirono i socialisti riformisti e i sindacalisti rivoluzionari. Da parte sua, Mussolini sentì che se il Partito avesse continuato sulla linea pacifista ad oltranza, avrebbe finito per rimanere emarginato. In conversazioni private esternò queste incertezze e questi dubbi. Puntualmente, la stampa mise tutto in piazza: il 28 agosto 1914 il «Giornale d'Italia» scrisse che Mussolini riconosceva l'inevitabilità della guerra contro l’Austria, definendola «un compito di civiltà del proletariato italiano». All'assemblea della sezione socialista milanese del 9 settembre Mussolini definì impraticabile lo sciopero generale contro una guerra difensiva, concludendo che «se domani si verificherà l'evento nuovo, noi decideremo». Successivamente sollecitò la convocazione della direzione del partito, che si riunì insieme al gruppo parlamentare a Roma il 21 e 22 settembre. Mussolini presentò il testo di un nuovo appello alle masse socialiste, che ripropose la neutralità assoluta: nessuna concessione deve essere fatta alla guerra, solo «opposizione recisa ed implacabile». La mozione fu approvata dalla direzione.
Nello stesso periodo Mussolini proseguì i suoi contatti con intransigenti, moderati, filo-interventisti e interventisti decisi. Attraverso Massimo Rocca (interventista che aveva lasciato l'«Avanti!» ed aveva costituito, con altri militanti, il Fascio rivoluzionario d'azione internazionalista) aveva mantenuto i contatti con i gruppi più estremi. Fu proprio dagli ambienti interventisti che partirono in ottobre gli attacchi diretti contro il direttore dell'«Avanti!» volti a farlo uscire allo scoperto. Il 7 ottobre «Il Resto del Carlino» pubblicò un polemico articolo di Massimo Rocca che accusò Mussolini di doppiogiochismo (Il direttore dell'«Avanti!» smascherato. Un uomo di paglia. Lettera aperta Benito Mussolini). Altri articoli furono pubblicati tra il 10 e il 13 settembre su vari giornali (Il Resto del Carlino, Giornale d'Italia, Il Secolo di Milano, Il Lavoro di Genova).

#### Mussolini diviene interventista e viene espulso dal PSI
Per i giorni dal 18 al 21 ottobre 1914 il PSI convocò una riunione della direzione a Bologna per discutere un eventuale aggiornamento della linea politica. Mussolini decise di prevenire l'assise facendo pubblicare il 18 un lungo articolo in terza pagina chiaramente interventista (Dalla neutralità assoluta alla neutralità attiva ed operante): il suo obiettivo fu mettere il partito di fronte al fatto compiuto. In esso rivolgeva un appello ai socialisti sul pericolo che una neutralità avrebbe comportato per il partito, cioè la condanna all'isolamento politico. Secondo Mussolini, le organizzazioni socialiste avrebbero dovuto appoggiare la guerra fra le nazioni, con la conseguente distribuzione delle armi al popolo, per poi trasformarla in una rivoluzione armata contro il potere borghese. La sua linea però non venne accettata dal partito: la proposta di Mussolini ottenne un solo voto - il suo; furono pronunciati durissimi interventi da parte di antichi compagni come Giacinto Menotti Serrati e Angelica Balabanoff. Le dimissioni dalla direzione dell'«Avanti!» furono inevitabili.
Pochi giorni dopo (tra il 24 e il 26 ottobre) Mussolini ricevette a Milano la visita di Filippo Naldi, mediatore d'affari nonché direttore del bolognese «Resto del Carlino. Naldi era noto soprattutto per i suoi complessi rapporti con il mondo della grande industria; nell'autunno-inverno 1914 fece da mediatore tra il ministro degli Esteri, marchese di San Giuliano, e i giornali neutralisti per convertirli all'interventismo. Grazie all'aiuto finanziario di alcuni gruppi industriali (con la mediazione di Naldi), Mussolini riuscì rapidamente a fondare un quotidiano, Il Popolo d'Italia, il cui primo numero uscì il 15 novembre 1914. Dalle colonne del suo giornale Mussolini attaccò senza remore i suoi vecchi compagni. Col partito era rottura: il 29 novembre Mussolini venne espulso dal PSI.

Mussolini mentre viene arrestato a Roma l'11 aprile 1915 dopo un comizio a favore dell'intervento dell'Italia nella Grande Guerra.

I tempi dell'operazione e la provenienza dei finanziamenti insospettirono gli ex compagni, che accusarono Mussolini di indegnità morale. Secondo il Partito Socialista, egli avrebbe ricevuto fondi occulti da agenti francesi in Italia, che lo avrebbero corrotto per farlo aderire alla causa dell'interventismo pro-Intesa. La questione finì davanti alla commissione d'inchiesta del collegio dei probiviri dell'Associazione Lombarda dei Giornalisti, che escluse ogni ipotesi di corruzione giungendo alla conclusione che la nascita del giornale era da collegarsi esclusivamente al rapporto di simpatia personale fra Mussolini e il direttore del Carlino Naldi.
Negli ultimi anni sono usciti documenti che proverebbero invece il diretto intervento del governo francese a favore di Mussolini, che in ogni caso incontrò in Svizzera rappresentanti dell'Intesa, i quali gli assicurano il loro appoggio. In particolare, secondo una nota scritta nel novembre 1922 dai servizi segreti francesi, Mussolini (indicato in un'altra nota degli stessi servizi come «un agente del Ministero francese a Roma») alla fine del 1914 avrebbe incassato dal deputato francese Charles Dumas – capo di gabinetto del ministro Jules Guesde, socialista – dieci milioni di franchi "per caldeggiare sul suo Popolo d'Italia l'entrata in guerra dell'Italia al fianco delle potenze alleate".
Nel mese di dicembre prese parte a Milano alla fondazione dei "Fasci di azione rivoluzionaria" di Filippo Corridoni, partecipando poi al loro primo congresso il 24 e il 25 gennaio 1915.

#### Il duello con Claudio Treves

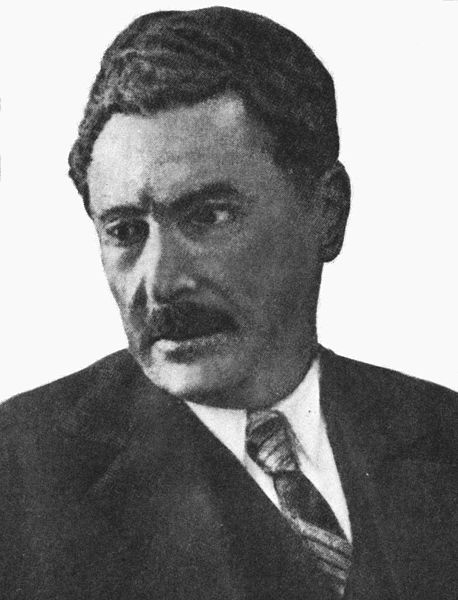
Claudio Treves, direttore dell'Avanti! dal 1910 al 1912, della componente riformista del PSI

Nel marzo 1915, dopo una lunga serie di reciproci articoli durissimi, giunti all'insulto personale, nonostante lo Statuto del Partito Socialista lo vietasse, Claudio Treves sfidò Mussolini a duello.
La sfida venne accolta e il duello si svolse a Bicocca di Niguarda (nord di Milano) nel pomeriggio del 29 marzo 1915. Fu un combattimento alla sciabola tesissimo, durato 25 minuti, suddivisi in otto assalti consecutivi, nei quali i duellanti infersero, l'un l'altro, varie ferite e contusioni. Al termine dell'ottavo assalto, su consiglio dei medici, i padrini decisero di porre termine allo scontro, comunque constatando l'univoco rifiuto dei duellanti alla riconciliazione.
Pur restando ferito all'avambraccio, alla fronte e all'ascella, Treves riuscì a colpire all'orecchio il futuro Duce, che era uscito indenne da sei precedenti duelli.
Secondo il ricordo del figlio di Treves, Piero: "Non credo vi siano mai state due persone più antitetiche. Mio padre era fondamentalmente un uomo di cultura, odiava la demagogia, la retorica vana, il gonfiarsi le gote, insomma tutto ciò che caratterizza il cosiddetto 'villan rifatto'. Questo era precisamente Mussolini, il quale si faceva bello di una cultura che non aveva...".

#### L'antiparlamentarismo di Mussolini
L'interventismo di Mussolini si fece via via sempre più acceso, accompagnato dalla veemenza contro le istituzioni parlamentari, che nella sua idea di guerra come anticamera della rivoluzione avrebbero dovuto essere spazzate via dalla novità della guerra mondiale, grazie alla quale le masse rivoluzionarie si sarebbero affacciate armate sul palcoscenico della storia:
(B. Mussolini, Abbasso il Parlamento, Il Popolo d'Italia, 11 maggio 1915, p. 1)

#### La partecipazione nellaGrande Guerra

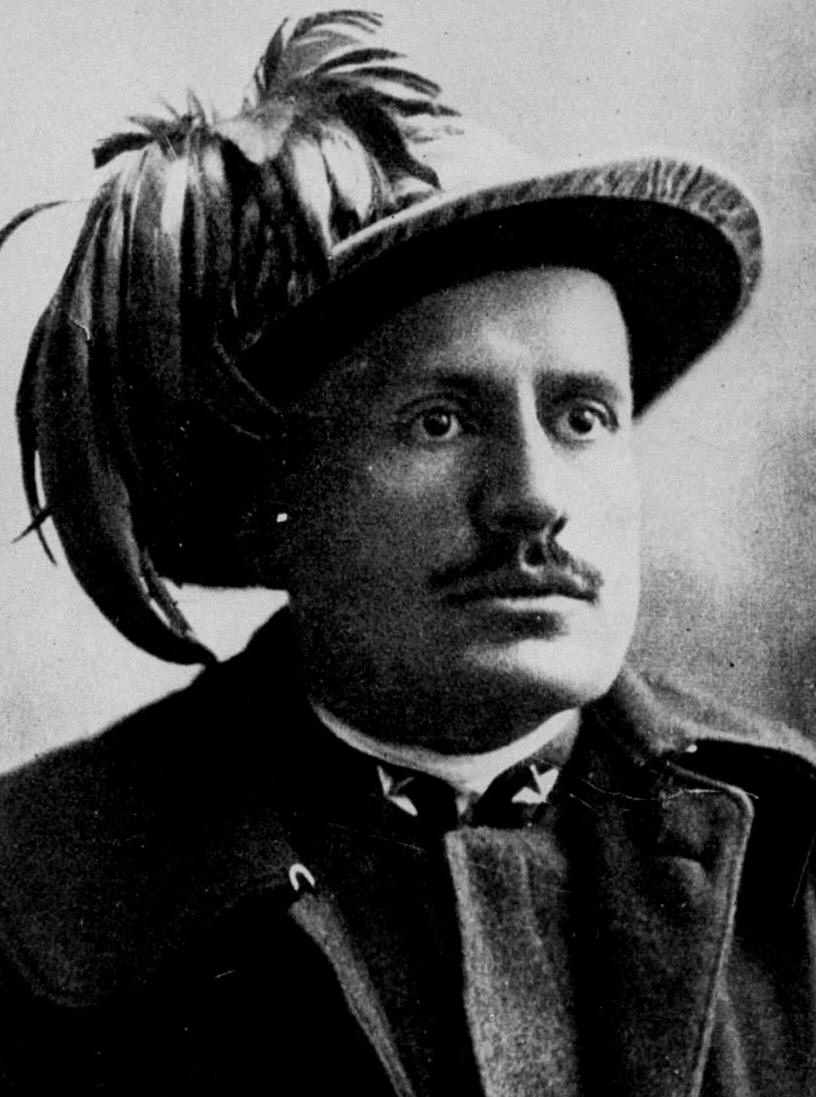
Mussolini con la divisa da bersagliere nel periodo della sua partecipazione alla Grande Guerra

Alla dichiarazione di guerra all'Austria-Ungheria (23 maggio 1915), Mussolini fece domanda per arruolarsi volontario, e questa come nella maggioranza dei casi venne respinta dagli uffici di leva. Venne chiamato come coscritto il 31 agosto 1915, e fu assegnato come soldato semplice al 12º Reggimento bersaglieri; il 13 settembre partì per il fronte con l'11º Reggimento bersaglieri. Tenne un diario di guerra, pubblicato sul Popolo d'Italia (fine dicembre 1915 - 13 febbraio 1917), nel quale raccontò la vita in trincea e prefigurò se stesso come eroe carismatico di una comunità nazionale, socialmente gerarchica e obbediente.

Mussolini convalescente all'ospedale militare dopo un incidente occorso durante un'esercitazione in compagnia del medico e amico Ambrogio Binda (1917)

Il 1º marzo 1916 fu promosso caporale per meriti di guerra. Nel "Rapporto Gasti" si legge, tra l'altro, «Attività esemplare, qualità battagliere, serenità di mente, incuranza ai disagi, zelo, regolarità nell'adempimento dei suoi doveri, primo in ogni impresa di lavoro e ardimento». Il 31 agosto successivo venne nominato caporal maggiore.

Mussolini caporale in una trincea sul Carso

Il 23 febbraio 1917 fu ferito gravemente dallo scoppio di un lanciabombe durante un'esercitazione sul Carso nei pressi del Lago di Doberdò. Colpito da una quarantina di schegge, fu operato nell'ospedaletto da campo di Ronchi di Soleschiano dal clinico chirurgo Giuseppe Tusini, fondatore e preside dell'Università Castrense di San Giorgio di Nogaro. Su questo periodo farà circolare due leggende: che aveva rifiutato l'anestetico mentre gli estraevano le schegge dal corpo e che gli austriaci, considerandolo il nemico più potente, bombardarono l'ospedale in cui si trovava allo scopo di ucciderlo. I dottori prescrissero per Mussolini un anno di convalescenza, periodo che venne protratto di altri sei mesi, in modo che non tornasse più nelle trincee. L'ultimo periodo di convalescenza fu trascorso nell'ospedale territoriale della Croce Rossa a Milano, dove Mussolini fu ricoverato dal 2 aprile 1918 a fine luglio. Otterrà il congedo illimitato nel 1919.
Il 1° agosto 1918 Mussolini tornò alla direzione del Popolo d'Italia. Da quel giorno il quotidiano uscì con un nuovo sottotitolo. Non più "Quotidiano socialista" ma "Quotidiano dei combattenti e dei produttori", a sottolineare chiaramente la strada da intraprendere. In dicembre pubblicò sul giornale l'articolo Trincerocrazia, in cui rivendicò per i reduci dalle trincee il diritto di governare l'Italia post-bellica e prefigurò i combattenti della Grande Guerra come l'aristocrazia di domani e il nucleo centrale di una nuova classe dirigente.
Stando a documenti resi pubblici nel 2009, fu in questo periodo che l'allora tenente colonnello del servizio segreto militare britannico Samuel Hoare (futuro Segretario per gli affari esteri e successivamente Segretario degli Interni) prese accordi con Mussolini, fornendogli una retribuzione settimanale di 100 sterline in cambio dell'impegno a sostenere la linea bellica anche dopo la sconfitta di Caporetto. Mussolini in questo periodo ricevette per il suo giornale anche, secondo una relazione della Polizia del 10 aprile 1917, finanziamenti da parte di ricchi industriali milanesi, da Banche per la pubblicità dei prestiti di guerra, da singoli sovvenzionatori come Cesare Goldmann e probabilmente Filippo Naldi, dalla Banca Italiana di Sconto e dalla massoneria. Ci furono probabilmente anche legami con i gruppi industriali Ansaldo e Toeplitz (e legata a quest'ultimo la Banca Commerciale Italiana).

### Il Fascismo e la rivoluzione fascista

Mussolini e D'Annunzio

Incontro tra Mussolini e D'Annunzio

La fondazione dei Fasci italiani di combattimento avvenne a Milano il 23 marzo 1919 in Piazza San Sepolcro; stando allo stesso Mussolini non erano presenti che una cinquantina di aderenti, ma negli anni successivi, quando la qualifica di sansepolcrista dava automaticamente diritto a vantaggi cospicui in termini economici e di prestigio sociale, furono centinaia coloro che riuscirono a far aggiungere alla lista il loro nome.
Tra marzo e giugno i futuristi di Filippo Tommaso Marinetti (che si erano dati un programma politico anticlericale, socialista e nazionalista insieme) divennero la componente principale del Fascio milanese e fecero sentire la loro influenza ideologica; tuttavia Mussolini ebbe modo di affermare: "Noi siamo, soprattutto, dei libertari cioè della gente che ama la libertà per tutti, anche per avversari. (...) Faremo tutto il possibile per impedire la censura e preservare la libertà di pensiero di parola, la quale costituisce una delle più alte conquiste ed espressioni della civiltà umana".
Dall'esperienza dei Freikorps tedeschi trasse la conclusione che squadre di uomini armati potevano essere utilissime per intimidire l'opposizione: il 15 aprile 1919, subito dopo un comizio della Camera del Lavoro all'Arena Civica, fascisti, arditi, nazionalisti e allievi ufficiali, guidati da Marinetti, Ferruccio Vecchi e Mario Chiesa, si lanciarono contro la sede dell'Avanti!, attaccandola e devastandola, dopo una serie di colluttazioni stradali con gruppi socialisti e dopo che dalla sede del giornale venne sparato un colpo di pistola che uccise un soldato, Martino Speroni. Mussolini si tenne in disparte, credendo che i suoi uomini non fossero ancora pronti per combattere una "battaglia di strada", ma difese il fatto compiuto. Procedette quindi a reclutare un esercito di arditi pronti a vari assalti frontali e trasportò nella sede del Popolo d'Italia una grande quantità di materiali bellici, per prevenire un possibile "contrattacco rosso".
In giugno Mussolini si schierò contro il governo guidato da Francesco Saverio Nitti; per i fascisti il neopresidente del consiglio era il rappresentante di quella vecchia classe politica che essi intendevano soppiantare. Dalla debolezza dell'esecutivo Mussolini voleva trarre la forza per attuare una rivoluzione, e per tutta l'estate il suo nome fu associato a complotti volti a realizzare un colpo di Stato.
Il 12 settembre, Mussolini promosse davanti alla sede de Il Popolo d'Italia una sottoscrizione a favore dell'impresa fiumana di Gabriele D'Annunzio, dopo aver incontrato quest'ultimo per la prima volta a Roma il 23 giugno. Il 7 ottobre era a Fiume, dove ebbe colloqui con D'Annunzio. I rapporti con il Vate furono comunque estremamente fugaci, e condizionati da reciproca diffidenza e rivalità: Mussolini mal sopportava l'idea che D'Annunzio potesse relegarlo in secondo piano; D'Annunzio gli scrisse una lettera tacciandolo di codardia, ma quando la missiva venne pubblicata dal Popolo d'Italia questo passaggio fu censurato.
Il 9 ottobre si tenne a Firenze il primo Congresso dei Fasci di Combattimento: venne deciso di presentarsi alle imminenti elezioni politiche senza aderire a nessuna alleanza. Alle elezioni politiche del 16 novembre 1919 i fascisti, nonostante le candidature "eccellenti" dello stesso Mussolini, di Filippo Tommaso Marinetti e di Arturo Toscanini, non ottennero neanche un seggio, e nella provincia di Milano presero soltanto 4675 voti. Inoltre, il 18 novembre Mussolini fu tratto in arresto per alcune ore con l'accusa di detenzione di armi ed esplosivi; venne rilasciato dopo che una delegazione capeggiata da Riccardo Luzzatto, esponente radicale e interventista, e dall'onorevole Candiani, si recò dal questore di Milano per protestare contro l'arresto ed invocarne la liberazione, auspicata anche dal senatore liberale Luigi Albertini.
Dall'infelice esperienza Mussolini trasse la conclusione che il fascismo era guardato con diffidenza dall'elettorato conservatore ed era troppo simile ai socialisti per l'elettorato progressista; pertanto, avendo il fascismo fallito come movimento di sinistra, esso avrebbe potuto trovare un suo spazio come aggregazione di destra. All'inizio del 1920 Mussolini s'impegnò per aumentare i propri consensi nel nord-est, e in particolare a Trieste, città di frontiera dove convivevano non senza attriti italiani e slavi.
Il 24 e il 25 maggio 1920 Mussolini partecipò al secondo Congresso dei Fasci di combattimento, che si teneva al teatro lirico di Milano. I Fasci di combattimento, grazie alla progressiva svolta a destra, iniziarono ad avere finanziamenti da parte di industriali, i quali venivano in cambio protetti da squadre di arditi. In giugno si schierò a favore di Giolitti, con il quale in ottobre s'incontrò per la risoluzione della questione di Fiume: pur biasimandolo per aver ritirato le truppe dall'Albania, gli fece capire che un accordo con i liberalconservatori era possibile. Il 12 novembre, con l'articolo di fondo L'accordo di Rapallo, commentò abbastanza favorevolmente il trattato italo-jugoslavo firmato da Giolitti, con cui veniva creato lo Stato Libero di Fiume e la città di Zara veniva annessa all'Italia in cambio dell'abbandono di ogni rivendicazione sui territori dalmati. Successivamente ad una discussione del Comitato Centrale dei Fasci del 15 novembre Mussolini modificò la propria opinione sulla bontà del trattato e successivamente solo a parole si pronunciò contro gli avvenimenti del Natale di sangue quando Giolitti pose fine all'impresa dannunziana a colpi di cannone; avendo promesso che i fascisti non sarebbero intervenuti.
Nel gennaio del 1921 la minoranza comunista usciva dal PSI per fondare il Partito Comunista d'Italia; ciò mise in allarme Mussolini perché i socialisti, ricollocatisi su posizioni più moderate, avrebbero potuto essere interpellati da Giolitti per una collaborazione governativa, escludendo in questo modo i fascisti dagli scenari politici principali. Il 2 aprile, dopo aver sfilato con gli squadristi in camicia nera in occasione dei solenni funerali delle vittime del terrorismo anarchico del teatro Diana, Mussolini accettò la richiesta di Giovanni Giolitti di far parte dei Blocchi Nazionali,: Giolitti credette di poter portare i fascisti sulle sue posizioni politiche e di utilizzarli per indebolire le opposizioni.
Il futuro Duce si presentò quindi come alleato dello statista di Mondovì, dei nazionalisti e di una serie di altre associazioni e partiti, alle elezioni del 15 maggio 1921, nelle liste dei "Blocchi Nazionali" antisocialisti: la lista ottenne 105 seggi, di cui 35 per i fascisti e anche Mussolini fu eletto deputato. Grazie all'immunità parlamentare poté quindi evitare il processo relativo ai fatti del 1919 (cospirazione e detenzione illegale di armi). Le consultazioni si svolsero in un clima di violenza: i morti furono un centinaio e in molte zone, approfittando del tacito favore della Polizia, i fascisti impedirono ai partiti di sinistra di tenere comizi.

#### Verso il potere
A partire da questo momento le camicie nere moltiplicarono i numerosi episodi di violenza e aggressione fisica e verbale contro gli avversari politici del fascismo; bersagli preferiti erano soprattutto socialisti, comunisti e popolari: il fenomeno prese il nome di squadrismo. Secondo lo storico Renzo De Felice fra gennaio e maggio 1921 si ebbero 35 fascisti uccisi, 48 fra i socialisti e 21 fra le forze dell'ordine. Il 2 luglio, con un articolo (In tema di pace) sul Popolo d'Italia, invitò i socialisti e i popolari ad aderire a un patto di pacificazione per la cessazione delle violenze squadriste. L'accordo venne siglato il 2 agosto e firmato il giorno successivo grazie alla mediazione del presidente della Camera Enrico De Nicola; tuttavia, le violenze non cessarono perché l'esecuzione dell'accordo venne contestata dai singoli ras e perché ne vennero esclusi i comunisti, che non aderirono per estraneità del patto ai loro principii politici: fra costoro e gli squadristi le violenze continuarono rendendo vuoto di significato il patto; d'altro canto a Mussolini non conveniva recitare più di tanto la parte del pacificatore perché i ras minacciavano di scavalcarlo e destituirne l'autorità sui Fasci.
A proposito della notevole autonomia di cui godevano i singoli gruppi squadristi, Renzo De Felice riporta che il futuro duce entrò in contrasto con alcuni esponenti che mettevano in dubbio la sua posizione di guida del movimento (su tutti, Dino Grandi) e che non accettavano la volontà mussoliniana di presentare quest'ultimo come "normalizzatore" dell'ordine sociale. Emblematico da questo punto di vista, sempre secondo De Felice, quanto scrisse Mussolini: «Il fascismo può fare a meno di me? Certo, ma anch'io posso fare a meno del fascismo».
Tuttavia, le divergenze vennero superate, e il 7 novembre si tenne a Roma il terzo congresso dei Fasci di Combattimento, che vennero trasformati nel Partito Nazionale Fascista, con Michele Bianchi primo segretario. Il 1º gennaio 1922 Mussolini fondò il mensile Gerarchia, con cui collaborò l'intellettuale (e amante di Mussolini) Margherita Sarfatti, ma già nell'agosto precedente si era affrettato a creare una scuola di cultura fascista che aveva il compito di esporre la dottrina.
Nel febbraio del 1922 divenne primo ministro Luigi Facta, l'ultimo liberale prima di Mussolini, personaggio di modesto spessore. La sua nomina fece il gioco dei fascisti poiché dava l'ennesima dimostrazione dell'incapacità del sistema parlamentare democratico di produrre un governo stabile e di mantenere l'ordine. Sotto il suo governo le incursioni delle squadre fasciste si moltiplicarono, soprattutto nelle province di Ferrara e Ravenna (si distinse in questi attacchi Italo Balbo).
Il 2 agosto le sinistre indissero uno sciopero, definito da Turati "legalitario" ed organizzato fin dal 28 luglio, contro le violenze delle camicie nere, che intervennero determinandone il fallimento: a Milano, per esempio, gli squadristi dispersero i picchetti degli scioperanti e conquistarono i depositi dei tram, facendo circolare regolarmente i mezzi pubblici con la scritta "gratis - offerto dal Fascio". Nel frattempo, tra il 31 agosto e il 5 settembre, le squadre fasciste occuparono i municipi di Ancona, Milano, Genova, Livorno, Parma, Bolzano e Trento, acquisendone il controllo, dopo violenti scontri armati.
Si trattava del crescendo della "rivoluzione fascista", con cui Mussolini tentò un ambizioso colpo di mano per impadronirsi del potere, sfruttando il consenso acquisito presso gli ambienti sociali più influenti del regno. Il 24 ottobre egli passò in rassegna a Napoli le 40 000 camicie nere lì radunate, affermando il diritto del Fascismo a governare l'Italia.

#### La marcia su Roma

24 ottobre 1922, Congresso di Napoli, Mussolini e i Quadrumviri

In molti si convinsero che ormai dialogare con Mussolini fosse diventato inevitabile: Giovanni Amendola e Vittorio Emanuele Orlando teorizzarono una coalizione di governo che includesse anche i fascisti e Nitti, che sperava nella presidenza del Consiglio, riteneva ora un'alleanza con Mussolini il mezzo migliore per scalzare il suo avversario Giolitti.
Proprio Giolitti, secondo lo stesso Mussolini, era l'unico uomo che poteva evitare il successo del fascismo: Facta lo sollecitò più volte a intervenire ma il grande vecchio della politica italiana comunicò che non si sarebbe scomodato se non per prendere direttamente in mano le redini del governo (fu questo un errore di cui si sarebbe pentito). I fascisti lo blandirono promettendogli la presidenza del Consiglio ed egli li accreditò presso il mondo industriale milanese.
Tra il 27 e il 31 ottobre 1922, la "rivoluzione fascista" ebbe il suo culmine con la "marcia su Roma", opera di gruppi di camicie nere provenienti da diverse zone d'Italia e guidate dai "quadrumviri" (Italo Balbo, Cesare Maria De Vecchi, Emilio De Bono e Michele Bianchi). Il loro numero non è mai stato stabilito con certezza; tuttavia, a seconda della fonte di riferimento, la cifra considerata oscilla tra le 30 000 e le 300 000 persone.
Mussolini non prese parte direttamente alla marcia, temendo un intervento repressivo dell'esercito che ne avrebbe determinato l'insuccesso. Rimase a Milano (dove una telefonata del prefetto lo avrebbe informato dell'esito positivo) in attesa di sviluppi e si recò a Roma solo in seguito, quando venne a sapere del buon esito dell'azione. A Milano, la sera del 26 ottobre, Mussolini ostentò tranquillità nei confronti dell'opinione pubblica assistendo al Cigno di Molnár al Teatro Manzoni. In quei giorni, stava in realtà trattando direttamente col governo di Roma sulle concessioni che questo era disposto a fare al Fascismo, e il futuro Duce nutriva incertezza sul risultato che la manovra avrebbe avuto.
Il re, per l'opposizione di Mussolini a qualsiasi compromesso (il 28 ottobre rifiutò il Ministero degli esteri) e per il sostegno di cui il fascismo godeva presso gli alti ufficiali e gli industriali, che vedevano in Mussolini l'uomo forte che poteva riportare ordine nel paese "normalizzando" la situazione sociale italiana, non proclamò lo Stato d'assedio proposto dal presidente del Consiglio Facta e dal generale Pietro Badoglio, e diede invece l'incarico a Mussolini di formare un nuovo governo di coalizione (29 ottobre). Se il re avesse accettato il consiglio dei due uomini, non ci sarebbero state speranze per le camicie nere: lo stesso Cesare Maria De Vecchi e la destra fascista di ispirazione monarchica avrebbero optato per la fedeltà al Re.

### Mussolini Presidente del Consiglio
Il 16 novembre Mussolini si presentò alla Camera e tenne il suo primo discorso come presidente del consiglio (il "discorso del bivacco"), nel quale dichiarò:

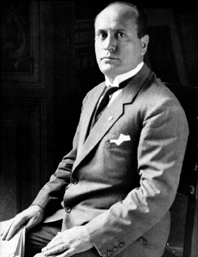
Mussolini fotografato nel 1923

Gli rispose il giorno dopo, unico in una platea di oppositori silenti, forse sbigottiti dalla violenza verbale del discorso del futuro duce, il vecchio leader socialista Filippo Turati, che pronunciò un discorso altrettanto duro e veemente, di condanna del capo fascista e di denuncia dell'ignavia dei parlamentari delle altre forze politiche, poi divenuto noto con il titolo "Il Parlamento è morto" o "Il bivacco della Camera"
Affermò Turati: 
Si ebbe l'impressione di un'ora inverosimile, di un'ora tolta dalle fiabe, dalle leggende; quasi direi un'ora gaia (sic!) dopo che, dicevo, il nuovo Presidente del Consiglio vi aveva parlato col frustino in mano, come nel circo un domatore di belve - oh! Belve, d'altronde, deh quanto narcotizzate! - e lo spettacolo offerto delle groppe offerte allo scudiscio e del ringraziamento di plausi ad ogni nerbata [...]»

Riferendosi poi alla richiesta di Mussolini di modificare la legge elettorale per garantire alla lista più votata un enorme premio di maggioranza (che diverrà poi la cosiddetta "Legge Acerbo", dal nome del parlamentare fascista che la propose), il che avrebbe comportato il rinvio della data delle elezioni per consentire l'approvazione della nuova legge, disse: 
Una voce all'estrema destra: «Vi piacerebbero quelle del 1920!»
Turati: «Non le abbiamo fatte noi.»
Giunta: «Le faremo col manganello!» (Vivi rumori — Commenti alla estrema sinistra — Vivaci proteste del deputato Salvadori che abbandona l'Aula — Applausi alla estrema sinistra — Commenti) [...]

Turati: 
Mussolini: «Naturale!»

Turati: 
Nella Camera dei deputati Mussolini ottenne poi la fiducia con 306 voti a favore, 116 contrari (socialisti, comunisti e qualche isolato) e 7 astenuti (rappresentanti delle minoranze nazionali), nel Senato con 196 voti favorevoli e 19 voti contrari. Tra i favorevoli risultarono Giovanni Giolitti, Vittorio Emanuele Orlando, Luigi Facta e Antonio Salandra mentre Francesco Saverio Nitti abbandonò l'aula per protesta.
Il 25 novembre Mussolini ottenne dalla Camera i pieni poteri in ambito tributario e amministrativo sino al 31 dicembre 1923, al fine di "ristabilire l'ordine".
Il 15 dicembre 1922 si istituì il Gran Consiglio del Fascismo.
Il 14 gennaio 1923 le camicie nere vennero istituzionalizzate attraverso la creazione della Milizia Volontaria per la Sicurezza Nazionale.
Il 9 giugno, dopo esser riuscito, con minacce, a far dimettere uno dei suoi principali antagonisti parlamentari, Don Sturzo, e a far frazionare il gruppo dei popolari con il suo pacato discorso del 15 luglio, presentò alla Camera la nuova legge Acerbo in materia elettorale, approvata dalla stessa il 21 luglio e il 13 novembre dal Senato, divenendo poi la legge 18 novembre 1923, n. 2444.
Mussolini ebbe un successivo voto di fiducia il 15 luglio con 303 voti a favore, 140 contro e 7 astensioni.
Sempre in luglio, grazie all'appoggio britannico, nella conferenza di Losanna fu riconosciuto il dominio italiano sul Dodecaneso, occupato dal 1912.
Il 27 agosto si verificò l'eccidio di Giannina: la spedizione militare Tellini, col compito di definire la linea di confine tra Grecia e Albania venne massacrata.
Mussolini inviò un ultimatum alla Grecia per chiedere riparazioni, scuse e onori ai morti e, in seguito al parziale rifiuto del governo greco, ordinò alla marina italiana di occupare Corfù. Con questa azione, il nuovo presidente del consiglio voleva dimostrare di voler perseguire una politica estera forte e ottenne, grazie alla Società delle Nazioni, le riparazioni richieste (dietro l'abbandono dell'isola occupata).
Il 19 dicembre presiedette alla firma dell'accordo tra Confindustria e la Confederazione delle Corporazioni fasciste (il cosiddetto "patto di Palazzo Chigi"). Il  regio decreto 30 dicembre 1923 n. 2841. URL consultato il 9 febbraio 2018 (archiviato dall'url originale il 14 luglio 2014).
Il 27 gennaio 1924 venne firmato il trattato di Roma tra Italia e Jugoslavia, col quale quest'ultima riconobbe all'Italia Fiume, annessa il 22 febbraio. In seguito a questo, il 26 marzo il re conferì a Mussolini l'onorificenza dell'Ordine supremo della Santissima Annunziata.
A partire dalla marcia su Roma il governo italiano stabilì rapporti diplomatici con l'Unione Sovietica, che vennero migliorati nel corso del febbraio 1923, giungendo al riconoscimento dell'URSS e alla stipulazione di un trattato di commercio e navigazione il 7 febbraio 1924.
Un accordo con il Regno Unito permise all'Italia di acquisire l'Oltregiuba, regione keniota che venne annessa alla Somalia italiana.
Il 24 marzo si ebbe il primo tentativo di radiotrasmissione di un discorso politico.

### Le elezioni politiche del 1924
Alle elezioni del 6 aprile 1924, la "Lista Nazionale" (nota con il nome di "Listone") ottenne il 60,1% dei voti e 356 deputati (poi ridotti a 355 per la morte di Giuseppe de Nava, non sostituito); ad essi si aggiunsero il 4,8% di voti e i 19 seggi conseguiti dalla "lista bis". Nel complesso le due liste governative raccolsero il 64,9% dei voti validi, eleggendo 375 parlamentari, di cui 275 iscritti al Partito Nazionale Fascista. Oltre al PNF erano entrati nel "Listone" la maggioranza degli esponenti liberali e democratici (tra cui Vittorio Emanuele Orlando, Antonio Salandra, ed Enrico De Nicola, che però ritirò la sua candidatura prima delle elezioni), ex popolari espulsi dal partito, demosociali e sardisti filofascisti, e numerose personalità della destra italiana.
Le consultazioni si svolsero in un clima generale di violenza e intimidazioni, nonostante Mussolini avesse inviato reiterati appelli all'ordine ai fascisti e telegrammi ai prefetti affinché impedissero a chiunque intimidazioni, provocazioni e aggressioni, che avrebbero potuto portare le forze di minoranza a chiedere l'annullamento delle elezioni (che vedevano comunque favorito il "Listone"). Allo stesso tempo, Mussolini aveva impegnato telegraficamente i prefetti affinché ogni sforzo fosse effettuato per assicurare la vittoria alla Lista Nazionale, attraverso l'opera di convincimento degli incerti e la lotta all'astensionismo, l'opera di propaganda sulla corretta compilazione della scheda elettorale, e soprattutto attraverso manifestazioni e celebrazioni pubbliche patriottiche e religiose, nelle quali i Fasci locali avrebbero potuto presentarsi come gli unici detentori della legittimità a rappresentare la nazione.
Le elezioni si conclusero con una schiacciante vittoria della Lista Nazionale, tale da superare le aspettative dello stesso Mussolini, che sulla base delle informative ricevute dai prefetti si aspettava una percentuale di consensi di poco superiore al 50%. Il "Listone" ottenne invece il 64,9% su base nazionale, tale da raggiungere da solo il premio di maggioranza del 65% previsto dalla Legge Acerbo per il partito di maggioranza relativa.
La sconfitta delle opposizioni portò la stampa antifascista e anche quella afascista ad un serrato attacco contro le violenze e le illegalità commesse dai fascisti e dagli organi dello Stato allineati al fascismo. Solo pochi giornali riconobbero la vittoria elettorale del blocco nazionale.

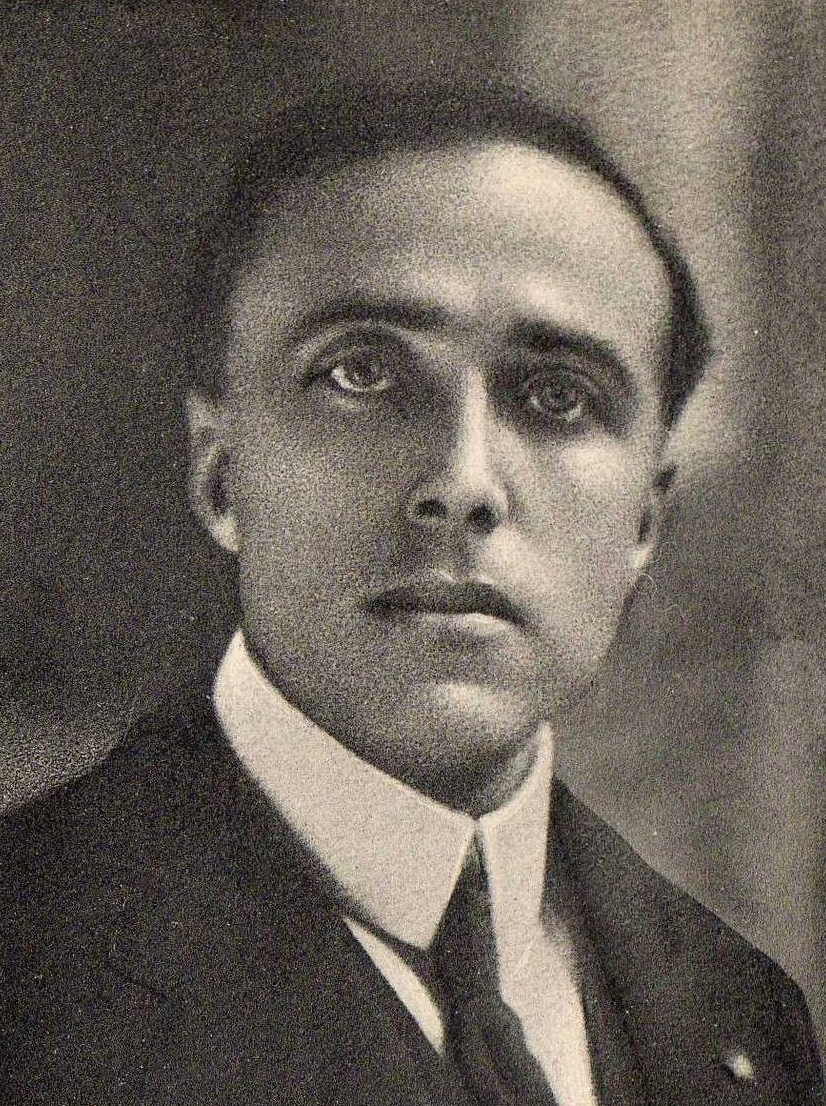
Giacomo Matteotti

Il 30 maggio gli abusi, le violenze e i brogli perpetrati dai fascisti durante la campagna elettorale e nel corso delle votazioni vennero denunciate dal deputato socialista unitario Giacomo Matteotti con un duro ma circostanziato discorso alla Camera, col quale chiese di annullare il risultato delle elezioni. L'intervento provocò una seduta concitata, in cui Matteotti venne interrotto a più riprese, in particolare da Farinacci, il quale a sua volta rinfacciò all'opposizione le illegalità commesse dai movimenti antifascisti, mentre maggioranza e opposizione si scambiavano accuse reciproche. Alcuni esponenti della Lista Nazionale abbandonarono l'Aula per protesta contro le accuse lanciate da Matteotti.

### Il delitto Matteotti e le sue ripercussioni sul governo
Il 10 giugno 1924 Matteotti venne sequestrato per mano di squadristi fascisti e di lui, per settimane, non ci fu più traccia. L'evento provocò grande turbamento in tutta la nazione e numerosi furono gli iscritti del partito nazionale fascista che stracciarono la tessera; la reazione più clamorosa fu tuttavia quella passata alla storia come «secessione dell'Aventino», ovvero l'abbandono del parlamento da parte dei deputati d'opposizione per protesta nei confronti del rapimento. Indicato dalla stampa e dall'opposizione ma anche da alcuni suoi alleati come mandante, Mussolini non venne però imputato nel processo, che portò alla condanna a sei anni per omicidio preterintenzionale di tre militanti fascisti (Amerigo Dumini, Albino Volpi e Amleto Poveromo) che secondo la sentenza avrebbero agito di propria iniziativa nell'assassinare Matteotti (il quale risulterà essere stato accoltellato a morte pochi istanti dopo essere stato rapito).
Nonostante la responsabilità politica, se non fattiva, fosse con tutta evidenza di Mussolini e del PNF, anche il processo all'Alta Corte Senato del Regno contro Emilio De Bono non coinvolse Mussolini. La responsabilità di Mussolini come mandante dell'omicidio Matteotti è stata contestata da Renzo De Felice, che ha opinato come egli in quel periodo fosse il più danneggiato nella sua politica e nella sua persona da quel delitto. Lo stress dovuto ai fatti produsse in Mussolini i primi sintomi di un'ulcera duodenale che lo accompagnò per tutto il resto della sua vita.
L'autunno 1924 fu denso di tensioni per Mussolini: alcuni fascisti presero le distanze da lui, e molti chiesero le sue dimissioni, affinché il "fascismo" potesse "ritemprarsi libero dalle responsabilità dei supremi poteri" (così il ministro delle Finanze De Stefani, presentò il 5 gennaio 1925 le proprie dimissioni – respinte – a Mussolini). La pubblicazione del "memoriale Rossi" (forse voluta dallo stesso Mussolini) portò altre accuse, ma per le sue incoerenze interne Mussolini riuscì con un'abile campagna di stampa a ritorcerle a suo vantaggio. Mussolini si limitò a cedere l'interim degli Interni a Federzoni, il quale venne incaricato di reprimere innanzitutto ogni moto spontaneo sia delle opposizioni che degli squadristi (i quali, soprattutto dopo l'assassinio come vendetta per Matteotti dell'onorevole Armando Casalini che tornava a casa con la figlia, il 12 settembre 1924 ricostituirono alcune "squadracce" e ripresero le violenze arbitrarie, anche verbali nei confronti di Federzoni stesso).
Mentre la situazione si faceva sempre più tesa si agitarono anche voci che sostennero che Mussolini pensasse ad un colpo di Stato per risolvere la questione: una tesi che De Felice ha smentito: proprio l'iniziale volontà di Mussolini di risolvere politicamente e nei limiti della legalità costituzionale la crisi spinse invece i ras a metterlo spalle al muro. Dopo una durissima campagna di stampa portata avanti dalle testate dell'estremismo fascista, la sera del 31 dicembre un gruppo di consoli della Milizia capitanato da Aldo Tarabella ed Enzo Galbiati si recò a Palazzo Chigi. Lo scontro verbale fu violentissimo: gli squadristi accusarono Mussolini di volersi disfare della Milizia e del partito e lo minacciarono di un "pronunciamiento". A Firenze, nel frattempo, si erano radunati oltre diecimila squadristi, pronti all'azione violenta: fu incendiata la sede del Giornale nuovo e altre sedi antifasciste, e dato l'assalto alle carceri delle Murate, dalle quali furono tratti i fascisti ivi detenuti. In tutta questa situazione, il re taceva e l'Esercito non si muoveva. Mussolini, a questo punto "decise di giocare grosso: approfittare dell'atteggiamento del re per mettere fuori giuoco le opposizioni, rassodando così il proprio traballante potere e dando soddisfazione agli intransigenti, ma al tempo stesso tirare anche a questi un colpo mortale". Una parte della destra che aveva votato a favore del governo Mussolini riteneva di sfiduciarlo e sostituirlo con un esponente moderato, ma nel settembre un militante comunista, Giovanni Corvi, uccise un deputato fascista, Armando Casalini, episodio che ricompattò la maggioranza parlamentare.
Forte dell'indecisione delle opposizioni e premuto dai suoi compagni più radicali (Balbo, Farinacci e Bianchi soprattutto), il 3 gennaio 1925 Mussolini tenne alla Camera dei deputati un discorso sul delitto Matteotti col quale sfidò chiunque a trascinarlo davanti ad una corte speciale per giudicarlo, se davvero lo si fosse ritenuto correo al crimine commesso contro Matteotti. Inoltre, dopo aver respinto ogni addebito e ogni accusa in merito all'omicidio di Matteotti, espose le vicende della rivoluzione fascista, delle lotte interne e dell'ascesa al potere del fascismo, arrivando a sfidare l'aula sostenendo che se il fascismo non fosse stato altro che "un'associazione a delinquere", si procedesse immediatamente a preparare "il palo e la corda" per impiccarlo seduta stante e quindi concludendo, per riaffermare il proprio potere anche sul fascismo, Mussolini proclamò di volersi assumere "la responsabilità politica, morale, storica" del clima nel quale l'assassinio si era verificato, e dunque anche il comando delle frange più estreme del movimento e del partito che proprio in quei giorni l'avevano brutalmente spinto verso la svolta dittatoriale.
Il giorno dopo Mussolini fece diramare a Federzoni una serie di telegrammi ai prefetti coi quali chiedeva la repressione più stringente di ogni sommossa o tumulto di ogni fazione in particolare però sui "comunisti e sovversivi", il controllo della stampa (quella dell'opposizione tramite la censura, quella fascista tramite un richiamo all'ordine perentorio) e poi - direttamente ai dirigenti delle federazioni fasciste un richiamo all'ordine con minaccia diretta nei confronti dei dirigenti che avessero permesso disordini da parte dei propri gregari.
Nel gennaio iniziarono le azioni poliziesche di sequestro di giornali (il primo dei quali fu La conquista dello Stato, della sinistra fascista) di chiusura di sedi e circoli dell'opposizione (95 sedi e 150 esercizi pubblici di ritrovo, in particolare contro i comunisti e i circoli di "Italia libera") e di arresto di elementi "sospetti" (111 "pericolosi sovversivi" erano stati arrestati).
Alle dimissioni di alcuni elementi liberal moderati dal governo Mussolini, questi rispose con un rapido "giro di poltrone", portando all'interno dei ministeri personalità fondamentali per il fascismo come il giurista Rocco e Giovanni Giuriati. Questi uomini - diretti da Mussolini - avrebbero nel giro di un anno costruito l'intelaiatura giuridica e funzionale dello Stato dittatoriale fascista.

### Attentati a Mussolini

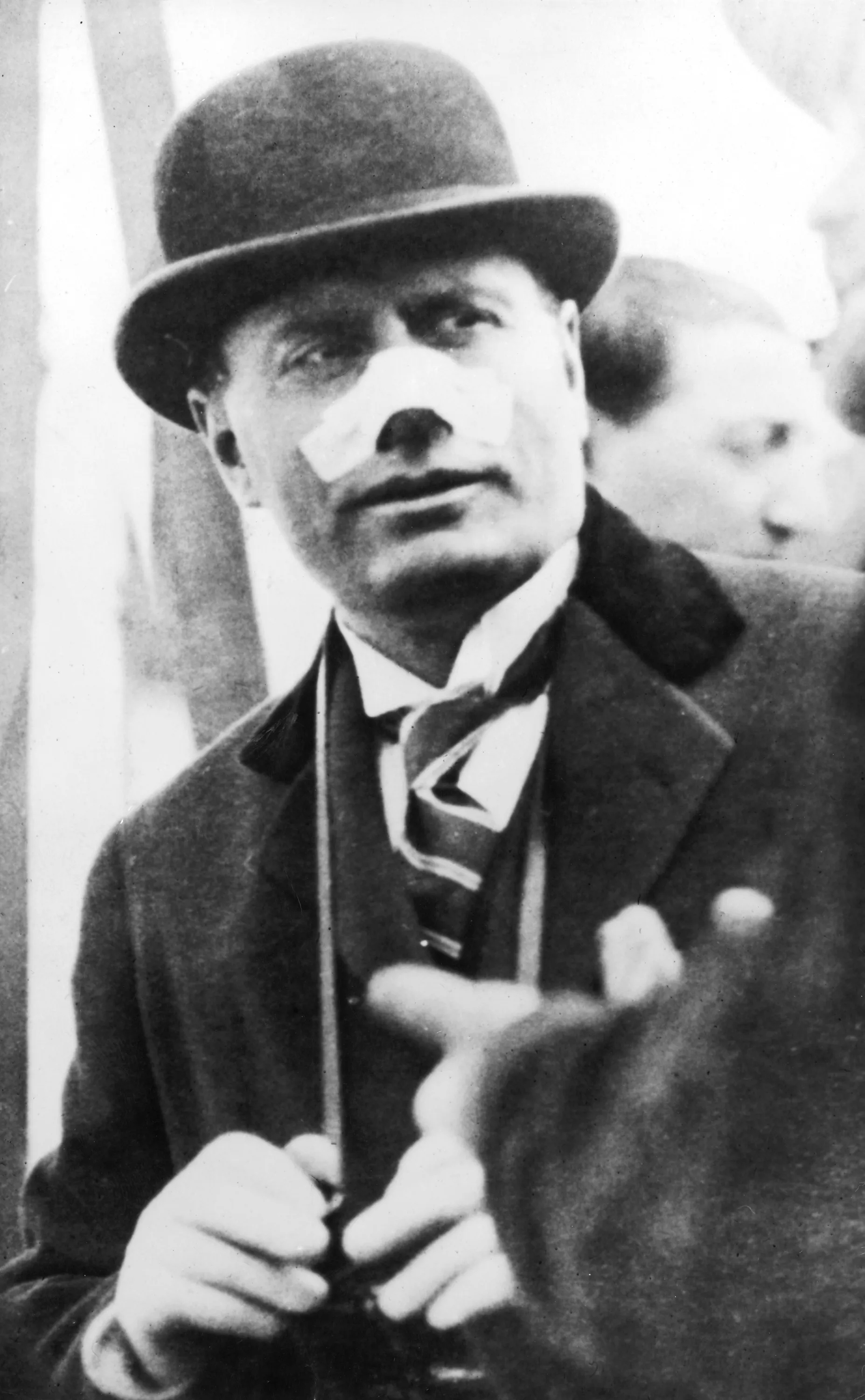
Mussolini ferito dopo l'attentato subito da Violet Gibson

Dopo essere divenuto capo del governo Mussolini divenne oggetto di una serie di attentati, dai quali uscì sempre illeso.
Il primo fu ideato il 4 novembre 1925 dal deputato socialista Tito Zaniboni, appostatosi con un fucile alla finestra di una stanza dell'albergo Dragoni, di fronte al balcone di palazzo Chigi dove era previsto che Mussolini si affacciasse per il settimo anniversario della vittoria alle ore 10. La Polizia, che lo sorvegliava da più di un anno, fece però irruzione nella stanza di Zaniboni, alle ore 9. Il processo fu celebrato nell'aprile 1927 e Zaniboni fu condannato a 30 anni di reclusione, che, grazie ad amnistie, scontò per minor tempo. L'attentato creò notevole agitazione nel Paese: molti deputati aventiniani tornarono filo-fascisti - anche opportunisticamente - in Parlamento e la stampa liberale e cattolica, così come la Confindustria, iniziò a sostenere implicitamente o esplicitamente il Governo. Infine, oltre alle molte violenze fasciste vendicatrici, furono messe a soqquadro sedi di giornali e alcune testate furono soppresse.
La mattina del 7 aprile 1926 Mussolini uscì dal palazzo del Campidoglio, dove aveva inaugurato un congresso di chirurgia; Violet Gibson, una nobildonna inglese, gli sparò da distanza ravvicinata, ferendolo lievemente al naso. Non appena medicato Mussolini fu già in grado di presenziare alla cerimonia d'insediamento del nuovo direttorio fascista e, il giorno dopo, prima di recarsi in Libia, commentò: «Le pallottole passano e Mussolini resta».
Il terzo attentato fu opera di Gino Lucetti, un giovane marmista anarchico di Carrara che aveva combattuto negli Arditi e che poi, aggredito dai fascisti, era emigrato a Marsiglia. L'11 settembre 1926 egli attese che Mussolini uscisse dalla sua abitazione e gli lanciò una bomba a mano che colpì il tetto dell'auto del duce e scoppiò a terra ferendo otto persone. Nell'interrogatorio disse di aver voluto vendicare i massacri effettuati dagli squadristi a Torino nel dicembre del 1922.
Il quarto attentato è il più misterioso. La sera del 31 ottobre 1926, a Bologna, il "duce" aveva appena inaugurato il nuovo stadio sportivo il Littoriale nell'ambito della commemorazione della "marcia su Roma"; su una macchina scoperta stava andando alla stazione quando un colpo di pistola gli lacerò la sciarpa dell'ordine mauriziano. Dietro alla macchina di Mussolini, che proseguì, un gruppo di squadristi di Leandro Arpinati (tra cui anche Balbo) si buttò sul presunto attentatore e lo linciò: il cadavere mostrerà 14 pugnalate, un colpo di rivoltella e tracce di strangolamento. Si trattava di Anteo Zamboni, un ragazzo quindicenne di famiglia anarchica. Secondo alcune recenti ricostruzioni, da alcuni storici ritenute poco documentate e probanti, l'attentato sarebbe stato il risultato di una cospirazione maturata all'interno degli ambienti fascisti emiliani (si sospettano a turno Farinacci, Balbo, Arpinati e Federzoni), contrari alla «normalizzazione» inaugurata da Mussolini, ostile ad ulteriori eccessi rivoluzionari e allo strapotere delle formazioni squadriste.
I rapporti di polizia dell'epoca dimostrano come si svolsero inizialmente delle indagini negli ambienti squadristi bolognesi ipotizzando in un primo tempo un coinvolgimento di ras locali come Farinacci e Arpinati, ma che non diedero alcun risultato. A quel punto si concluse che l'attentato non poteva che essere opera di un elemento isolato. Un'ulteriore indagine sollecitata dal Ministero degli Interni fu svolta ancora dai magistrati del Tribunale Speciale ma anch'essa approdò alle medesime conclusioni conseguite dalla polizia.
L'attentato di Bologna fornì il pretesto per le leggi fascistissime del novembre 1926. Il 5 novembre si registrarono: l'annullamento dei passaporti; sanzioni contro gli espatri clandestini; soppressione dei giornali antifascisti; scioglimento dei partiti; istituzione del confino e la creazione di una polizia politica segreta (che affidata a Arturo Bocchini assumerà poi il nome di OVRA); il 9 vi fu la dichiarazione di decadenza dal mandato parlamentare di 120 deputati; il 25 venne istituita la pena di morte per chiunque avesse commesso un fatto diretto contro la vita, l'integrità o la libertà personale del re, della regina, del principe ereditario e del capo del governo, nonché per gli altri delitti contro lo Stato; nella stessa data venne inoltre creato il Tribunale speciale, che entrò subito in azione contro la "centrale comunista" (Gramsci, Terracini e altri).

### Mussolini primo ministro: la dittatura fascista
(Dal discorso del 18 aprile 1934; citato in Francesco Saverio Nitti, La disgregazione dell'Europa, Faro, Roma 1946)

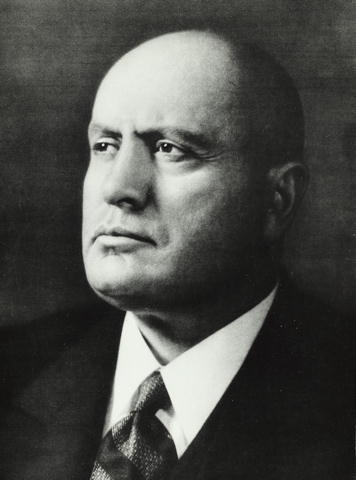
Un ritratto di Benito Mussolini

Con la legge 17 aprile 1925 n. 473 vennero sancite le nuove norme igieniche per le imprese, con l'obbligo di provvedere al servizio sanitario nell'azienda, di non gravare donne e minorenni con carichi eccessivi e di segnalare come tali e custodire le sostanze nocive. I contratti nazionali di lavoro assumevano forza di legge e i «padroni» («datori di lavoro») potevano stipulare contratti individuali difformi dai collettivi di categoria solo se erano previste condizioni migliori per i lavoratori. Sull'osservanza dell'atto vigilava il neo-costituito Ispettorato Corporativo. Col regio decreto 1º maggio 1925 n. 582 nacque l'Opera Nazionale Dopolavoro ("OND") allo scopo di "promuovere il sano e proficuo impiego delle ore libere dei lavoratori intellettuali e manuali con istituzioni dirette a sviluppare le loro capacità fisiche, intellettuali e morali".
Il 14 giugno 1925 il Presidente del Consiglio annunciò l'inizio della battaglia del grano. La campagna aveva lo scopo di far raggiungere l'autosufficienza dell'Italia dall'estero per quanto riguardava la produzione del frumento (la cui importazione era causa diretta del 50% del deficit della bilancia dei pagamenti) e, più in generale, di tutti i prodotti agricoli. Benché l'obiettivo della completa autosufficienza non venisse raggiunto, in termini d'incremento della produzione il successo fu cospicuo. L'agricoltura tuttavia perse redditività e si registrò una perdita di mercati d'esportazione per i prodotti agricoli più pregiati, dovuta al fatto che molte superfici destinate ad altre colture furono coltivate a cereali.
Maggior fortuna ebbe il progetto della bonifica dei territori paludosi ancora presenti nella penisola italiana (tra cui l'Agro Pontino) realizzato tra il 1928 e il 1932. I nuovi comuni nacquero spesso in connessione con una particolare destinazione economica prestabilita (Carbonia, ad esempio, fu fondata per lo sfruttamento dei limitrofi giacimenti di carbone). Le bonifiche permisero anche l'attuazione di un efficace programma sanitario che consentì di debellare la malaria, con risultati significativi anche contro la tubercolosi, il vaiolo, la pellagra e la rabbia.
Il 21 giugno del 1925 si tenne il quarto e ultimo congresso del PNF, in cui Mussolini invitò le camicie nere ad abbandonare definitivamente la violenza. Molti elementi squadristi furono resi impotenti entro la fine dell'anno grazie alla riforma del sistema di polizia (e ciò permise il rafforzamento del potere dell'esecutivo) ma le vicende di Giovanni Amendola e Piero Gobetti, conclusesi tragicamente nel principio del 1926, dimostrarono che le squadracce erano ancora attive.
Il 18 luglio Italia e Jugoslavia firmarono il trattato di Nettuno per la definizione dei rispettivi confini in area dalmata; nello stesso periodo, a seguito della decisione di "italianizzare" l'Alto Adige, attuata spesso in maniera brutale (lo stesso Mussolini parlò di deportazione di massa delle minoranze linguistiche), il governo italiano pregiudicò per qualche tempo i rapporti diplomatici con l'Austria. Dopo una serie di alti contrasti fra il sindacato fascista e gli industriali, Mussolini giunse il 2 ottobre 1925 al Patto di Palazzo Vidoni, che rese la Confederazione nazionale delle corporazioni sindacali l'unico organo riconosciuto dalla Confindustria.
Il 20 ottobre Mussolini nominò Cesare Mori prefetto di Palermo, con poteri straordinari e con competenza estesa a tutta la Sicilia, al fine di porre un freno al fenomeno mafioso nell'isola. Il «prefetto di ferro», anche attraverso metodi extralegali (fra cui la tortura, la cattura di ostaggi fra i civili e il ricatto), con l'esplicito appoggio di Mussolini, ottenne significativi risultati, continuando la sua azione per tutto il biennio 1926-27. Fra le "vittime eccellenti" iniziarono a figurare anche personalità del calibro del generale di corpo d'armata Antonio di Giorgio, il quale riuscì ad ottenere un colloquio riservato con Mussolini, cosa che non impedì né il processo né il pensionamento anticipato dell'alto ufficiale. Ben presto però circoli politico-affaristici di area fascista collusi con la mafia riuscirono a indirizzare, tramite attività di dossieraggio, le indagini di Mori e del procuratore generale Luigi Giampietro sull'ala radicale del fascismo siciliano, coinvolgendo anche il federale Alfredo Cucco, uno dei massimi esponenti del fascio dell'isola. Cucco nel 1927 venne espulso dal PNF "per indegnità morale" e sottoposto a processo con l'accusa di aver ricevuto denaro e favori dalla mafia, venendo assolto in appello quattro anni dopo, ma nel frattempo il fascio siciliano era stato decapitato dei suoi elementi radicali. L'eliminazione di Cucco dalla vita politica dell'isola favorì l'insediamento nel PNF siciliano dei latifondisti dell'Isola, essi stessi affiliati, collusi o quantomeno contigui alla mafia.
A questa azione si aggiunse quella delle "lettere anonime" le quali tempestarono le scrivanie di Mussolini e del ministro della Giustizia Alfredo Rocco, avvisando dell'esasperazione dei palermitani e minacciando rivolte se l'operato eccessivamente moralistico di Giampietro non si fosse moderato. Contestualmente il processo a Cucco si rivelò uno scandalo, nel quale Mori veniva dipinto dagli avvocati di Cucco come un persecutore politico e nel 1929 Mussolini decise di porre a riposo il prefetto Mori facendolo cooptare dal Senato del Regno. La propaganda fascista dichiarò orgogliosa che la mafia era stata sconfitta: tuttavia l'attività di Mori e Giampietro aveva avuto drastici effetti soltanto su figure di secondo piano, lasciando in parte intatta la cosiddetta "cupola" (composta da notabili, latifondisti e politici), la quale riuscì a reagire attraverso l'eliminazione di Cucco, e così addirittura installarsi all'interno delle federazioni del fascio siciliane.

Nell'iconografia ufficiale, il Duce era spesso ritratto alla guida di velivoli o veicoli. Mussolini conseguì il brevetto di volo nel 1920 e la patente di guida nel 1922.

Alcuni autori sostengono che Mussolini avesse rimosso Mori perché nelle sue indagini si sarebbe spinto eccessivamente in alto, andando a colpire interessi e collusioni fra Stato e mafia. Questa tesi viene recisamente respinta da altri, come Alfio Caruso.
Tra il 1925 e il 1926 furono varate le leggi fascistissime, ispirate dal giurista Alfredo Rocco. La legge 26 novembre 1925, n. 2029, sanciva che i corpi collettivi operanti in Italia (associazioni, istituti ed enti) erano tenuti, su richiesta dell'autorità di pubblica sicurezza, a dichiarare statuti, atti costitutivi, regolamenti interni ed elenchi di soci e di dirigenti, pena, in caso di dichiarazione omessa o infedele, lo scioglimento del corpo medesimo, sanzioni detentive indeterminate e sanzioni pecuniarie da un minimo di 2 000 ad un massimo di 30 000 lire. In tal modo, il governo arrivò a disporre di una chiara mappa del tipo e del numero di associazioni non governative presenti.
La legge 24 dicembre 1925, n. 2300, stabiliva che tutti i funzionari pubblici che avessero rifiutato di giurare fedeltà allo Stato italiano avrebbero dovuto essere destituiti. La legge 24 dicembre 1925, n. 2263, prevedeva che la dizione «presidente del consiglio» venisse mutata in «Capo del governo primo ministro segretario di Stato»; il «capo del governo» era nominato e revocato solo dal re ed era responsabile solo nei suoi confronti. I ministri diventavano responsabili sia verso il monarca che Mussolini. La legge sulla stampa del 31 dicembre 1925 riconosceva come illegali tutti i giornali privi di un responsabile riconosciuto dal prefetto (e, quindi, indirettamente da Mussolini). La legge 31 gennaio 1926, n. 100, attribuiva a Mussolini, in quanto capo del governo, la facoltà di emanare norme giuridiche.
Con la legge 4 febbraio 1926, n. 237, vennero eliminati dall'ordinamento municipale il consiglio comunale e il sindaco, quest'ultimo sostituito dalla figura del podestà, che esercitava le funzioni del sindaco, della giunta e del consiglio comunale ed era nominato con decreto reale dal potere esecutivo. Il 3 aprile 1926 venne abolito il diritto di sciopero e si stabiliva che i contratti collettivi potessero essere stipulati solo dai sindacati legalmente riconosciuti dallo Stato; in tale contesto, l'8 luglio 1926 venne costituito il Ministero delle Corporazioni, di cui Mussolini assunse la direzione.
Nel frattempo, Mussolini impose all'Albania di Ahmet Zogu una forma non ufficiale di protettorato. Inoltre, l'Italia aderì al Patto di Locarno per la garanzia delle frontiere e la sicurezza generale. Nell'aprile 1926, con un discorso a Tripoli, Mussolini avanzò l'idea del mare nostrum (ovvero di una talassocrazia italiana sul mar Mediterraneo) e contrappose, per la prima volta, fascismo e democrazia. Sempre nel 1926, i confini della Libia vennero ridefiniti a favore dell'Italia, che acquistò, tra l'altro, il Fezzan.

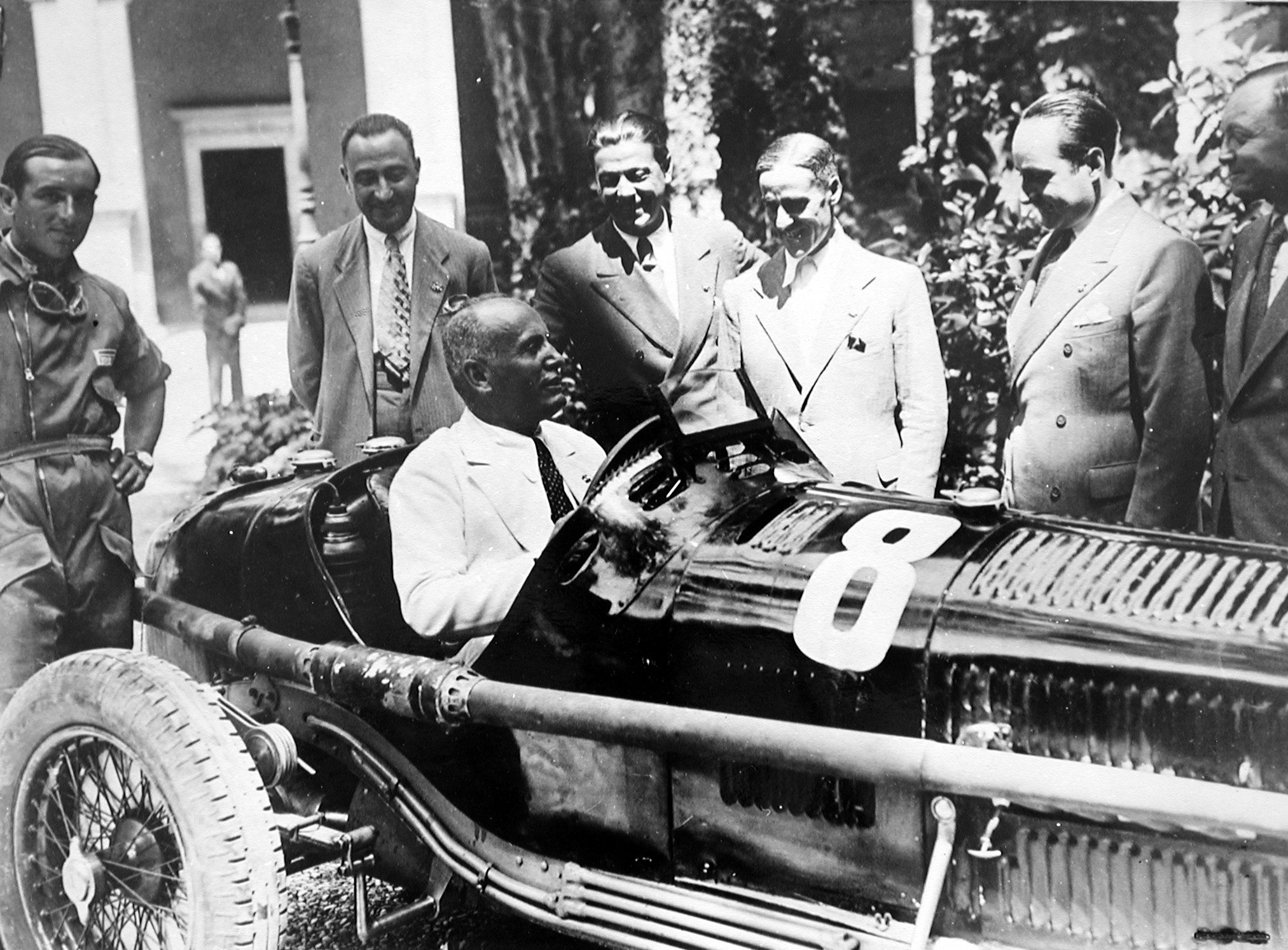
Mussolini al volante dell'Alfa Romeo P3 di Tazio Nuvolari nel 1932

Sempre il 3 aprile venne fondata l'opera nazionale balilla (ONB), col compito di «riorganizzare la gioventù dal punto di vista morale e fisico», ovvero all'educazione spirituale e culturale e all'istruzione premilitare, ginnico-sportiva, professionale e tecnica dei giovani italiani tra gli 8 e i 18 anni. Nel 1927 tutte le altre organizzazioni giovanili furono sciolte per legge, ad eccezione della Gioventù Italiana Cattolica. Nel 1937 la ONB sarà sostituita dalla gioventù italiana del littorio (GIL).
Il 18 agosto il duce tenne a Pesaro un discorso in cui proclamò che, per combattere la svalutazione, il cambio lira-sterlina sarebbe stato fissato alla fatidica «quota 90»: nel periodo conseguente a questa sua dichiarazione la lira continuò a cadere toccando quota 150 lire per una sterlina ma egli insisté che il cambio a 90 doveva essere conquistato a qualsiasi costo, per il prestigio personale e politico che ne avrebbero tratto lui, il fascismo e l'Italia; le conseguenze economiche per i cittadini non gli importavano. Il ministro delle Finanze Giuseppe Volpi era conscio che ci si era spinti troppo in là (e in effetti i titoli borsistici caddero mentre i costi di produzione e i costi della vita aumentarono) ma Mussolini tenne duro e non volle ammettere di essersi sbagliato. Qualche anno dopo fu costretto ad accettare una massiccia svalutazione, ma a nessuno fu permesso di dire in pubblico che "quota 90" fu un errore.
Intanto Mussolini rinunciò a qualsiasi forma di remunerazione pubblica per l'incarico di governo svolto. Giornali internazionali si contesero la sua firma e furono pronti a pagare in maniera rilevante i suoi articoli che, particolarmente negli Stati Uniti d'America, erano considerati di sommo interesse. Nel dopoguerra la vedova Mussolini provò a chiedere la reversibilità della pensione per l'attività svolta dal marito come capo del governo; gli enti previdenziali del dopoguerra risposero a Rachele Mussolini che non le spettava alcuna pensione di reversibilità: non a causa di un giudizio morale sull'azione dittatoriale svolta dal marito, ma per la semplice questione tecnica che Mussolini non aveva mai accettato alcuno stipendio pubblico.
L'8 ottobre il Gran Consiglio varò il nuovo statuto del PNF, col quale furono abolite le elezioni interne dei membri del partito. Inoltre, il 12 ottobre Mussolini assunse il comando della MVSN. Il 5 novembre furono sciolti tutti i partiti al di fuori del PNF e si stabilì che la stampa era sottoponibile a censura. Furono introdotti il confino di polizia e la pena di morte per attentati perpetrati od organizzati a danno delle massime figure dello Stato e venne istituito il Tribunale speciale per la difesa dello Stato. Il 30 dicembre il fascio littorio venne dichiarato simbolo dello Stato.
Il 15 gennaio 1927 Winston Churchill, allora Cancelliere dello Scacchiere, fu accolto a Roma da Mussolini, che nel frattempo lanciò la campagna a sostegno della crescita demografica: gli scapoli furono tenuti a pagare una tassa speciale, in occasione dei matrimoni lo Stato elargì un premio in danaro agli sposi, e furono previsti prestiti, agevolazioni economiche (anche nel campo dell'educazione scolastica dei figli) ed esenzioni dalle tasse per le famiglie numerose (premi di natalità).
Furono istituiti i gruppi universitari fascisti (GUF), per la formazione della futura classe dirigente. Il 21 aprile il Gran Consiglio approvò la Carta del Lavoro per la riforma dell'economia italiana in senso corporativo. Il 5 giugno, parlando al Senato, Mussolini affermò la linea del revisionismo in politica estera, dichiarando che i trattati stipulati dopo la prima guerra mondiale rimanevano validi, ma non erano da considerarsi eterni e immutabili.
Con la legge 9 dicembre 1928, n. 2693, venne istituzionalizzato il Gran Consiglio del Fascismo, ovvero il massimo organo del PNF (presieduto dal duce in persona), che fu riconosciuto come organo costituzionale supremo dello Stato. Il 15 gennaio 1928 venne fondato l'Ente Italiano per le Audizioni Radiofoniche (EIAR) ente statale cui competeva in esclusiva la gestione del servizio pubblico radiofonico sul territorio nazionale. Nel 1944 verrà ribattezzato RAI (Radio Audizioni Italiane).
Il 14 marzo Mussolini presentò alla Camera un disegno di legge di riforma (poi approvato), col quale propose la riduzione a 400 del numero complessivo dei deputati, i quali sarebbero stati eletti in un unico collegio nazionale; la confederazione nazionale dei sindacati fascisti e le associazioni culturali abilitate si sarebbero occupate della presentazione delle candidature.

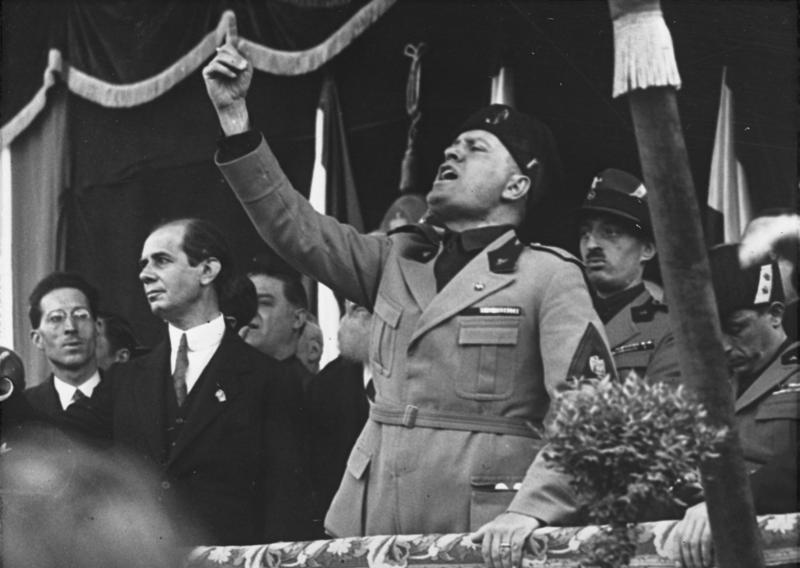
Mussolini durante un discorso

L'11 febbraio 1929 Mussolini pose termine alla decennale questione romana, firmando col cardinale Pietro Gasparri i patti lateranensi, ratificati alla Camera in maggio.
Le elezioni del 24 marzo 1929, per il rinnovo della Camera dei Deputati, si risolsero in un plebiscito a favore di Mussolini. Gli elettori vennero chiamati a votare "sì" o "no" per approvare un "listone" di deputati deciso dal Gran Consiglio del Fascismo. La consultazione si tenne in un clima intimidatorio; la scheda con il "sì" è tricolore, e quella con il "no" semplicemente bianca, rendendo così riconoscibile il voto espresso. La partecipazione al voto fu del 90% e i voti favorevoli al "listone" furono pari al 98,4%.
Il 2 aprile il duce incontrò il ministro degli esteri inglese Neville Chamberlain e, verso la fine dell'anno, la sede del Governo venne trasferita da Palazzo Chigi a Palazzo Venezia. Nel 1930 l'Italia siglò un trattato di amicizia con l'Austria. Nel gennaio 1931 Mussolini, in un'intervista al Daily Mail, affermò la necessità di una revisione dei trattati di pace della grande guerra. Il 9 luglio ricevette il segretario di Stato statunitense Henry Lewis Stimson, mentre in dicembre accolse il Mahatma Gandhi a Palazzo Venezia.
Tra il 23 marzo e il 4 aprile 1932, il duce incontrò più volte Emil Ludwig, che ne scriverà in Colloqui con Mussolini. Dopo tredici ore di faccia a faccia (un'ora per ogni sera) Ludwig, che l'anno precedente aveva intervistato Stalin, definisce Mussolini «un grande uomo, molto più grande di Stalin».
In questo periodo iniziarono ad allentarsi i suoi rapporti amorosi con Margherita Sarfatti, cui tuttavia continuò ad essere legato. D'altra parte, agli inizi del 1932, aveva incontrato per la prima volta Claretta Petacci.
Il 12 aprile venne presentata, al salone internazionale dell'automobile di Milano, la nuova FIAT Balilla, che nelle intenzioni di Mussolini avrebbe dovuto essere l'automobile di tutti gli Italiani; a partire da quell'anno ne fu infatti favorita la diffusione, che tuttavia non raggiunse mai i risultati sperati (una simile iniziativa venne poi adottata anche da Adolf Hitler con la Volkswagen).
In giugno, sull'Enciclopedia Treccani venne pubblicata la voce Fascismo, firmata da Mussolini e scritta con la collaborazione di Giovanni Gentile; vi si spiegava la dottrina propria del partito fascista. In occasione del decennale della rivoluzione fascista, fu inaugurata il 28 ottobre la via dell'Impero (attuale via dei Fori Imperiali) e furono riaperte le iscrizioni al PNF, chiuse dal 1928. Il 18 dicembre Mussolini inaugurò Littoria (futura Latina), la prima delle "città nuove" costruite nell'Agro Pontino, bonificato negli anni precedenti.
Il 29 marzo 1933 Mussolini incontrò a Roma il Ministro della Propaganda tedesco Joseph Goebbels. Per iniziativa di Mussolini il 7 giugno venne siglato a Roma il patto a quattro tra Italia, Francia, Regno Unito e Germania, col quale questi stati si assunsero la responsabilità del mantenimento della pace e della riorganizzazione dell'Europa nel rispetto dei principi e delle procedure previste dallo statuto della SdN. Il discorso pronunciato da Mussolini al senato subito dopo aver raggiunto un accordo per la sigla del patto (che sarà siglato a Palazzo Venezia subito dopo il discorso al senato) venne descritto dallo storico Francesco Salata e da alcuni autorevoli diplomatici presenti in aula come il miglior discorso mai pronunciato da un capo di Stato o ministro italiano. Salata lo definì anche la migliore interpretazione del «sentimento e le ragioni di vita degli altri e dell'universalità» da parte di un uomo di stato; conscio com'era Mussolini del «sentimento e le ragioni di vita ideale e pratica del proprio paese».
Sempre nel 1933 venne creato l'Istituto Nazionale Fascista della Previdenza Sociale (INFPS), che assunse dal 1943 la denominazione di INPS, un ente di diritto pubblico dotato di personalità giuridica e a gestione autonoma con lo scopo di garantire la previdenza sociale ai lavoratori. Con il Regio decreto 30 dicembre 1923, n. 3184 era stata resa obbligatoria l'assicurazione pensionistica contro la vecchiaia, estesa dai soli dipendenti pubblici (per i quali aveva il nome di pensione) a quelli privati Le diverse Casse infortuni esistenti, cui era deputata la tutela dei lavoratori contro gli infortuni sul lavoro (obbligatoria a partire dal 1898, seppur limitatamente ad alcuni settori), vennero unificate nell'Istituto Nazionale Fascista per l'Assicurazione contro gli Infortuni sul Lavoro ("INFAIL"), ribattezzato INAIL nel 1943. Scopo dell'ente statale era quello di «esercitare l'assicurazione contro gli infortuni sul lavoro e le malattie professionali (parte delle quali vennero equiparate giuridicamente agli infortuni sul lavoro), la riassicurazione di altri Enti autorizzati e assumere particolari funzioni e servizi per conto di essi».

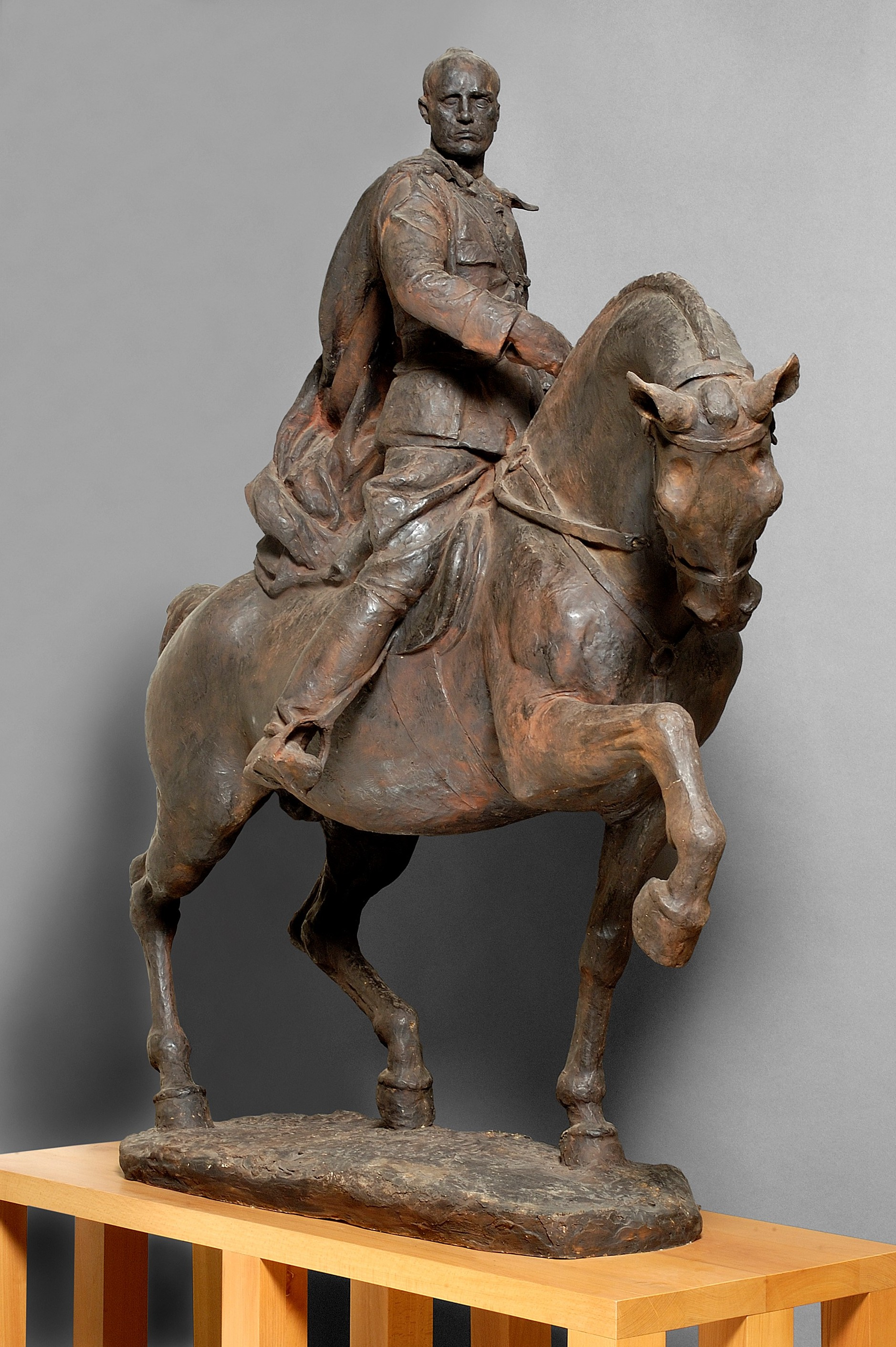
Giuseppe Graziosi, Modello per il Monumento equestre a Benito Mussolini, 1929

Il 5 febbraio 1934 vennero istituite le 22 corporazioni. Nel 1934 si tennero inoltre i primi littoriali della cultura e dell'arte e venne istituita, nell'ambito della terza edizione della Mostra internazionale d'arte cinematografica di Venezia, la Coppa Mussolini, premio antesignano del Leone d'oro.
Il 14 marzo Mussolini incontrò a Roma il cancelliere austriaco Dollfuß e il Capo del Governo ungherese Gyula Gömbös per discutere una revisione degli assetti territoriali nei Balcani. Il 17 marzo venne concluso un "patto a tre" con Ungheria e Austria in funzione antitedesca e anti-francese (Protocolli di Roma).
Le elezioni del 25 marzo 1934, per il rinnovo della Camera dei Deputati – tenute con lo stesso schema del "listone" unico già adottato nel 1924, con scheda tricolore per il "sì" e bianca per il "no" – si risolsero in un nuovo plebiscito: aumentò il numero dei partecipanti e i voti contrari risultarono 15 201 (lo 0,15%).
La legge 22 marzo 1934 n. 654 per la tutela della maternità delle lavoratrici e la legge 26 aprile 1934 n. 653 per la tutela del lavoro della donna e del fanciullo stabilirono il diritto alla conservazione del posto di lavoro per le lavoratrici incinte, un periodo di licenza prima e dopo il parto, e permessi obbligatori per l'allattamento (per le aziende con più di 50 operaie vi era l'obbligo di predisporre un locale per tale scopo).
La legge 24 dicembre 1934 n. 2316 stabiliva la creazione dell'ONMI (Opera Nazionale per la Protezione della Maternità e dell'Infanzia); l'ente poteva anche finanziare istituzioni private operanti nei medesimi campi. Nel 1935 si ha l'istituzione del sabato fascista.
Il 14 e 15 giugno Mussolini e Hitler si incontrarono a Stra e a Venezia, i colloqui verterono principalmente sulla questione austriaca (il cancelliere tedesco puntava all'annessione dell'Austria). Tuttavia, i rapporti tra i due restarono tesi, anche in seguito al fallito colpo di Stato in Austria (col quale la Germania nazionalsocialista intendeva procedere all'annessione del paese) che portò alla morte di Dollfuß. La situazione si risolse dopo che Hitler desistette dal suo proposito. Il 21 agosto Mussolini incontrò Kurt Alois von Schuschnigg, successore di Dollfuß. Il 6 settembre, a Bari, prese posizione nei confronti della politica estera nazionalsocialista e dalla dottrina razzista hitleriana, proclamando che «trenta secoli di storia ci permettono di guardare con sovrana pietà a talune dottrine d'Oltralpe, sostenute da progenie di gente che ignorava la scrittura, con la quale tramandare i documenti della propria vita, nel tempo in cui Roma aveva Cesare, Virgilio e Augusto».

### La guerra di Etiopia e l'avvicinamento alla Germania nazionalsocialista
(dalla costituzione della colonia dell'Africa Orientale Italiana)

Benito Mussolini in un'immagine tipica della propaganda fascista

Il trattato tra Italia ed Etiopia del 1928, sottoscritto con il placet della Gran Bretagna, aveva fissato la frontiera tra la Somalia italiana e l'Etiopia lungo una linea distante 21 miglia dalla costa del Benadir e parallela alla stessa. Pretendendo di agire sulla base di detto accordo (mentre gli etiopi ritenevano che nell'accordo si intendessero "miglia imperiali", più corte delle miglia nautiche), gli italiani costruirono nel 1930 un forte nell'oasi di Ual-Ual, nel deserto di Ogaden, e lo fecero presidiare da truppe somale, comandate da ufficiali italiani. L'oasi fu scelta dai militari italiani quale luogo da presidiare in mancanza di altre posizioni idonee in pieno deserto. Nel novembre 1934 truppe regolari etiopi, di scorta a una commissione mista inglese-etiope per la delimitazione delle frontiere, contestarono alle truppe italiane lo sconfinamento. I britannici, per evitare incidenti internazionali, abbandonarono la commissione e le truppe italiane ed etiopi rimasero accampate a poca distanza le une dalle altre. Nei primi giorni di dicembre, in circostanze mai chiarite, un combattimento tra italiani ed etiopi costò la vita a 150 soldati etiopi e a 50 soldati italiani (somali).
Mussolini chiese delle scuse ufficiali nonché il pagamento di un'indennità da parte del governo etiope, conformemente a quanto stabilito in un trattato siglato tra Italia ed Etiopia nel 1928. Il negus Hailé Selassié, avendone la possibilità in virtù del medesimo accordo, decise di rimettersi alla Società delle nazioni (2 gennaio). Per far luce sulla vicenda, questa si impegnò in un arbitrato, temporeggiando; tuttavia, i rapporti italo-etiopi ne risultarono irrimediabilmente compromessi e Mussolini si appellò all'episodio come motivo per minacciare la guerra e con questo far pressione su francesi e britannici. Sconfinamenti di reparti militari abissini si erano già verificati precedentemente: ad esempio, il 4 novembre 1934, quando il consolato italiano a Gondar era stato attaccato da gruppi armati etiopici. Del pari erano stati frequenti i deliberati sconfinamenti di truppe italiane. Le tensioni italo-etiopiche erano dovute al disegno italiano di unificare territorialmente Eritrea e Somalia, a spese dell'Etiopia, e al desiderio etiopico di conquistare uno sbocco sul mare. Deve inoltre tenersi presente che l'Etiopia era uno dei pochissimi stati africani indipendenti, ossia non controllato da una delle potenze coloniali europee: uno Stato ideale per le mire espansionistiche di Mussolini.
Tra il 4 e il 7 gennaio 1935, Mussolini incontrò a Roma il ministro degli esteri francese Pierre Laval: vennero firmati accordi in virtù dei quali la Francia si impegnava a cedere all'Italia la Somalia francese (attuale Gibuti), a riconoscere le consistenti minoranze italiane presenti in Tunisia (che era stata oggetto di rivendicazione da parte italiana) e ad appoggiare diplomaticamente l'Italia in caso di una guerra contro l'Etiopia. Laval e Mussolini speravano così in un reciproco avvicinamento fra Italia e Francia, al fine di dar vita ad un'alleanza in funzione anti-nazista.
Il 16 gennaio Mussolini assunse la direzione del Ministero delle Colonie. Il 19 gennaio la Società delle Nazioni riconobbe «la buona fede» di Italia ed Etiopia nell'incidente di Ual Ual e decise che il caso dovesse essere trattato tra le due parti interessate; tuttavia, il 17 marzo gli abissini presentarono un altro ricorso, appellandosi all'articolo XV dell'organizzazione. Nella conferenza di Stresa (vedi Fronte di Stresa), svoltasi tra l'11 e il 14 aprile, Italia, Regno Unito e Francia condannarono congiuntamente le violazioni del trattato di Versailles da parte della Germania. L'8 giugno a Cagliari, di fronte all'ostilità mostrata in tal senso dalla Gran Bretagna, Mussolini rivendicò il diritto dell'Italia ad attuare una propria politica coloniale. Il 18 settembre, in un articolo pubblicato sul Morning Post, egli garantì che non sarebbero stati colpiti gli interessi francesi e inglesi nell'Africa orientale.

Benito Mussolini durante il discorso di inaugurazione della città di Guidonia (1937)

Il 2 ottobre annunciò la dichiarazione di guerra all'Etiopia dal balcone di Palazzo Venezia.
Attaccando il paese africano, membro della Società delle Nazioni, Mussolini aveva violato l'articolo XVI dell'organizzazione medesima: «se un membro della Lega ricorre alla guerra, infrangendo quanto stipulato negli articoli XII, XIII e XV, sarà giudicato ipso facto come se avesse commesso un atto di guerra contro tutti i membri della Lega, che qui prendono impegno di sottoporlo alla rottura immediata di tutte le relazioni commerciali e finanziarie, alle proibizioni di relazioni tra i cittadini propri e quelli della nazione che infrange il patto, e all'astensione di ogni relazione finanziaria, commerciale o personale tra i cittadini della nazione violatrice del patto e i cittadini di qualsiasi altro paese, membro della Lega o no». Per questo motivo, la Società delle Nazioni, espressione principalmente della volontà della Francia e del Regno Unito (i due stati più forti e influenti), condannò l'attacco italiano il 7 ottobre. Gli Stati Uniti d'America invece, pur condannando l'operazione italiana condannarono anche che le sanzioni imposte fossero state votate anche da Francia e Gran Bretagna, a loro volta possessori di imperi coloniali.
Il 31 ottobre 1937 inaugurò la nuova città di Guidonia, importante polo strategico di ricerche aeronautiche con il DSSE, e Pontinia il 13 novembre.
Il 18 novembre l'Italia venne colpita dalle sanzioni economiche (nonostante queste non fossero state applicate contro il Giappone nel 1931 in occasione dell'invasione della Manciuria e contro la Germania nel 1934 per la tentata annessione dell'Austria) imposte dalla Società delle Nazioni - approvate da 52 stati con i soli voti contrari di Austria, Ungheria e Albania - in risposta alle quali vennero promossi i programmi economici autarchici. Le sanzioni risultarono comunque inefficaci, poiché numerosi paesi, pur avendole votate ufficialmente, mantennero comunque buoni rapporti con l'Italia rifornendola di materie prime. La Germania nazista è uno di questi e la guerra d'Etiopia rappresenta l'inizio dell'avvicinamento tra Mussolini e Hitler. Già dal 1935 le sanzioni non vennero applicate completamente da tutti gli stati membri della società delle nazioni, il 15 luglio 1936 furono abolite.
La guerra in Etiopia sarebbe stata ostacolata nel caso in cui la Gran Bretagna avesse avuto un atteggiamento più risoluto, atteggiamento che non ebbe poiché consapevole di avere concesso all'Italia fascista, con l'Accordo navale anglo-tedesco, il pretesto per la guerra stessa, e perché forse avrebbe voluto salvaguardare il fronte di Stresa. Le linee di rifornimento italiane passavano infatti per Suez, e un blocco del Canale da parte britannica avrebbe reso proibitiva la logistica italiana attraverso il periplo dell'Africa.

#### La conduzione del conflitto e i crimini di guerra
Memore della bruciante sconfitta subita ad Adua dalle truppe italiane, e consapevole della forza e degli armamenti (forniti per anni anche dalla Germania) a disposizione degli abissini, Mussolini seguì in prima persona sia la preparazione, sia lo svolgimento delle operazioni militari, che in soli sette mesi condurranno alla distruzione delle forze armate di uno degli ultimi Stati indipendenti d'Africa, erede dell'antico Impero etiopico.
Per assicurarsi una rapida vittoria, Mussolini, esaminate le richieste dei vertici militari, arrivò a triplicare l'entità di uomini e mezzi: nel maggio del 1936 si trovarono così schierati sul teatro di guerra quasi mezzo milione di uomini (inclusi 87 000 àscari), 492 carri armati, 18 932 automezzi e 350 aerei. Dell'arsenale a disposizione degli italiani facevano parte anche ingenti quantità di armi chimiche, proibite dalla Convenzione di Ginevra e sbarcate in gran segreto a Massaua: 60 000 granate all'arsina per artiglieria, 1 000 tonnellate di bombe all'iprite per aeronautica, e 270 tonnellate di aggressivi chimici per impiego tattico.
Sin dall'inizio dei combattimenti, il 3 ottobre, Mussolini assunse la direzione delle operazioni e inviò frequenti ordini radiotelegrafati ai suoi generali impegnati sul campo (Rodolfo Graziani sul fronte Sud, Emilio De Bono e poi Pietro Badoglio su quello Nord), dettando loro linee e ordini operativi, fra cui quelli relativi all'uso delle armi chimiche, sul cui impiego egli aveva avocato a sé ogni decisione.
Il primo ordine che contemplava l'impiego delle armi chimiche giunse da Mussolini a Graziani il 27 ottobre 1935, per preparare l'assalto alla piazzaforte abissina di Gorrahei, tuttavia furono sufficienti sei tonnellate di granate convenzionali per avere ragione dei suoi difensori il successivo 29. Graziani richiese poi a Mussolini l'autorizzazione all'uso delle armi chimiche per "operazioni difensive" (volte a fermare l'assalto dell'armata di ras Destà Damtù alle linee italiane a Dolo, a fine dicembre 1935) e l'ottenne prontamente e con ampio mandato, sino all'eliminazione dell'intera formazione nemica.
Nello stesso periodo (tra il 22 dicembre 1935 e i primi di gennaio 1936), Badoglio ricevette l'ordine di impiegare sul fronte Nord le bombe d'aviazione contro gli abissini, passati all'offensiva nello Scirè. L'ordine, già in corso d'esecuzione (furono sottoposti alla micidiale pioggia di gas vescicanti anche i civili, il bestiame e i raccolti), venne sospeso per motivi politici in vista di una riunione della Società delle Nazioni prevista a Ginevra il 5 gennaio. Badoglio tuttavia ignorò l'ordine di sospensione e proseguì nei bombardamenti chimici sino al 7, e poi nuovamente il 12 e 18 gennaio.

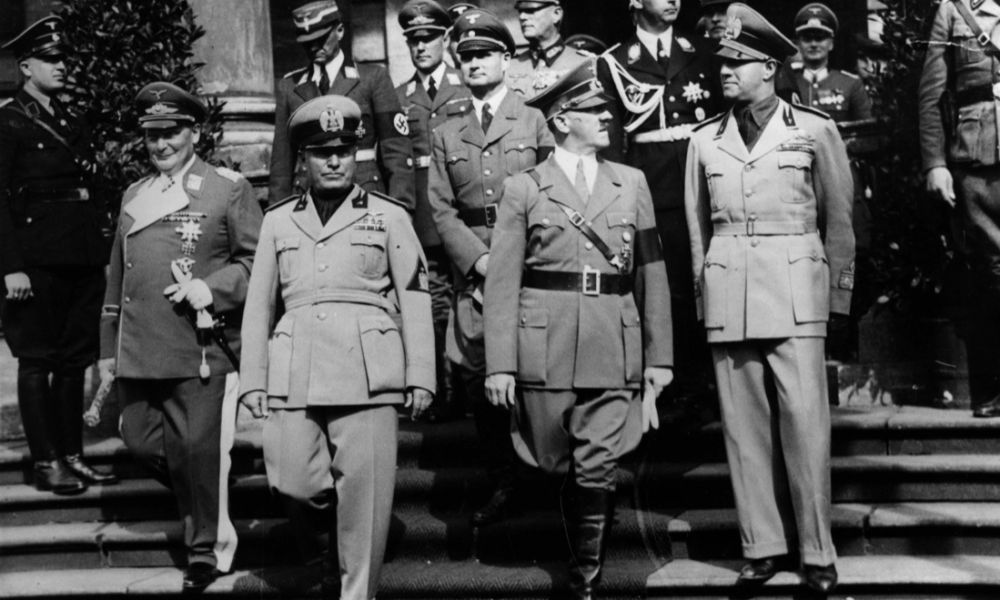
Da sinistra Hermann Göring, Mussolini, Hitler e il genero Galeazzo Ciano negli anni '30.

Il 19 gennaio Mussolini tornò ad autorizzare la guerra chimica, con queste parole:
(Telegramma segreto di Benito Mussolini a Pietro Badoglio)
I bombardamenti chimici d'artiglieria e aerei proseguirono sia sul fronte Nord (sino al 29 marzo 1936) che su quello Sud (sino al 27 aprile), arrivando ad impiegare in totale circa 350 tonnellate di armi chimiche. In questo contesto, a fine gennaio, quando nonostante il largo impiego di armi e mezzi le armate italiane del fronte Nord erano in grave difficoltà (tanto che Badoglio, premuto dalle forze di ras Cassa Darghiè era sul punto di ordinare l'evacuazione di Macallè), Mussolini non esitò a prospettare al suo generale l'impiego di ulteriori armi chimiche. Badoglio espresse la propria netta contrarietà, facendo presente a Mussolini le reazioni internazionali che questa scelta avrebbe provocato e il proprio timore circa le conseguenze incontrollabili dell'uso di un'arma mai sperimentata prima; il "duce" recepì tali obiezioni e il 20 febbraio ritirò la proposta.
L'uso delle armi chimiche venne nascosto all'opinione pubblica italiana, e Mussolini ordinò di smentire come animate da sentimenti "anti-italiani" le poche denunce sul loro impiego che apparvero sulla stampa internazionale. Il crimine verrà a lungo negato con decisione, anche dopo la fine del fascismo, persino da partecipanti alla guerra come Indro Montanelli, restando ai margini dell'immensa storiografia prodotta sulla figura di Mussolini. Nel 1979 Angelo Del Boca fu il primo storico a denunciare pubblicamente i diversi crimini di guerra italiani e l'utilizzo di gas venefici durante la guerra d'Etiopia, ma solo il 7 febbraio 1996 l'allora Ministro della Difesa, generale Domenico Corcione, ammise davanti al Parlamento l'uso delle armi chimiche da parte italiana durante la guerra.
La conduzione della guerra nei confronti degli etiopici non si limitò all'impiego delle armi chimiche, ma fu condotta anche con altri strumenti, come l'ordine di non rispettare i contrassegni della Croce Rossa del nemico, fatto che portò alla distruzione di almeno 17 tra ospedali da campo (tra i quali uno svedese, ciò che causò il disappunto del duce per il danno politico che ne conseguì) e installazioni mediche abissine, o l'impiego di truppe di ascari libici di fede musulmana contro le armate e la popolazione cristiano-copta abissina. Le truppe libiche - appartenenti a tribù memori delle violenze subite dagli Àscari eritrei utilizzate contro i ribelli libici durante la guerra di Libia - si resero colpevoli di massacri sia nei confronti dei civili, sia dei prigionieri, tanto da spingere il generale Guglielmo Nasi ad istituire un premio di cento lire per ogni prigioniero vivo che gli fosse stato consegnato.
I crimini proseguirono anche a guerra finita e almeno sino al 1940 nei confronti dei ribelli, contro la popolazione e anche contro i monaci abissini nei santuari cristiano-copti, che furono trucidati a centinaia a Debre Libanos e altrove.

#### La proclamazione dell'Impero, l'apogeo di Mussolini e del fascismo

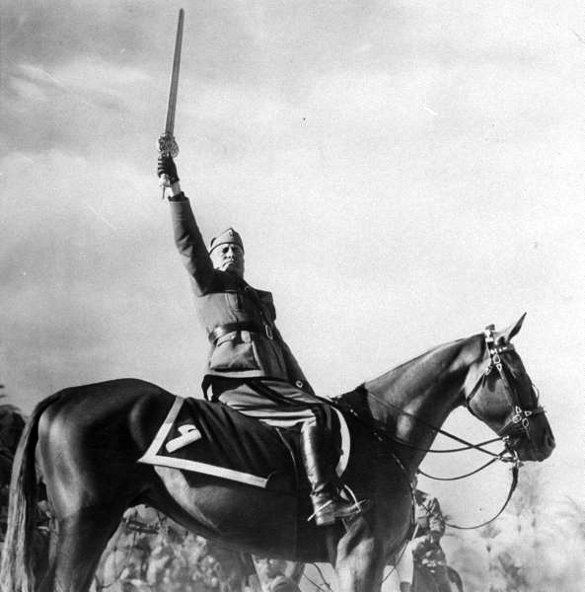
Benito Mussolini alle porte di Tripoli (Libia), il 20 marzo 1937, innalza la "spada dell'islam", la cui elsa è in oro massiccio, e si proclama "protettore dell'Islam", prima di entrare in città alla testa di 2600 cavalieri

Il 7 maggio 1936 Mussolini ricevette da Vittorio Emanuele III la Gran Croce dell'Ordine militare di Savoia. Il sovrano, nell'insignire il duce della massima decorazione militare del regno, riconobbe con parole altisonanti il ruolo diretto di guida svolto da Mussolini: «Ministro delle Forze armate, preparò, condusse e vinse la più grande guerra coloniale che la storia ricordi.».
Il 6 maggio, sempre dal balcone di Palazzo Venezia, annunciò la fine della guerra d'Etiopia e proclamò la nascita dell'Impero italiano: il re d'Italia assunse contestualmente il titolo di imperatore d'Etiopia. Nel suo discorso proclamò: «il popolo italiano ha creato col suo sangue l'impero. Lo feconderà col suo lavoro e lo difenderà contro chiunque con le sue armi».
La campagna abissina rappresentò il momento di massimo consenso del popolo italiano verso il fascismo. Mussolini stabilì che, nell'indicare la data sui documenti ufficiali e sui giornali, occorresse scrivere l'anno a cominciare dal 28 ottobre 1922 (tale disposizione era già in uso dal 31 dicembre 1926) affiancato da quello dalla fondazione dell'impero (ad esempio, il '36 era indicato come «anno 1936, XIV dell'Era Fascista, I dell'Impero»).
Il 4 luglio la Società delle Nazioni decretò terminata l'applicazione dell'articolo XVI e le sanzioni caddero il 15 dello stesso mese (l'unico stato che si oppose fu il Sudafrica); Mussolini si conferì il titolo di Primo maresciallo dell'Impero (30 marzo 1938).
Il 9 giugno affidò al genero Galeazzo Ciano il Ministero degli esteri.

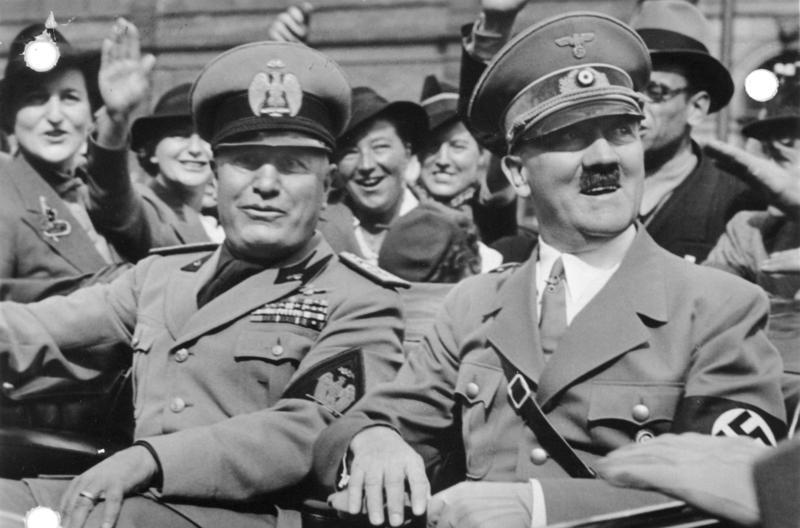
Hitler ha appena accolto Mussolini a Monaco il 28 settembre 1938 in occasione dell'omonima conferenza

Il 24 luglio 1936 si accordò con Hitler per l'invio di contingenti militari in Spagna a sostegno di Francisco Franco, il cui colpo di Stato del 18 luglio aveva scatenato la guerra civile spagnola. Il figlio di Mussolini, Bruno, partecipò alla guerra come capo di una squadriglia aerea. Il 1º novembre annunciò con un discorso la creazione (sancita il 24 ottobre) dell'Asse Roma-Berlino (non si trattava ancora di una vera alleanza militare, che venne stipulata solo col patto d'acciaio).
Il 2 gennaio 1937 venne siglato il cosiddetto gentlemen's agreement tra Italia e Regno Unito, col quale si definirono i diritti di entrata, uscita e transito nel Mediterraneo e si stabilì di evitare la modifica dello «status quo relativo alla sovranità nazionale dei territori del bacino del Mediterraneo», Spagna inclusa. Tale accordo fu confermato dal Patto di Pasqua del 16 aprile 1938.
Il 20 marzo, nell'oasi di Bugàra vicino a Tripoli, ricevette dal capo berbero Iusuf Kerbisc la "spada dell'islam", un manufatto dorato, simbolo dell'approvazione di una parte della società libica verso il regime mussoliniano. Il 21 aprile inaugurò Cinecittà, concepita come sede dell'industria cinematografica italiana, consistentemente finanziata dal governo in quegli anni (risale al 1937 il primo colossal italiano: Scipione l'Africano).
Il 22 aprile incontrò a Venezia il cancelliere austriaco Schuschnigg e si dichiarò non contrario all'Anschluss dell'Austria con la Germania. Sempre in aprile incontrò il ministro dell'aeronautica tedesco Hermann Göring e il ministro degli esteri tedesco Von Neurath. Il 25 e il 29 settembre incontrò Hitler, prima a Monaco e poi a Berlino.
Il 6 novembre l'Italia aderì al Patto Anticomintern, siglato precedentemente tra Germania e Giappone in funzione anti-sovietica. Il 3 dicembre 1937 venne stipulato a Bangkok un trattato di amicizia, commercio e navigazione col Siam (attuale Thailandia). L'11 dicembre annunciò l'uscita dell'Italia dalla Società delle Nazioni. Tra il 3 e il 9 maggio accolse Hitler, il quale era venuto in visita in Italia.
Grazie alla mediazione mussoliniana, di fronte all'eventualità dello scoppio di un conflitto tra il blocco anglo-francese e la Germania, il 29 e 30 settembre si tenne la conferenza di Monaco. Ad essa erano presenti Mussolini, Hitler, Daladier per la Francia e Chamberlain per la Gran Bretagna; venne riconosciuta alla Germania la legittimità della sua politica in Cecoslovacchia. Mussolini venne festeggiato come «il salvatore della pace» per aver scongiurato il conflitto.
Tra l'11 e il 14 gennaio 1939, a Roma, incontrò Chamberlain e il ministro degli esteri inglese Frederik Halifax. Il 19 gennaio 1939 la Camera dei deputati venne soppressa e sostituita dalla Camera dei Fasci e delle Corporazioni. In aprile il duce ordinò l'occupazione e l'annessione dell'Albania; l'Italia già godeva di una forma non ufficiale di protettorato sul paese da molti anni, e l'«invasione» fu presumibilmente dovuta alla volontà mussoliniana di dimostrare all'alleato tedesco la propria forza.

### L'edificazione del consenso

Mussolini durante la battaglia del grano

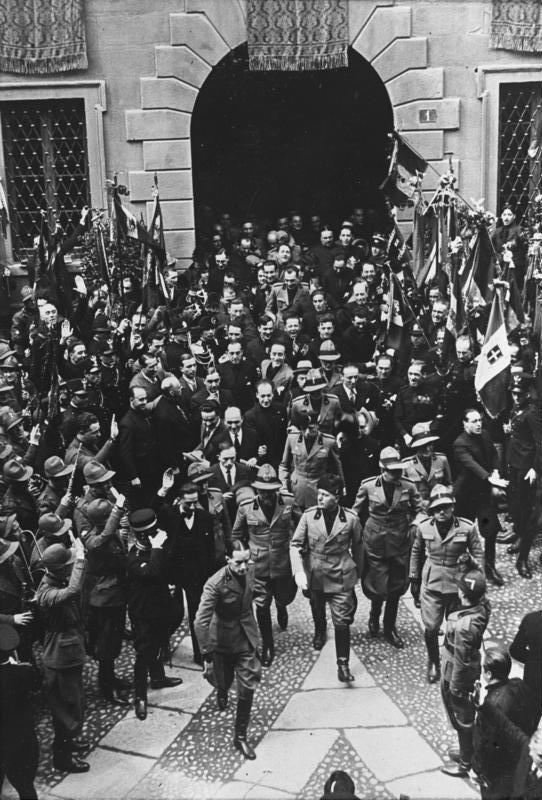
Attorniato dai gerarchi fascisti, in visita a Milano nel maggio 1930

La stabilità della dittatura fascista è in gran parte da ascriversi alla capacità di Mussolini di generare attorno alla propria figura un forte consenso. L'abilità mostrata nel rendere la sua personalità oggetto di vero e proprio culto si rifletté non solo nell'approvazione che la società italiana a lungo gli mostrò, ma anche nell'ammirazione che riuscì a guadagnarsi presso numerosi capi di Stato stranieri, intellettuali e, più in generale, presso l'opinione pubblica internazionale, soprattutto negli Stati Uniti e nel Regno Unito. Da questo punto di vista Mussolini divenne un modello di ispirazione per molti futuri dittatori, soprattutto Hitler, ma anche per molti politici di spicco di importanti stati democratici.
La popolarità di Mussolini trova probabilmente la sua origine nell'insoddisfazione del popolo italiano nei confronti delle classi dirigenti liberali per via dei trattati di pace, ritenute dai più sfavorevoli, che l'Italia aveva dovuto accettare alla fine della prima guerra mondiale, nonostante gli oltre 650 000 morti e i sacrifici enormi sopportati dal Paese. Non a caso, Gabriele D'Annunzio parlò di «vittoria mutilata». L'Italia guadagnò territorialmente solo parte di ciò che le era stato promesso col patto di Londra e ciò, unito al generale malcontento post-bellico e alla terribile crisi economica dell'immediato dopoguerra, fece crescere il desiderio di un governo forte.
Mussolini fu abile a sfruttare tale situazione nonché la paura del cosiddetto "pericolo rosso", accresciutasi durante il biennio rosso: si presentò come il restauratore dell'ordine e della pace sociale, teso alla «normalizzazione» della situazione politica. Da questo punto di vista, molti squadristi fascisti intransigenti criticarono la collaborazione (nel 1922-1924) del PNF a livello governativo con i vecchi partiti, nonché il fatto che fossero rimasti in carica molti dei questori e dei prefetti che erano stati estranei, se non ostili, al fascismo. A partire dal 1925, con la promulgazione delle cosiddette leggi fascistissime e l'inizio della dittatura, ogni forma di collaborazione coi vecchi partiti fu abbandonata e gli stessi sciolti.
Il consenso fu poi alimentato grazie al controllo sulla stampa e sul mondo culturale italiano. Mussolini, in quanto giornalista, conosceva bene il potere della stampa, e di conseguenza fece in modo di poterlo controllare. Nei suoi Colloqui con Emil Ludwig giustificò la censura imposta ai giornali con il fatto che nelle liberaldemocrazie i giornali non sarebbero più liberi, ma obbedirebbero solo ad un'oligarchia di padroni, differenti dallo Stato: partiti e finanziatori plutocratici.
Inoltre, ogni forma di dissenso sgradita a Mussolini venne repressa attraverso l'OVRA, il Tribunale speciale per la sicurezza dello Stato, e l'uso massiccio del confino politico. Tuttavia, Mussolini tollerò – e costrinse i suoi a tollerare – alcune "voci fuori dal coro" (come ad esempio Salvemini, Croce, Bombacci) tanto per alimentare la propria immagine di uomo forte ma non di tiranno, quanto per mantenere aperti canali di dialogo anche con l'antifascismo militante.
Mussolini dimostrò di avere una personalità carismatica, come testimoniano i discorsi tenuti di fronte a «folle oceaniche», e una notevole abilità oratoria, che attinse in parte dall'esempio dannunziano. Egli incrementò la sua popolarità presentandosi come «il figlio del popolo», ricorrendo all'organizzazione e all'irreggimentazione delle masse, chiamate di continuo a partecipare ad iniziative di varia natura, ma anche grazie all'appoggio di molteplici intellettuali di spicco (Gabriele D'Annunzio, Mario Sironi, Ezra Pound, i futuristi, Giuseppe Ungaretti, Giovanni Gentile) e di uomini di grandi capacità di governo.

Mussolini in feluca.

Mussolini seppe sfruttare abilmente, come mai prima era stato fatto in Italia, i nuovi mezzi di comunicazione (la radio, il cinema e i cinegiornali) nonché i successi sportivi conseguiti dall'Italia fascista (come i Mondiali di calcio del 1934 e del 1938, oltre al titolo mondiale dei pesi massimi conquistato da Primo Carnera), che furono entrambi ampiamente utilizzati in funzione propagandistica. A questi Mussolini unì i primati aeronautici conquistati dall'Italia (le trasvolate atlantiche, la conquista del Polo Nord, i primati di velocità per idrocorsa) e quelli navali (il transatlantico Rex).
Occorre inoltre sottolineare come la politica di potenza inaugurata dall'Italia fascista fosse vista con favore da gran parte della popolazione. Mussolini mirava a fare dell'Italia un paese temuto e rispettato, restaurando i fasti dell'Impero romano, recuperando i territori irredenti e realizzando il controllo italiano sul mediterraneo (il mare nostro). Questa politica – troncata dallo scoppio della seconda guerra mondiale – non produsse i risultati sperati, e ottenne solo di isolare l'Italia dai suoi ex alleati dell'Intesa, spingendola ad una sempre più stretta – e definitiva – alleanza con la Germania.
Hitler considerò Mussolini suo maestro:
(Adolf Hitler, Mein Kampf, cap. XV. trad. Andrea Irace)
Churchill, nel 1933, lo definì «il più grande legislatore vivente» (soprattutto in relazione alla promulgazione del nuovo codice penale, varato nel 1930 dal ministro Alfredo Rocco e tuttora vigente) e «un grande uomo» ancora nel 1940.
Il 13 febbraio 1929, Pio XI, a due giorni dai Patti Lateranensi, tenne un discorso a Milano ad un'udienza concessa a professori e studenti dell'Università Cattolica del Sacro Cuore, che fece passare alla storia la definizione di Benito Mussolini come «uomo della Provvidenza» (mentre invece il Pontefice aveva indicato nel Capo del governo italiano un più neutrale "l'uomo che la Provvidenza Ci ha fatto incontrare") :
(Pio XI, allocuzione Vogliamo anzitutto)
Pio XI gli conferì l'Ordine dello Speron d'oro nel 1932; molti in Europa, nel 1933, lo chiamarono «il salvatore della pace»; lo stesso Franklin Delano Roosevelt gli riservò commenti lusinghieri; Lo scrittore americano Ezra Pound, che incontrò di persona Mussolini nel 1933, lo celebrò nel libro "Jefferson and/or Mussolini".
»A proposito della capacità del duce di edificare attorno a sé un notevole consenso, significativa tra le altre è l'opinione espressa dal giornalista Enzo Biagi in "Lui, Mussolini": «Mussolini è stato un gigante; considero la sua carriera politica un capolavoro. Se non si fosse avventurato nella guerra al fianco di Hitler, sarebbe morto osannato nel suo letto. Il popolo italiano era soddisfatto di essere governato da lui: un consenso sincero.

### Le leggi razziali
Mussolini inizialmente aveva espresso disapprovazione nei confronti della politica razzista espressa dal nazionalsocialismo. Tuttavia, a partire dal 1938, in concomitanza dell'alleanza con la Germania, il regime fascista promulgò una serie di decreti il cui insieme è noto come leggi razziali, che introducevano provvedimenti segregazionisti nei confronti degli ebrei italiani e dei sudditi di colore dell'Impero.
Furono letti per la prima volta il 18 settembre 1938 a Trieste da Mussolini dal balcone del Municipio in occasione della sua visita alla città.
Fra i diversi documenti e provvedimenti legislativi che costituiscono il corpus delle cosiddette leggi razziali figura il manifesto della razza, o più esattamente il manifesto degli scienziati razzisti, pubblicato una prima volta in forma anonima sul Giornale d'Italia il 15 luglio 1938 con il titolo Il Fascismo e i problemi della razza e ripubblicato sul numero 1 de La difesa della razza il 5 agosto 1938.
Il 25 luglio, dopo un incontro tra i dieci redattori della tesi, il ministro della cultura popolare Dino Alfieri e il segretario del PNF Achille Starace - dalla segreteria politica del partito viene comunicato il testo definitivo del lavoro, completo dell'elenco dei firmatari e delle adesioni, aderenti e simpatizzanti del PNF.
Al regio decreto legge del 5 settembre 1938 – che fissava «Provvedimenti per la difesa della razza nella scuola fascista» – e a quello del 7 settembre – che fissava «Provvedimenti nei confronti degli ebrei stranieri» – fece seguito (6 ottobre) una «dichiarazione sulla razza» emessa dal Gran Consiglio del Fascismo; tale dichiarazione venne successivamente adottata dallo stato sempre con un regio decreto legge che porta la data del 17 novembre.
Fra il 1943 e il 1945, il governo della Repubblica Sociale Italiana dichiarò gli ebrei «stranieri appartenenti per la durata della guerra a nazionalità ostile» e procedette al concentramento di numerose persone di religione ebraica, in particolare nel campo di prigionia di Fossoli. In territorio italiano sotto controllo tedesco, nella Risiera di San Sabba, vicino a Trieste, sorse un campo prigionia che funse anche da luogo di raccolta per il trasporto degli ebrei nei campi di concentramento tedeschi. Nel campo le autorità tedesche compirono uccisioni di antifascisti locali e al suo interno fu anche installato un forno crematorio per eliminare i corpi dei prigionieri deceduti o giustiziati.

### Il secondo conflitto mondiale

#### Dalla «non belligeranza» alla «guerra parallela»
(Dall'annuncio della dichiarazione di guerra, 10 giugno 1940)

Due popoli, una guerra. Francobollo da 10 c. in celebrazione dell'Asse italo-tedesco (1941)

Il 22 maggio 1939 Galeazzo Ciano, ministro degli esteri italiano, firmava il Patto d'Acciaio con la Germania, che sancì ufficialmente la nascita di un'alleanza vincolante italo-tedesca.
In merito alla guerra scriveva, il 31 marzo 1940:
... L'Italia non può rimanere neutrale per tutta la durata della guerra, senza dimissionare dal suo ruolo, senza squalificarsi, senza ridursi al livello di una Svizzera moltiplicata per dieci. Il problema non è quindi di sapere se l'Italia entrerà o non entrerà in guerra perché l'Italia non potrà fare a meno di entrare in guerra, si tratta soltanto di sapere quando e come: si tratta di ritardare il più a lungo possibile, compatibilmente con l'onore e la dignità, la nostra entrata in guerra...

Ma circa il quando, cioè la data, nel convegno del Brennero si è nettamente stabilito che ciò riguarda l'Italia e soltanto l'Italia.»
(Benito Mussolini, Roma, 31 marzo XVIII)
Il 30 maggio Mussolini incaricò il generale Ugo Cavallero di recapitare a Hitler un memoriale, in cui affermava che la guerra era inevitabile, ma che l'Italia non sarebbe stata pronta a intraprenderla prima di 3 anni. Nonostante le iniziali rassicurazioni in merito, la Germania invase la Polonia il 1º settembre, determinando l'inizio del conflitto. Mussolini dichiarò la «non belligeranza», grazie alla quale lo Stato italiano si manterrà momentaneamente fuori dalla guerra.

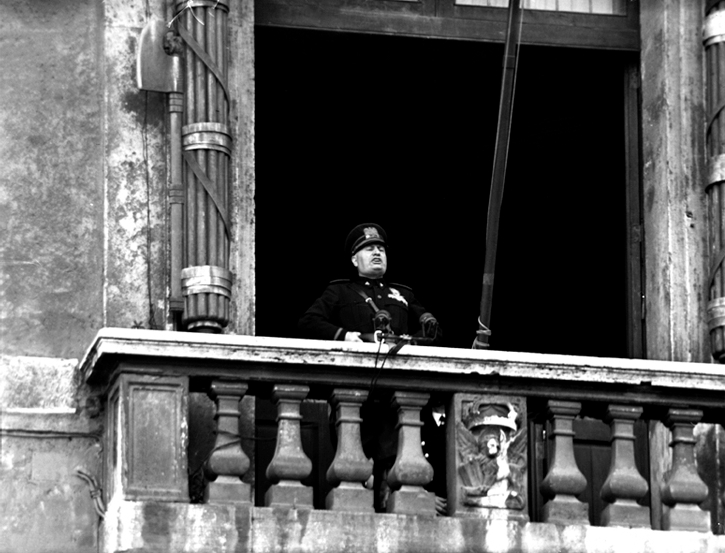
Mussolini annuncia la dichiarazione di guerra il 10 giugno 1940

Il 10 marzo 1940 Mussolini accolse a Roma il ministro degli esteri tedesco Joachim von Ribbentrop e il successivo 18 marzo incontrò Hitler al Brennero, ricevendo da entrambi forti pressioni a entrare in guerra al fianco della Germania. Il 16, il 22, il 24 e il 26 aprile ricevette messaggi da Winston Churchill, da Paul Reynaud, da Pio XII e da Roosevelt, i quali gli chiedevano di rimanere neutrale.
Di fronte agli straordinari e inaspettati successi della Germania nazista tra l'aprile e il maggio del 1940, Mussolini ritenne che gli esiti della guerra fossero oramai decisi, e, sia per poter ottenere eventuali compensi territoriali, sia per timore di un'eventuale invasione nazista dell'Italia se quest'ultima non si fosse schierata apertamente al fianco della Germania (come ebbe poi a spiegare lo stesso Mussolini), il 10 giugno dichiarò guerra alla Francia e alla Gran Bretagna. Alla contrarietà e alle rimostranze di alcuni importanti collaboratori e militari (fra cui Pietro Badoglio, Dino Grandi, Galeazzo Ciano e il generale Enrico Caviglia) Mussolini avrebbe risposto:
Sul fronte con la Francia, le truppe italiane assunsero inizialmente un atteggiamento difensivo, sia per la mancanza di un'adeguata artiglieria e contraerea (non vi era stato il tempo di mobilitare tutti i reparti necessari all'avanzata), sia per la riluttanza ad attaccare i cugini d'oltralpe. Conseguentemente, i primi a prendere l'iniziativa furono gli avversari: aerei britannici, decollati da aeroporti francesi, bombardarono Torino nella notte tra l'11 e il 12 giugno. Come ritorsione, aerei italiani bombardarono le basi militari francesi di Hyères e Tolone. Il 14 la zona industriale di Genova venne bombardata e, di conseguenza, l'esercito italiano ricevette l'ordine di passare decisamente alla contro-offensiva, programmata per il 18. Gli Italiani attaccarono quindi Biserta, Bastia e Calvi.

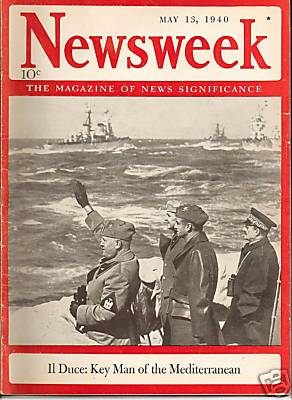
Copertina di un numero del 13 maggio 1940 di Newsweek (3 settimane prima dell'entrata in guerra dell'Italia), che ritrae Mussolini con il titolo: "Il Duce: uomo-chiave del Mediterraneo"

Il 22 giugno la Francia firmò l'armistizio con la Germania. Il 18, dopo che in territorio alpino si erano avuti solo marginali scontri tra truppe anglo-francesi e italiane, Mussolini partecipò a un vertice a Monaco di Baviera con Hitler per discutere dell'inaspettata e improvvisa resa: le condizioni di pace richieste dal duce (ossia l'occupazione e amministrazione di Corsica, Tunisia, Somalia francese e del territorio francese sino al Rodano, la concessione di basi militari a Orano, Algeri e Casablanca, la consegna della flotta e dell'armata aerea e la denuncia dell'alleanza col Regno Unito) vennero solo parzialmente accolte, in quanto furono riconosciute all'Italia solo le richieste di occupazione.
Il 24 giugno la Francia firmava l'armistizio con l'Italia, riconoscendole, oltre alla richiesta di occupazione, anche la cessione di una porzione di territorio francese di confine e la smilitarizzazione di una fascia larga 50 miglia lungo il confine franco-italiano e libico-tunisino.
Di fronte alla notizia di un imminente sbarco in Inghilterra dei tedeschi (Operazione Leone Marino), Italo Balbo, governatore della Libia, ricevette l'ordine di avanzare verso l'Egitto, protettorato inglese (25 giugno). Ma il 28, mentre sorvolava Tobruch bombardata dagli inglesi, venne abbattuto dalle batterie antiaeree italiane, che lo avevano scambiato per un nemico.
Le iniziali parziali vittorie si rivelarono tuttavia effimere, poiché la guerra si prolungò oltre il previsto, rivelando l'impreparazione, la disorganizzazione e le deficienze dell'esercito italiano. In Africa, nel dicembre 1940 gli inglesi diedero vita a una vigorosa contro-offensiva che porterà, tra l'altro, alla conquista dell'Africa Orientale Italiana entro il giugno 1941. Le ultime truppe italiane si arresero a Gondar il 21 novembre. La superiorità numerica e tecnologica degli inglesi e la progressiva perdita d'iniziativa della Marina italiana non poterono che condurre alla disfatta.
In seguito, gli scontri tra le due marine nemiche si limiteranno, da parte italiana, alla guerra sottomarina, alla protezione delle rotte di rifornimento tra la Sicilia e la Libia, a sporadici tentativi di intercettazione di convogli inglesi sulla rotta Gibilterra-Alessandria d'Egitto e ad operazioni temerarie compiute da mezzi d'assalto (quali i MAS, i «barchini» - piccole imbarcazioni dotate di siluri e mitragliatrice, che causarono l'affondamento di molte navi inglesi- e i «maiali» ossia piccoli sommergibili).
Il 27 settembre 1940 Italia, Germania e Giappone si unirono nel Patto Tripartito, cui aderiranno anche nell'ordine, nel corso della guerra, Ungheria (20 novembre 1940), Romania (23 novembre), Slovacchia (24 novembre), Bulgaria (1º marzo 1941) e Jugoslavia (27 marzo).
Il 4 ottobre 1940 Mussolini incontrò Hitler al Brennero per stabilire di comune accordo una strategia militare; tuttavia, il 12 ottobre, i tedeschi presero il controllo della Romania, sita nella zona di influenza italiana e ricca di giacimenti petroliferi, senza avvisare gli Italiani. Conseguentemente, Mussolini decise d'imbarcarsi in una «guerra parallela» a fianco dell'alleato tedesco, al fine di non dipendere troppo dall'iniziativa militare e politica di Hitler; sempre convinto che la Gran Bretagna sarebbe scesa presto a patti col Führer e che il principale fronte di guerra sarebbe così stato chiuso. Il 19 ottobre il duce gli inviò una lettera in cui comunicava la sua intenzione di attaccare la Grecia. Hitler si recò a Firenze il 28 ottobre, per dissuadere Mussolini dall'impresa, ma questi lo avvertì, assumendo un atteggiamento simile a quello avuto dall'alleato con l'aggressione alla Romania, che l'attacco era già iniziato da alcune ore.
L'attacco alla Grecia si concluse in un disastro: la stagione invernale e il territorio montuoso ostacolarono ogni tentativo d'avanzata, anche a causa dell'equipaggiamento in dotazione alle truppe italiane, che era del tutto inadeguato. L'esercito greco, rafforzato dall'arrivo di oltre 70 000 militari inglesi, si rivelò inoltre più agguerrito e organizzato del previsto; anche l'appoggio di numerose squadriglie aeree e navali britanniche risultò determinante. Gli Italiani furono costretti a ripiegare in territorio albanese, dove solo nel dicembre 1940 riuscirono a bloccare la contro-offensiva degli avversari, trasformando così il conflitto in una guerra di posizione.

#### La guerra «convergente» con la Germania
Il 19 e il 20 gennaio 1941, a Berchtesgaden, Mussolini incontrò Hitler, il quale gli promise l'invio di risorse, mezzi, e di contingenti tedeschi in Grecia e in Africa del Nord a sostegno delle truppe italiane ivi presenti. Grazie agli aiuti della Germania e ad una maggiore preparazione militare, l'Italia migliorò le proprie prestazioni belliche ma abbandonò la strategia della «guerra parallela» (rivelatasi insostenibile e fallimentare) e finì per condurre il conflitto sempre più conformemente alle direttive e agli interessi nazionalsocialisti, ovvero in un conflitto alla destra del più potente alleato dal quale dipendeva l'esito del conflitto, situazione che Bottai e Ciano avevano previsto e definito «guerra convergente». Sarà proprio per non essere in debito nei confronti di Hitler che Mussolini concepirà l'idea degli aiuti reciproci e trascinerà l'Italia in guerra anche contro l'Unione Sovietica e gli Stati Uniti.
Ugo Cavallero venne chiamato a sostituire Badoglio e riorganizzò lo Stato Maggiore Generale nel Comando Supremo. Il 9 febbraio la Marina britannica bombardò Genova. L'11 febbraio il duce incontrò Francisco Franco a Bordighera, per convincerlo a entrare in guerra a fianco delle forze dell'Asse, ma fallì nel suo intento. A partire dal 12 febbraio giunsero in Libia gli aiuti militari promessi dal Führer: i Deutsche Afrikakorps, composti principalmente di mezzi corazzati (panzer) e da rinforzi aerei, sotto il comando di Erwin Rommel.
Rivestendo de facto il ruolo di comandante supremo delle truppe italiane nella regione (seppur ufficialmente fosse sottoposto del comandante superiore delle Forze Armate in Africa generale Italo Gariboldi), la «volpe del deserto» riuscì rapidamente a riorganizzarle e a guidare un'efficace offensiva (cominciata il 24 marzo) contro le armate britanniche del generale maggiore Richard O'Connor, che nel frattempo avevano conquistato la Cirenaica (Operazione Compass). Entro maggio le truppe dell'Asse riacquistarono il controllo della Libia (eccettuata Tobruch, che resistette al lungo assedio – cominciato il 10 aprile – grazie alla presenza di una forza di occupazione inglese), respinsero un tentativo di contro-offensiva (l'Operazione Brevity) e conquistarono una porzione di territorio egiziano di confine. In conseguenza delle sconfitte subite, il comando delle truppe del Regno Unito fu affidato al generale Claude Auchinleck; questi comandò, nel novembre e nel dicembre, una grande offensiva (l'Operazione Battleaxe) con lo scopo di alleviare l'assedio di Tobruch, ma fallì nel suo intento.
Il 27 marzo in Jugoslavia, che solo due giorni prima aveva aderito al Patto Tripartito, gli inglesi organizzarono con successo il colpo di Stato del generale nazionalista serbo Dušan Simović (il reggente Paolo fu esiliato e il Ministro degli esteri e il Primo Ministro vennero destituiti). Il nuovo governo jugoslavo firmò un trattato di amicizia con l'Unione Sovietica (5 aprile). Di fronte al rischio portato dall'eccessivo rafforzamento della presenza inglese nei Balcani e da un'eventuale alleanza in funzione anti-Asse della Jugoslavia con l'Unione Sovietica, la Germania, l'Ungheria e la Bulgaria attaccarono la Jugoslavia. Nel medesimo giorno anche l'Italia le dichiarò guerra. L'avanzata italiana si rivelò un successo in area slovena e in Dalmazia e la Jugoslavia capitolò rapidamente (17 aprile). Pietro II fuggì a Londra.
L'Italia ottenne la maggior parte della costa dalmata e la provincia di Lubiana, mentre il Kosovo venne annesso all'Albania italiana.
Nel frattempo, le truppe italiane, dopo mesi di stallo, ripresero ad avanzare in Albania (13 aprile), che fu totalmente riconquistata in pochi giorni, e in Epiro. Sempre nel mese di aprile, le armate italiane e tedesche sferrarono congiuntamente un nuovo attacco alla Grecia, che ben presto firmò la resa con la Germania (21 aprile). Mussolini, che si sentiva umiliato a causa dell'esclusione dell'Italia dal trattato di pace, pretese di essere rispettato. Per ordine di Hitler, la cerimonia della firma venne quindi ripetuta due giorni dopo anche in presenza di autorità italiane (23 aprile). Il 3 maggio, truppe italo-tedesche sfilarono ad Atene e il 1º giugno cadde Creta, ultimo avamposto nemico rimasto nella regione. Nonostante che la conquista dei Balcani fosse dovuta esclusivamente all'intervento delle forze germaniche, Mussolini ottenne il diritto di occupare le isole Ionie e la maggior parte della Grecia, che non rientravano nella zona d'influenza tedesca.
Il 2 giugno del 1941 Mussolini incontrò nuovamente Hitler, che il 22 ordinò l'attacco all'Unione Sovietica (operazione Barbarossa). In luglio venne inviato in Russia il CSIR (composto di 58 800 soldati al comando del generale di corpo d'armata Giovanni Messe), come sostegno all'alleato tedesco. Il 25 agosto, nel Quartier generale tedesco a Rastenburg, nella Prussia orientale, il Duce passò in rassegna le truppe accanto a Hitler.
Il 7 dicembre la flotta giapponese attaccò Pearl Harbor, base militare statunitense, determinando l'entrata in guerra degli Stati Uniti. Il 12 dicembre l'Italia dichiarò guerra agli Stati Uniti, seguendo l'iniziativa dell'alleato tedesco che aveva assunto lo stesso provvedimento il giorno precedente. Il 18 dicembre un'incursione italiana nel porto di Alessandria d'Egitto causò ingenti danni alla marina britannica.

#### L'inversione di tendenza nella guerra: l'inizio della fine
A partire dal 15 febbraio 1942 giunsero in Russia numerosi rinforzi italiani a sostegno dell'avanzata tedesca: entro 5 mesi vennero inviati oltre 160 000 soldati.
Il 9 luglio il CSIR fu affidato alla guida del generale Italo Gariboldi (che sostituì il precedente comandante, il generale Giovanni Messe) e mutò il proprio nome in ARMIR ("Armata Italiana in Russia"), che arriverà a contare più di 200 000 uomini. L'esercito italiano si distinse per coraggio sul fronte sovietico, in particolar modo a Stalino, tuttavia apparve in tutta la sua evidenza l'inadeguatezza e l'arretratezza dell'equipaggiamento in dotazione alle truppe. La battaglia di Stalingrado si rivelò decisiva per il destino della campagna di Russia e, più in generale, per le sorti della guerra: il 2 febbraio 1943 le forze tedesche accerchiate nella città sul Volga si arresero. Il corpo di spedizione italiano fu sconfitto a partire dal 16 dicembre 1942 nella seconda battaglia difensiva del Don; costretto a una sfibrante ritirata nella neve, subì perdite ingenti di uomini e materiali, costringendo i comandi italo-tedeschi a ordinarne il ritiro dal fronte. I superstiti fecero rientro in patria tra l'aprile e il maggio 1943: oltre 60 000 furono i soldati ufficialmente dispersi, in gran parte prigionieri che moriranno negli anni seguenti nei campi di detenzione sovietici.
Il 29 aprile 1942 Mussolini incontrò Hitler a Salisburgo: durante questo colloquio i due capi di governo si accordarono per scatenare a breve una grande offensiva in Africa settentrionale.
Tra il 26 maggio e il 21 giugno le truppe dell'Asse si resero protagoniste di una vittoriosa avanzata in Libia (battaglia di Ain el-Gazala), che portò, tra l'altro, alla caduta di Tobruch (20 giugno), assediata da oltre un anno. Le armate di Erwin Rommel si trovavano a soli 100 chilometri circa da Alessandria d'Egitto, che, secondo le previsioni dei plenipotenziari italiani e tedeschi, avrebbe dovuto esser raggiunta in poco tempo.
Il 29 giugno Mussolini partì per la Libia, dove si trattenne sino al 20 luglio. Tra l'1 e il 29 luglio si combatté la Prima battaglia di El Alamein: le truppe italo-tedesche tentarono invano di sfondare le linee difensive inglesi. Fra il 31 agosto e il 5 settembre fallì, con la battaglia di Alam Halfa, l'ultimo tentativo di sfondamento delle armate del Patto Tripartito. Nella seconda battaglia di El Alamein (combattuta tra il 23 ottobre e il 3 novembre) le truppe del Commonwealth del generale Bernard Law Montgomery (che in agosto aveva sostituito al comando il generale Claude Auchinleck) sconfissero gli avversari, costringendoli a un disastroso ripiegamento.
L'avanzata inglese si rivelò incontenibile: l'8 novembre 1942, con l'operazione Torch, le truppe anglo-americane sbarcarono in Marocco e in Algeria (amministrate fino ad allora dalla Francia di Vichy, stato teoricamente neutrale), la Libia venne rapidamente perduta (il 23 gennaio 1943 cadde Tripoli), e le truppe italo-tedesche ripararono in Tunisia (che l'Asse aveva fatto occupare in gennaio). Il 13 maggio le ultime truppe dell'Asse, al comando del generale Messe, si arresero. Mussolini stesso diede l'ordine a Messe di accettare la resa e contestualmente lo nominò Maresciallo.
Nel novembre e nel dicembre 1942, Mussolini, abbattuto e depresso, si lasciò sostituire da Ciano in due colloqui con Hitler. Il 2 dicembre, dopo 18 mesi di silenzio e conscio dei recenti rivolgimenti, tornò a parlare al popolo italiano da Palazzo Venezia.
Dal 7 al 10 aprile 1943 Mussolini incontrò Hitler a Klessheim (nei dintorni di Salisburgo). Sempre più pessimista sull'esito della guerra, gli propose di giungere a un armistizio coi sovietici, al fine di concentrare gli sforzi sugli altri fronti di guerra. Il Führer rimase irremovibile sulle sue posizioni. Hitler capì che Mussolini voleva tirare fuori l'Italia dal conflitto, ma se avesse acconsentito avrebbe creato un precedente cui si sarebbero poi appellate tutte le nazioni dell'Asse.
Intanto in Italia si diffusero pressioni sul re affinché licenziasse Mussolini e si rivolgesse agli anglo-americani, anche attraverso la mediazione della Santa Sede. Tali richieste provenivano soprattutto da ambienti militari, per i quali la guerra era ormai perduta. Stava maturando anche nelle alte sfere del regime il convincimento che se il re avesse allontanato Mussolini dal governo, al popolo italiano sarebbe stata risparmiata una catastrofe maggiore. Berlino venne a conoscenza di questi tentativi di fronda dagli informatori dislocati sulla penisola.
La notte tra il 9 luglio e il 10 luglio gli anglo-americani sbarcarono in Sicilia, avanzando nell'isola. Gli eserciti alleati svilupparono una doppia azione: cominciarono a risalire il Paese dal sud e lo bombardavano al nord.
Il 13 luglio un gruppo di gerarchi, guidato da Roberto Farinacci, si riunì per decidere il da farsi. In una seconda riunione il 16 luglio, essi chiesero la convocazione del Gran Consiglio del Fascismo, non più riunitosi dal 1939.

### L'Ordine del giorno Grandi e la destituzione da parte del Re
La Sicilia era stata da poco invasa dalle truppe alleate e Mussolini decise di scrivere a Hitler per manifestare all'alleato l'impossibilità per l'Italia di continuare il conflitto. Ma il Führer lo prese in contropiede, annunciandogli la sua venuta in Italia per incontrarlo di persona. Il vertice era previsto dal 19 luglio al 21 luglio 1943 nella villa del senatore Achille Gaggia a San Fermo, frazione di Belluno, anche se l'incontro è comunemente noto come "incontro di Feltre". Era intenzione di Mussolini dire a Hitler che l'Italia era «costretta a cercare una via d'uscita dall'alleanza e dalla guerra». 
I tedeschi, dal canto loro, avevano perduto fiducia negli italiani e volevano solamente occupare militarmente il più presto possibile l'Italia settentrionale e centrale, lasciando l'Esercito italiano solo a difendere il resto del Paese dagli Alleati. Per di più, essi proposero che il Comando Supremo dell'Asse nella Penisola fosse assunto da un generale tedesco, possibilmente Erwin Rommel. Le prime due ore dell'incontro furono occupate dal consueto monologo di Hitler, che incolpava gli italiani per la loro fiacca performance militare, chiedendo di applicare misure draconiane: il Führer, mise chiaramente le carte in tavola e Mussolini, inchiodato alle sue responsabilità, fu perfino incapace di profferire parola, rimanendo in silenzio.
La riunione fu improvvisamente interrotta quando un consigliere italiano entrò nella sala ed annunciò a Mussolini che in quel momento gli Alleati stavano per la prima volta bombardando pesantemente Roma. La capitale era stata attaccata da una flotta statunitense di circa 200 aeroplani, che avevano colpito soprattutto la zona di San Lorenzo.
Durante la pausa per il pranzo, i generali Ambrosio e Bastianini (che facevano parte della delegazione italiana) pressarono il Duce affinché dicesse al Führer che una soluzione politica alla guerra era necessaria, ma Mussolini replicò che per mesi era stato tormentato dai dubbi circa l'abbandono dell'alleanza con la Germania o la continuazione della guerra: in realtà, provava soggezione in presenza del cancelliere tedesco e, non potendo superare il proprio senso d'inferiorità, non ebbe il coraggio di parlare francamente con Hitler di persona.
Dopo il pranzo Mussolini interruppe l'incontro perché non riusciva più a trovare le forze - fisiche e psichiche - per proseguire i colloqui. Il vertice, che sarebbe dovuto durare tre giorni, si risolse in tre ore e mezzo.
Le delegazioni tornarono a Belluno via treno; Mussolini, dopo aver salutato Hitler, tornò a Roma nel pomeriggio guidando l'aereo personale. Sorvolando il cielo di Roma egli potette vedere i quartieri orientali della città che ancora bruciavano.
Mussolini spiegò così il suo stato d'animo dopo il fallimento del vertice di Villa Gaggia, replicando alle voci che lo sollecitavano a portare l'Italia fuori dal conflitto:
Il 21 luglio Mussolini concesse la convocazione del Gran Consiglio del fascismo per sabato 24, ma ordinò di non divulgare la notizia agli organi di stampa. Il 22 (giovedì) si recò in mattinata dal Re per il consueto colloquio, durante il quale riferì al sovrano dell'incontro con Hitler e della convocazione del consiglio. Si esaminarono i pro e i contro di un eventuale mutamento di alleanze. Venne paventata l'ipotesi che la Germania volesse annettersi i territori conquistati dall'Italia in seguito alla prima guerra mondiale (Alto Adige, Istria, Fiume e Dalmazia).
I due furono d'accordo sulla decisione di trarre l'Italia fuori dal conflitto, lasciando l'Asse alla sua sorte, ma il presupposto indispensabile era che il Duce lasciasse il potere. Il Re ricordò infatti a Mussolini che gli Alleati anglo-americani dopo la conferenza di Casablanca consideravano la sua permanenza al governo come un ostacolo a qualsiasi trattativa. Nel primo pomeriggio dello stesso giorno Mussolini ricevette e prese in esame l'ordine del giorno (corredato dalle firme dei gerarchi che lo sostenevano) che Dino Grandi intendeva presentare alla seduta del 24. Lo definì "inammissibile e vile". Poi ricevette in udienza Grandi in persona. I due discussero gli ultimi avvenimenti politici, poi l'ordine del giorno. Grandi esortò Mussolini a rassegnare volontariamente le dimissioni. Il Duce lo ascoltò senza lasciar trasparire nessuna emozione.
Nel pomeriggio di sabato 24 luglio, a porte chiuse, iniziò la lunga seduta del Gran Consiglio che si concluse alle prime ore del giorno successivo (25 luglio), con l'approvazione dell'ordine del giorno presentato da Dino Grandi. Venne di fatto approvata l'esautorazione di Mussolini dai suoi incarichi di governo. La votazione, seppur significativa (in quanto votata dai massimi rappresentanti del Partito fascista), non aveva de iure alcun valore, poiché per legge il Capo del Governo era responsabile del proprio operato solo dinanzi al Sovrano, il quale era l'unico a poterlo destituire.
La mattina di domenica 25 luglio, dopo essersi recato regolarmente nel suo studio di Palazzo Venezia per occuparsi degli affari correnti, Mussolini chiese al sovrano di poter anticipare l'abituale colloquio del lunedì. Si presentò alle 17 a Villa Savoia (oggi Villa Ada) insieme al suo segretario Nicola De Cesare.
Vittorio Emanuele III comunicò a Mussolini la sua sostituzione come Capo del Governo con il maresciallo Pietro Badoglio, garantendogli l'incolumità. Il duce deposto non era però al corrente delle reali intenzioni del monarca, che aveva fatto circondare l'edificio da duecento carabinieri, ordinando loro di porre sotto scorta Mussolini.
Il tenente colonnello Giovanni Frignani, che coordinava l'operazione, espose telefonicamente ai capitani Paolo Vigneri e Raffaele Aversa gli ordini del re. I carabinieri fecero salire Mussolini e De Cesare in un'autoambulanza della Croce Rossa Italiana, senza specificare loro la destinazione, ma rassicurandoli sulla necessità di tutelare l'incolumità dell'ex capo del governo (pomeriggio del 25 luglio).
In realtà, Vittorio Emanuele III aveva ordinato di arrestare Mussolini. Secondo alcuni autori il re fu spinto a questa decisione anche al fine di salvare il destino della propria dinastia, che rischiava di essere considerata definitivamente compromessa col fascismo.
L'armistizio fra l'Italia e gli Alleati, firmato il 3 settembre e reso noto la sera dell'8 senza precise istruzioni per le truppe italiane, lasciò nella confusione più totale un Paese già allo sbando. L'Italia si spaccò, in quella che è stata poi definita una guerra civile, tra coloro che si schierarono con gli Alleati (che controllavano parte del Meridione e la Sicilia), e coloro che invece accettarono di proseguire il conflitto a fianco dei tedeschi (che avevano intanto occupato gran parte della penisola, incontrando una debole resistenza da parte delle truppe italiane dislocate alle frontiere e nei pressi di Roma e di altre località).
Frattanto il re, con parte della famiglia, Badoglio e i suoi principali collaboratori, fuggiva da Roma, ponendosi sotto la protezione degli ex nemici: in Puglia costituì un governo sotto supervisione alleata, che dichiarò guerra alla Germania il 13 ottobre.

### L'arresto e la liberazione ad opera dei tedeschi
Mussolini, subito dopo il suo arresto, fu dapprima trattenuto in una caserma dei carabinieri a Roma. Su sua richiesta, Badoglio pensava di trasferirlo alla Rocca delle Caminate (residenza di Mussolini a Predappio, dal 1927), ma il prefetto di Forlì, Marcello Bofondi, fascista della prima ora, sentito telegraficamente, si oppose recisamente, sostenendo, in un tal caso, di non poter garantire l'ordine pubblico.
Così Mussolini venne invece trasportato prima a Gaeta e da lì, venne imbarcato a bordo della corvetta Persefone della Regia Marina, intorno alle ore 22.00 del 27 luglio, alla volta dell'isola di Ventotene. Affidato da Pietro Badoglio alle cure dell'ammiraglio Francesco Maugeri, dei Servizi segreti della Regia Marina, dell'ispettore generale di Pubblica Sicurezza Saverio Polito, esponente dell'OVRA, e del colonnello dei Carabinieri Antonio Pelaghi, alla colonia penale di Ventotene Mussolini non giungerà mai per l'opposizione ferma del direttore della colonia, il commissario di p.s. Marcello Guida. Così Mussolini sarà sbarcato nell'isola di Ponza (dal 28 luglio al 7 agosto), dove lo vide il suo amico/avversario di sempre, Pietro Nenni, che scriverà nel suo diario:
Anche Mussolini rievocherà l'episodio, attribuendosi il merito di aver salvato la vita del leader socialista:
Tuttavia a Ponza mancavano i requisiti minimi di sicurezza. Per depistare i tedeschi, Mussolini venne trasferito da Ponza a La Spezia, dove un incrociatore lo portò quindi sull'isola della Maddalena, presso la costa nord-orientale della Sardegna (7 agosto-27 agosto 1943).
Ma i tedeschi erano ormai sulle sue tracce: Otto Skorzeny, comandante SS di un corpo di Kommando, incaricato direttamente da Hitler di rintracciare e liberare l'ex-Duce, progettò un assalto della Kriegsmarine a villa Weber, dove il dittatore deposto era alloggiato. Tuttavia, il 27 agosto, proprio il giorno prima di quello previsto per l'attacco, un idrovolante della Croce Rossa lasciò le acque della Maddalena con a bordo il prigioniero: la destinazione era Campo Imperatore, sul Gran Sasso in Abruzzo, luogo ritenuto inattaccabile dall'esterno. Mussolini, che si sentiva ormai finito, si tagliò le arterie dei polsi in quello che apparve un tentativo di suicidio, ma si procurò solo ferite superficiali e venne medicato. Alfonso Nisi, inviato del tenente Faiola a Campo Imperatore, nella sua testimonianza notò che non ci fu un vero tentativo di suicidio, ma solo un momento di sconforto. Il 12 settembre scattò l'Operazione Quercia: Mussolini venne liberato da un commando di paracadutisti tedeschi (Fallschirmjäger-Lehrbataillon) del generale Kurt Student, con la partecipazione del capitano delle SS Otto Skorzeny.

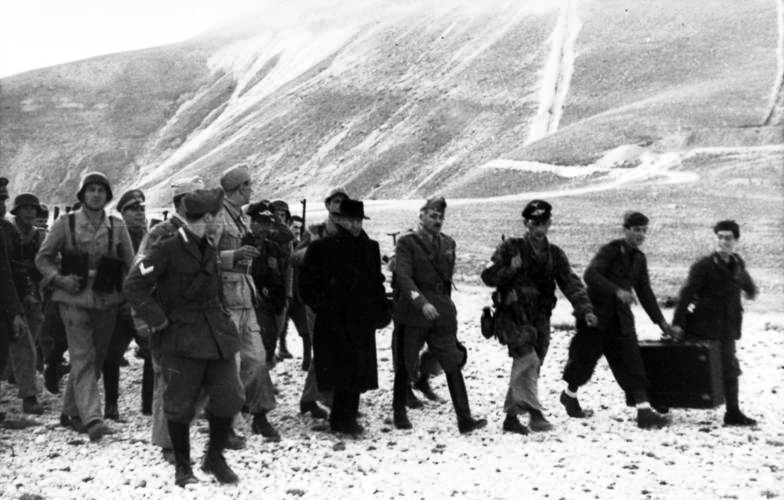
Gran Sasso: Mussolini appena liberato, al centro della fotografia, con cappotto e cappello nero

Mussolini venne subito tradotto in aereo in Germania, dove il 14 settembre incontrò Hitler a Rastenburg. Questi lo invitò a formare una repubblica protetta dai tedeschi. Il 18 settembre, da Monaco Mussolini pronunciò alla radio il suo primo discorso dopo l'arresto del 25 luglio:
Dopo aver fatto un'ampia esposizione su ciò che stava avvenendo in Italia, addossò la responsabilità della sua destituzione al Re, ai generali e ai gerarchi fascisti, che accusò di alto tradimento. Alla fine del discorso annunciò la ricostituzione dello Stato, delle sue Forze armate e del partito fascista, con la nuova denominazione di Partito Fascista Repubblicano ("PFR").
Mussolini ritornò in Italia il 23 settembre e costituì un nuovo governo, che si riunì per la prima volta il 27 settembre alla Rocca delle Caminate.

### La Repubblica Sociale Italiana
Di fatto, la neonata Repubblica Sociale Italiana (RSI) era uno Stato controllato dai tedeschi e a Mussolini venne concessa poca libertà di azione. Solo sull'ambito economico e sull'organizzazione militare dei soldati italiani aderenti alla RSI, Mussolini e i suoi gerarchi avevano una certa autonomia. Hitler intanto aveva posto sotto il diretto controllo del Reich l'intera area nord-orientale dello Stato italiano (ovvero le province di Trento, Bolzano, Belluno, Udine, Gorizia, Trieste, Fiume, Lubiana e Zara), nonché i territori precedentemente italiani o sotto il controllo italiano al di fuori della penisola (le truppe tedesche, nei giorni immediatamente successivi all'armistizio di Cassibile, occuparono l'Albania, che, essendo unita all'Italia tramite la corona dei Savoia, fu dichiarata "indipendente" e gli ustascia si annessero d'arbitrio alla Dalmazia, esclusa Zara).
Tra il 23 e il 27 settembre 1943 Mussolini si insediò a Gargnano, sul lago di Garda; tuttavia, la maggior parte degli uffici governativi era distribuita in località limitrofe, fino a Brescia. L'agenzia di stampa ufficiale s'installò a Salò, da cui il nome non ufficiale di "Repubblica di Salò", a causa dell'intestazione dei comunicati radiostampa.
Il 14 novembre si tenne a Verona la prima assemblea nazionale del Partito Fascista Repubblicano, durante la quale venne redatto il Manifesto di Verona, ovvero il programma di governo del PFR. Mussolini (che ricopriva la carica di "duce, capo del governo" della repubblica de facto, essendo tale carica prevista nel Manifesto, ma non essendo stata da lui assunta in forza di elezioni) annunciò che sarebbe stata rimandata al termine del conflitto la convocazione di un'assemblea costituzionale per la redazione della Costituzione della RSI, della quale si era prefigurata la convocazione il 13 ottobre.
L'8 dicembre venne costituita con decreto la Guardia Nazionale Repubblicana (GNR), posta al comando di Renato Ricci. In essa confluirono parte degli effettivi dei Reali Carabinieri (corpo che venne disciolto), della Polizia dell'Africa Italiana e della MSVN (mai ufficialmente disciolta sino a tale data). Inoltre, alcune migliaia di reclute italiane furono inviate in Germania per essere addestrate e formare quattro divisioni (Divisione Alpina Monterosa, San Marco, Littorio e Italia).
Tra l'8 e il 10 gennaio 1944 si tenne il processo di Verona, nel quale vennero giudicati i gerarchi "traditori" che si erano schierati contro Mussolini il 25 luglio 1943: tra questi, fu condannato a morte il genero del duce, Galeazzo Ciano. Non è noto se Mussolini non avesse voluto salvare la vita al marito di sua figlia (nonché dei suoi ex collaboratori) oppure se non avesse effettivamente potuto influire sui verdetti del tribunale giudicante, data la pesante ingerenza tedesca. È invece quasi certo che le istanze di grazia presentate dai condannati non furono inoltrate direttamente a Mussolini per volontà di Alessandro Pavolini, il quale, da un lato, voleva impedire un eventuale "cedimento sentimentale" del duce e il conseguente placet alla grazia, dall'altro intendeva risparmiare al duce l'angoscia della scelta, per lui "obbligata".
Il 21 aprile il duce incontrò Hitler a Klessheim e il 15 luglio si recò in Germania per ispezionare le quattro divisioni italiane che gli ufficiali tedeschi stavano addestrando. Il 20, giorno dell'attentato di von Stauffenberg, rivide Hitler per l'ultima volta.

Mussolini durante il discorso al Teatro Lirico di Milano del 16 dicembre 1944

Il 16 dicembre, al Teatro Lirico di Milano, pronunciò il suo primo e ultimo discorso pubblico dalla costituzione della RSI. Parlò delle "armi segrete" tedesche, di cui Hitler gli avrebbe dato prova, e della possibilità di mantenere "la valle del Po" con le unghie e coi denti. Inoltre, affermò la volontà della RSI di procedere alla socializzazione dell'Italia.
Nell'aprile 1945, sempre più isolato e impotente, dopo che il fronte della Linea Gotica aveva ceduto e le forze tedesche in Italia erano ormai in rotta, Mussolini si trasferì a Milano. Tra il 20 e il 22 aprile rilasciò la sua ultima intervista, a Gian Gaetano Cabella, direttore de Il Popolo di Alessandria. Il 25 aprile ottenne un incontro con il cardinale Ildefonso Schuster, che stava tentando di mediare con il CLNAI (Comitato di Liberazione Nazionale Alta Italia) la resa delle forze fasciste, nella speranza di evitare ulteriori spargimenti di sangue. Tuttavia, l'indecisione di Mussolini e l'intransigenza delle parti resero impossibile qualsiasi accordo. I comandi delle SS tedesche (generale Wolff), poco prima dell'arrivo del duce, fecero sapere al cardinale di non aver più bisogno di lui, avendo essi nel frattempo stretto un patto separato con gli Alleati (all'oscuro di Hitler) e con uomini vicini al CLN. Appresa da Schuster la notizia, Mussolini si sentì tradito e definitivamente abbandonato anche dai tedeschi, interruppe la discussione e lasciò precipitosamente l'arcivescovado.
Nonostante il parere contrario di parte del suo seguito, Mussolini decise quindi di lasciare Milano. I motivi della decisione non sono del tutto chiari (nei giorni precedenti si era parlato di un'ultima resistenza in un possibile "ridotto della Valtellina"). 
Vi è chi ritiene che fosse stato concordato un incontro segreto con emissari alleati provenienti dalla Svizzera, ai quali Mussolini si sarebbe dovuto consegnare portando con sé importanti documenti. Alcuni sostengono che se l'intento fosse stato solo quello della fuga, Mussolini avrebbe potuto utilizzare il trimotore SM79 pronto all'aeroporto di Bresso, con il quale alcuni personaggi minori della RSI e parte della famiglia Petacci ripararono in Spagna il 26 aprile. Si è anche supposto che Mussolini, nell'improbabilità di uscirne indenne, volesse a tutti i costi evitare di cadere nelle mani degli Alleati, pur nella consapevolezza che, se fosse finito in mano ai partigiani, sarebbe stato certamente giustiziato.

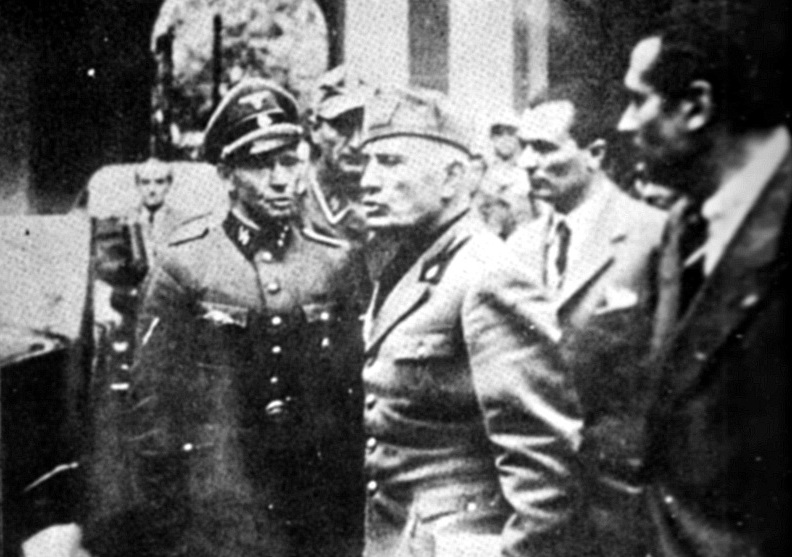
25 aprile 1945: Mussolini abbandona la prefettura di Milano. A sinistra il tenente Fritz Birzer, capo scorta delle SS. Questa è l'ultima foto che ritrae Mussolini vivo

Nel tardo pomeriggio del 25 aprile, la colonna di Mussolini partì dalla prefettura alla volta di Como, per poi proseguire quasi subito verso Menaggio, lungo la sponda occidentale del lago (anziché verso la più sicura sponda orientale, come proposto dal capo del Partito Fascista Repubblicano Alessandro Pavolini). Mussolini trascorse l'ultima notte da uomo libero pernottando in un albergo del piccolo comune di Grandola, a pochi chilometri dal confine svizzero. Il giorno dopo, Mussolini, insieme a pochi fedeli e a Claretta Petacci, che lo aveva frattanto raggiunto, ridiscese verso il lago. Sulla statale Regina si unì a una colonna della contraerea tedesca in ritirata e alla colonna di Pavolini, che, arrivato a Como in mattinata, aveva subito proseguito lungo il lago.
La colonna venne fermata a Musso alle ore 6:30 dai partigiani della 52ª Brigata Garibaldi "Luigi Clerici" al comando di Pier Luigi Bellini delle Stelle (nome di battaglia "Pedro"). Dopo lunghe trattative, si giunse all'accordo che i tedeschi avrebbero potuto proseguire dopo una perquisizione, mentre gli italiani dovevano essere consegnati. Mussolini fu convinto dal tenente SS Birzer, incaricato di custodirlo dal suo comando poco prima della partenza da Gargnano, a nascondersi su un camion tedesco indossando un cappotto da sottufficiale e un elmetto. Dopo pochi chilometri la colonna venne fermata a Dongo e, durante l'ispezione, Mussolini fu riconosciuto dal partigiano Giuseppe Negri, detto "Biondino", e subito arrestato dal vice commissario Urbano Lazzaro, detto "Bill".
Nel municipio di Dongo fu interrogato e in serata, per sicurezza, trasferito a Germasino, nella caserma della Guardia di Finanza. Durante la notte, fu ricongiunto con Claretta Petacci e insieme si pensava di trasferirli a Brunate, per poi condurli in un secondo tempo a Milano, ma, durante il percorso, numerosi posti di blocco convinsero gli accompagnatori Luigi Canali ("Neri"), Michele Moretti ("Pietro") e Giuseppina Tuissi ("Gianna") a desistere e a trovare una diversa destinazione. Per questo vennero portati a Bonzanigo e ospitati presso amici.

### La morte di Mussolini
(Comunicato di Radio Milano, che in seguito annuncerà la cattura e la successiva esecuzione di Benito Mussolini, Claretta Petacci e altri gerarchi fascisti.)

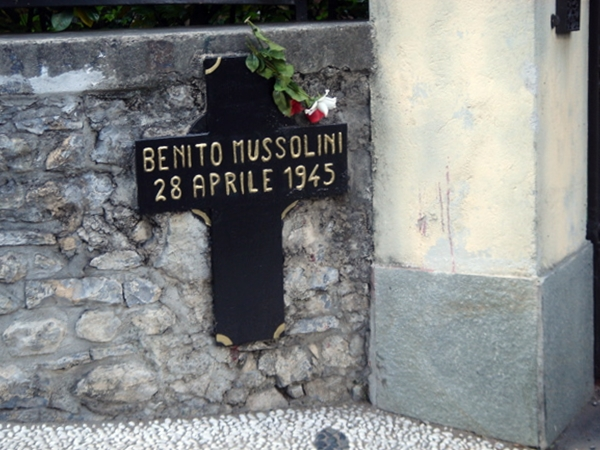
Croce che marca il luogo, presso Giulino di Mezzegra, dove Mussolini venne fucilato

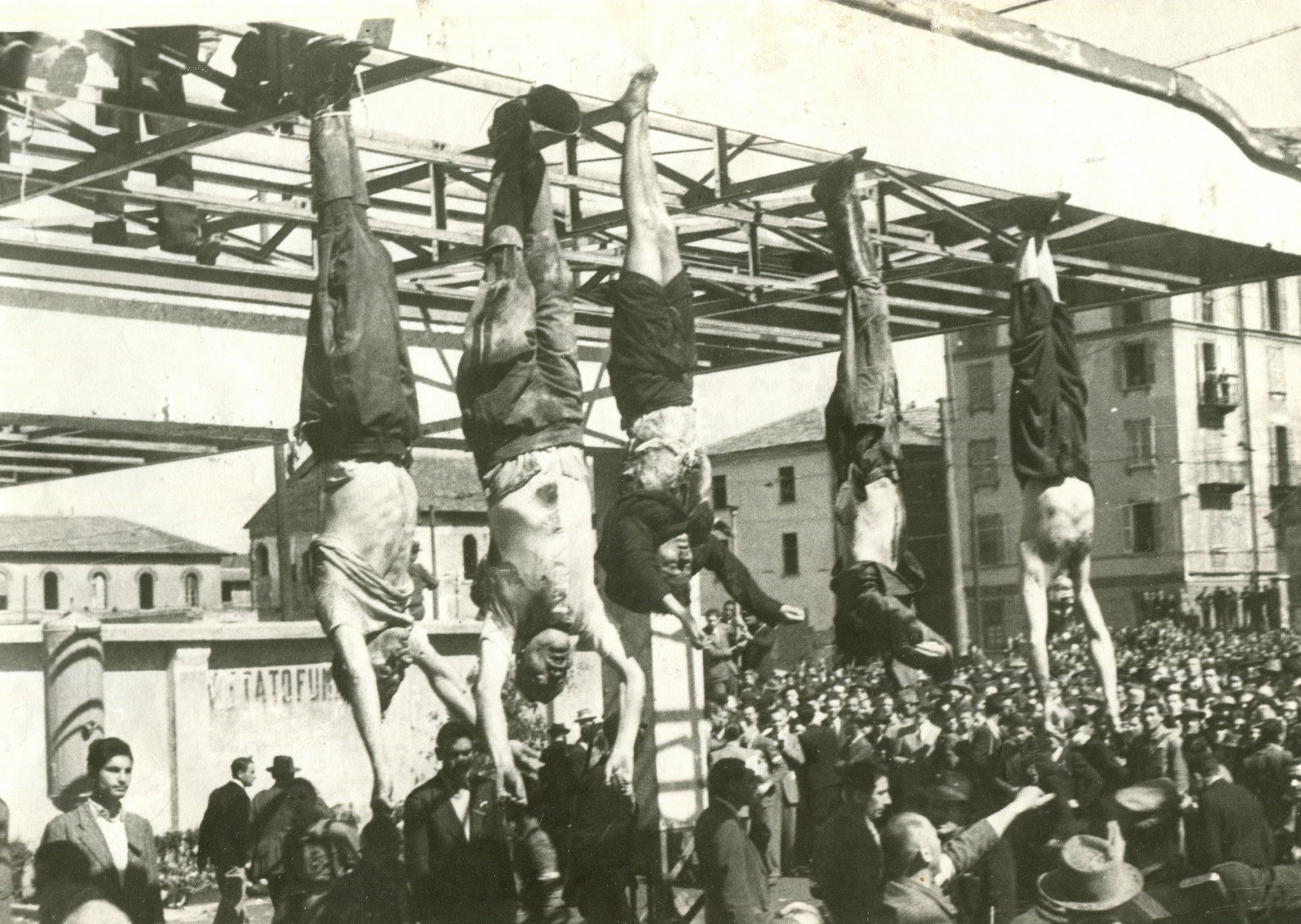
I corpi di Mussolini (secondo da sinistra) e di Claretta Petacci (riconoscibile dalla gonna) esposti a Piazzale Loreto; il primo corpo a sinistra è di Bombacci; gli ultimi a destra sono Pavolini e Starace

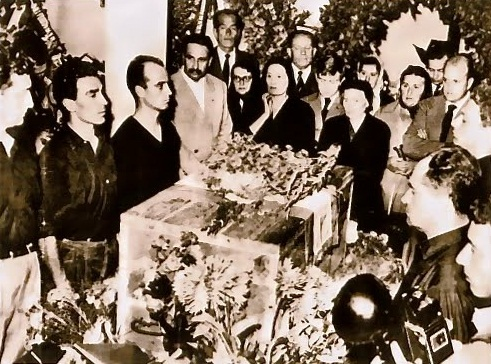
Tumulazione di Mussolini nel cimitero di Predappio

Pochi giorni prima era stato emesso un comunicato del CLN nel quale si esprimeva la necessità di una rinascita sociale e politica dell'Italia, attuabile solo attraverso l'uccisione di Mussolini e la distruzione di ogni simbolo del PNF. Il documento era firmato da tutti i componenti del CLN (Partito Comunista Italiano, Partito Socialista Italiano di Unità Proletaria, Democrazia del Lavoro, Partito d'Azione, Democrazia Cristiana, Partito Liberale Italiano).
La decisione di dar corso pratico al comunicato fu presa da coloro che detenevano Mussolini nell'arco di poche ore, in un contesto in cui era molto difficile mettersi in contatto con Roma e far riunire il Comitato di Liberazione Nazionale. I partigiani che lo avevano catturato informarono (usando il telefono di una centrale idroelettrica) il comando di Milano, che mandò subito un reparto di partigiani appena arrivati dall'Oltrepò Pavese e alcuni emissari politici (Aldo Lampredi, Pietro Vergani e Walter Audisio).
Secondo Raffaele Cadorna, nell'impossibilità di contattare il CLN, venne presa la decisione che facesse il miglior interesse dell'Italia. Cadorna sosteneva che se Mussolini fosse stato consegnato agli Alleati ne sarebbe scaturito un processo a un intero ventennio di politica italiana, nel quale sarebbe stato difficile separare le responsabilità di un popolo da quelle del suo condottiero. Nel conseguente discredito, l'eventuale sopravvivenza di Mussolini non avrebbe avuto alcuna utilità. La mattina del 28 aprile Leo Valiani portò a Cadorna un ordine di esecuzione a firma del CLNAI, riferendogli che si trattava della decisione raggiunta da Valiani medesimo insieme a Luigi Longo, Emilio Sereni e Sandro Pertini la sera precedente: uccidere Mussolini senza processo, data l'urgenza.

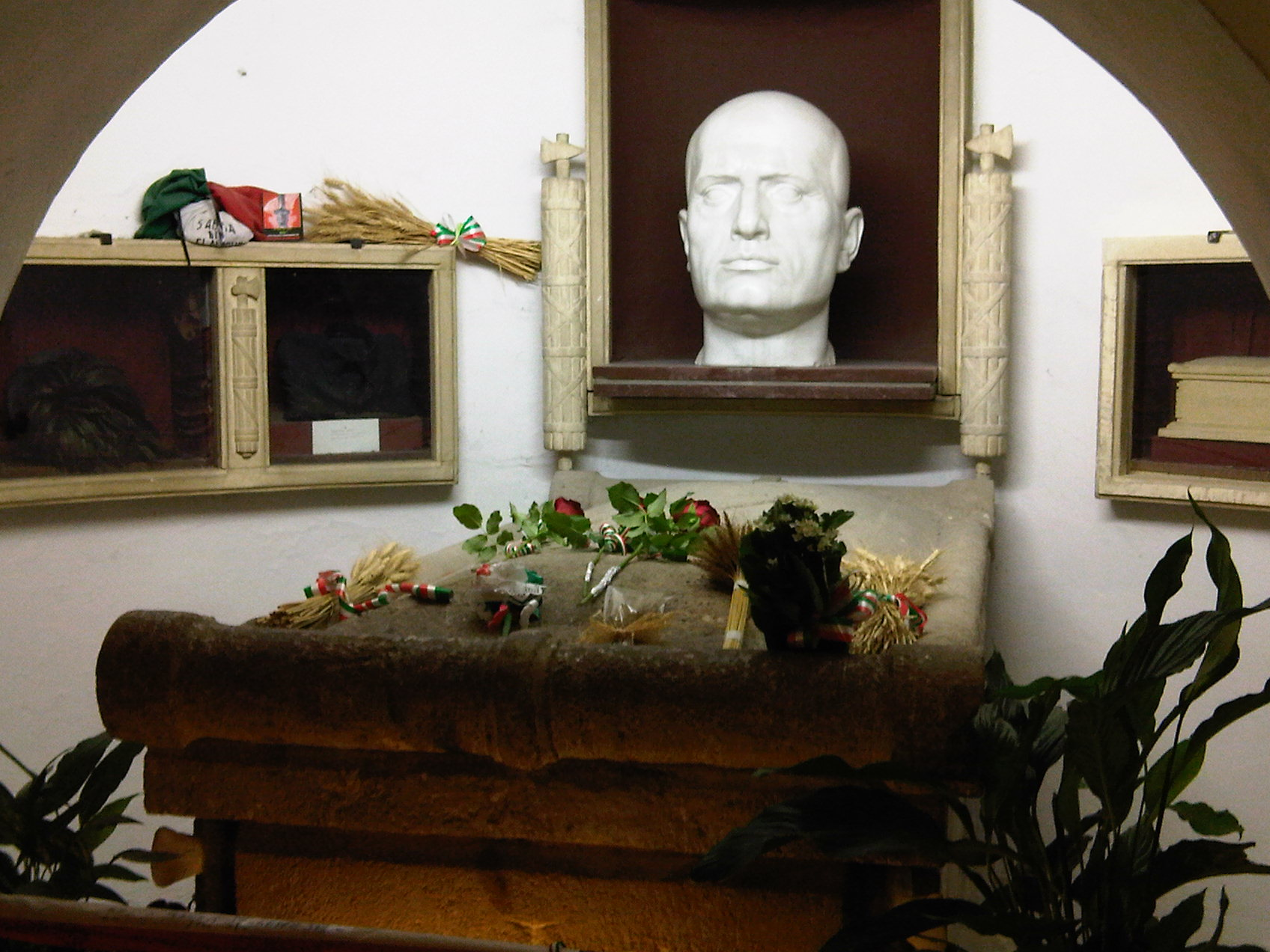
La sua tomba nella cripta di famiglia del cimitero di Predappio

L'esecuzione avvenne il 28 aprile 1945. Mussolini venne fucilato assieme a Claretta Petacci a Giulino di Mezzegra in via XXIV maggio, in corrispondenza del muretto del cancello di Villa Belmonte, a 21 km da Dongo. I tempi e i modi dell'esecuzione furono dettati anche dalla volontà di evitare interferenze da parte degli Alleati, che avrebbero preferito catturare Mussolini e processarlo davanti a una corte internazionale.
Nel frattempo, a Dongo, un altro gruppo del reparto di partigiani delle Brigate Garibaldi sopraggiunti dall'Oltrepò Pavese fucilava i gerarchi del seguito di Mussolini, tra i quali il filologo Goffredo Coppola (allora rettore dell'Università di Bologna), Alessandro Pavolini (segretario del PFR), Nicola Bombacci (che era stato uno dei fondatori del Partito Comunista d'Italia e che aveva successivamente aderito alla RSI), il ministro dell'economia Paolo Zerbino, il ministro della cultura popolare Ferdinando Mezzasoma e Marcello Petacci (fratello di Claretta), che si era unito alla colonna a Como nel tentativo di dissuadere la sorella dal seguire Mussolini.
I corpi di Mussolini e degli altri giustiziati furono poi trasportati a Milano, dove arrivarono in serata. In via Fabio Filzi, quando da poco erano superate le 22:00, Walter Audisio e i suoi uomini vennero fermati a un posto di blocco da sappisti della Pirelli Brusada appartenenti alla 110ª Brigata Garibaldi che volevano ispezionare l'autofurgone in cui erano i corpi. Al rifiuto di Walter Audisio seguirono lunghi momenti di tensione, risolti solo con l'intervento del Comando generale. I corpi arrivarono così in piazzale Loreto verso le tre di notte. Vennero scaricati nello stesso luogo in cui il 10 agosto 1944 erano stati fucilati e lasciati esposti al pubblico quindici partigiani (come rappresaglia per un attentato non rivendicato). Sappisti della 110ª Brigata Garibaldi montarono la guardia fino alle 7 del mattino.
La gente accorsa ben presto in piazza prese ad insultare i cadaveri, infierendo su di loro con sputi, calci, spari e altri oltraggi, accanendosi in particolare sul corpo di Mussolini. Il servizio d'ordine, composto di pochi partigiani e vigili del fuoco, decise quindi di appendere i corpi a testa in giù alla pensilina di un distributore di benzina. Ai cadaveri si aggiunse poco dopo quello di Achille Starace (già segretario del PNF ma caduto in disgrazia e privo di cariche nella RSI), fermato per le strade di Milano mentre faceva jogging e fucilato alla schiena dopo un processo sommario. Passate alcune ore, su pressione delle autorità militari alleate, preoccupate per la tutela dell'ordine pubblico, i corpi furono trasportati all'obitorio. Il cadavere di Mussolini fu sottoposto a un'approfondita ricognizione; quello della Petacci fu solo composto in una bara.
L'uccisione di Mussolini e della Petacci e la decisione di esporre i corpi al pubblico ludibrio ricevettero successivamente numerose critiche, anche da parte di esponenti della Resistenza antifascista. Lo stesso Ferruccio Parri, capo del CLN, definì la vicenda "uno spettacolo da macelleria messicana" e Pertini dichiarò: «A Piazzale Loreto l'insurrezione si è disonorata». Ancora oggi alcuni si interrogano sulla legittimità dell'accaduto e sulle motivazioni che vi condussero. Non è tuttavia possibile esprimere una valutazione univoca e oggettiva, che non tenga conto delle circostanze e del contesto storico. Il solo dato di fatto che si può osservare è che in Italia non fu celebrato un processo giudiziario nei confronti dei gerarchi fascisti paragonabile a quello tenutosi a Norimberga contro il nazismo.
Nell'aprile del 1946 la salma di Mussolini fu trafugata dal cimitero di Musocco da un gruppo di fascisti del Partito Democratico Fascista, capitanati da Domenico Leccisi. Il corpo fu portato a Madesimo e successivamente alla Certosa di Pavia. Dopo la restituzione alla famiglia, nel 1956, la salma fu traslata nella cappella di Predappio.
La caduta di Mussolini e il timore del risorgere nell'immediato dopoguerra di tendenze neofasciste determinò l'introduzione del reato di apologia del fascismo.

## Il pensiero politico
(Da un discorso pronunciato nell'atrio del municipio di Torino da Mussolini, 24 ottobre 1923)

Nel 1932, presumibilmente insieme a Giovanni Gentile (o comunque sotto la sua influenza), Mussolini scrisse la voce "fascismo" per l'enciclopedia Treccani, in cui precisava la dottrina del suo partito.
Il 20 aprile 1945, pochi giorni prima dell'ultimo disperato e vano tentativo di fuga verso la Germania, e tre giorni prima del suo ultimo discorso pubblico tenuto davanti ai fedelissimi raccolti nel cortile della Prefettura di Milano, Mussolini avrebbe concesso la sua ultima intervista. Il suo interlocutore fu il direttore del Popolo di Alessandria, Gian Gaetano Cabella. In realtà, più che di un'intervista si trattò di un monologo del Duce del fascismo, quasi un suo atto testamentario. Di questa intervista dà conto il libro Mussolini. Duce si diventa, pubblicato a cura di Remigio Zizzo nel 2003. Bisogna tenere conto che la maggior parte degli storici tende comunque a definire il "testamento" come un falso storico a opera del solo Cabella, già noto per precedenti casi di falsificazione di documenti.
L'esordio, lapidario, di Mussolini fu una Intervista o testamento?.

«Siamo stati i soli ad opporci ai primi conati espansionistici della Germania; mandai – affermava Mussolini – le divisioni al Brennero; ma nessun gabinetto europeo mi appoggiò. [...] Una caldaia non scoppia se si fa funzionare a tempo una valvola. Ma se invece la si chiude ermeticamente, esplode».
"Mussolini voleva la pace e questo gli fu impedito", è la conclusione a cui il capo del fascismo, ormai avviato al declino, giunse.
«Lasciate passare questi anni di bufera - proseguiva poi Mussolini - Un giovane sorgerà. Un puro. Un capo che dovrà immancabilmente agitare le idee del Fascismo. [...] Non so se Churchill è, come me, tranquillo e sereno. Ricordatevi bene: abbiamo spaventato il mondo dei grandi affaristi e degli speculatori. Essi non hanno voluto che ci fosse data la possibilità di vivere. Se le vicende di questa guerra fossero state favorevoli all'Asse, io avrei proposto al Führer, a vittoria ottenuta, la socializzazione mondiale [...] Mi hanno rinfacciato la forma tirannica di disciplina che imponevo agli Italiani. Come la rimpiangeranno. E dovrà tornare se gli Italiani vorranno essere ancora un popolo e non un agglomerato di schiavi».
Mussolini ammise che non vi fu un principio ispiratore preciso che portò alla nascita del movimento, che originò da un "bisogno d'azione e fu azione". Proprio per questo motivo, durante tutto il ventennio, il Fascismo si caratterizzò per la coesistenza al suo interno di istanze e correnti di pensiero minoritarie fortemente differenti e apparentemente poco conciliabili tra loro (come dimostrato, in particolare, durante lo scandalo Belloni del 1928-1930).
Emblematico, da questo punto di vista, è il programma di San Sepolcro, col quale il movimento dei Fasci di Combattimento si presentò alle elezioni del 1919. In esso erano espresse proposte fortemente progressiste, molte delle quali furono poi man mano abbandonate dal movimento entro l'ottobre 1922 (tra queste l'originale carattere antimonarchico e anticlericale del fascismo, che avrebbe pregiudicato ogni compromesso con la monarchia italiana e col clero), per essere poi riaffermate, anche se prevalentemente solo a livello propagandistico, dal Partito Fascista Repubblicano. Il fascismo sansepolcrista chiese la concessione del suffragio universale, una riforma elettorale in senso proporzionale, la riduzione dell'età di voto a 18 anni e dell'orario di lavoro a otto ore giornaliere, i salari minimi garantiti, la gestione statale (o meglio da parte di cooperative di lavoratori) dei servizi pubblici, la progressività della tassazione, la nazionalizzazione delle fabbriche d'armi, l'eliminazione della nomina regia del Senato e la convocazione di un'assemblea che permettesse ai cittadini di scegliere se l'Italia dovesse essere una monarchia o una repubblica.
Riprendendo quanto accennato sopra, la nota dominante del pensiero mussoliniano fu l'attivismo (questo fu uno dei principali motivi per i quali il fascismo esaltò l'intraprendenza e la vitalità della gioventù - facendo di Giovinezza il proprio inno - e l'idea di un uomo agonisticamente attivo e preparato): non conta ciò che si è fatto, ma ciò che vi è ancora da fare.
A tal proposito, le principali ambizioni del fascismo furono:
- la rifondazione dell'Impero romano, attraverso una politica aggressiva di potenza (la guerra è «positiva» perché «imprime un sigillo di nobiltà al popolo che l'affronta»), per mezzo della quale l'Italia avrebbe dovuto assurgere al ruolo di guida e modello per le altre nazioni a livello politico, economico e spirituale. A tale scopo si insistette sulla necessità di un esercito forte e ben strutturato (pur non riuscendo a raggiungere in tal senso un risultato concreto). Emblematica, sotto questo punto di vista, è la volontà mussoliniana, ampiamente propagandata;[298][299]
- la creazione di un «italiano nuovo», eroico, dotato di senso di appartenenza alla nazione, in grado con la propria azione di forgiare la storia, inserito in uno Stato che ne riassume le aspirazioni (fu Mussolini a definire gli italiani «un popolo di santi, di eroi e di navigatori»[300]). Ciò si sarebbe dovuto realizzare attraverso il completo superamento dell'individualismo e della connessa concezione individualista della libertà: l'individuo deve esplicare la propria libertà non in modo egoistico, in una prospettiva concorrenziale con gli altri soggetti, ma in modo ordinato e disciplinato, concependosi come parte di una collettività (la nazione italiana incarnata dallo stato fascista) indirizzata verso un fine comune e non divisa dall'odio classista (fu abbandonato il concetto socialista di «lotta di classe»). A tal fine, si affermò la necessità di rinsaldare il sentimento di appartenenza nazionale attraverso l'esaltazione dello spirito patriottico italiano e della storia d'Italia. Dunque, l'interesse dello stato prevale su quello dei singoli in nome del raggiungimento del bene comune; esso ha una propria missione e consapevolezza: esaltare l'essenza nazionale. Il fascismo si doveva esaurire non nello Stato fascista, ma nello Stato di tutti gli italiani. "Il superuomo, ecco la grande creazione nietzscheana", scrisse Mussolini su Il Pensiero Romagnolo nel 1905. Nietzsche fu l'unico filosofo che Mussolini studiò veramente. Ne fu ammaliato in gioventù e dalla sua dottrina del superuomo trasse il senso da dare alla rivoluzione fascista;[301]

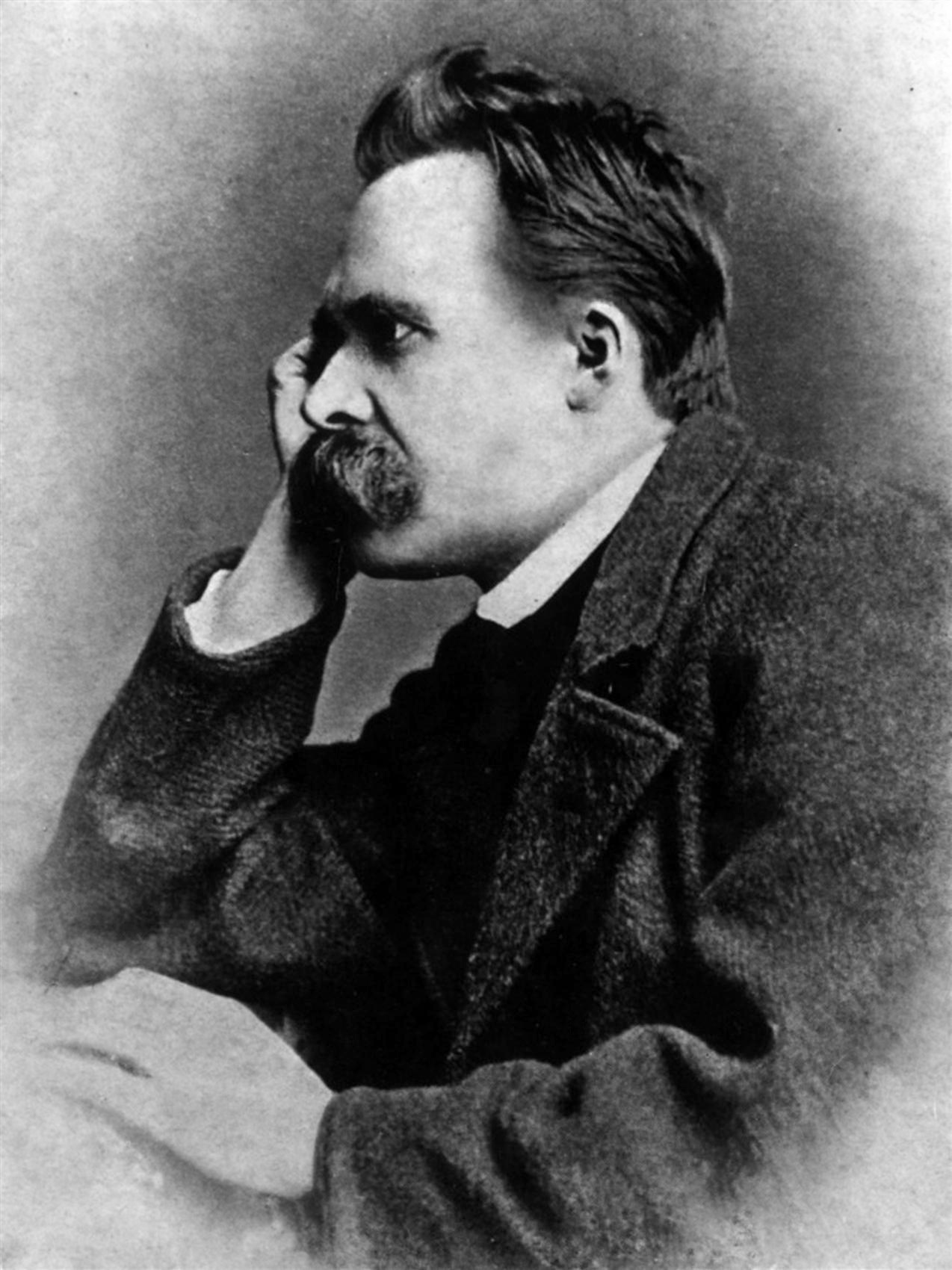
Friedrich Nietzsche

- l'unificazione di tutte le terre considerate "italiane" in un'unica nazione italiana, proponendo il movimento fascista come soluzione della questione dell'Irredentismo e della Vittoria mutilata (mediante l'annessione anche violenta delle terre irredente) e conseguentemente (essendo l'obiettivo originario del Risorgimento l'unificazione dei territori italiani in un unico stato) come il "coronamento del risorgimento".[302][303]

Emerge quindi come il fascismo si sia caratterizzato, nella sua concreta realizzazione storica, come un movimento autoritario, nazionalista e antidemocratico. Nel 1931 Mussolini esplicitò il proprio rifiuto della democrazia, definendo la disuguaglianza come «feconda e benefica» e in Dottrina del Fascismo scrisse che «regimi democratici possono essere definiti quelli nei quali, di tanto in tanto, si dà al popolo l'illusione di essere sovrano, mentre la vera effettiva sovranità sta in altre forze talora irresponsabili e segrete».
Da ultimo, è importante sottolineare come il fascismo fu sempre considerato dai suoi aderenti un movimento rivoluzionario, trasgressivo e ribelle (emblematico in tal senso il motto «me ne frego») in radicale contrasto col liberalismo dell'Italia pre-fascista. Pur avendo all'inizio tutelato gli interessi della borghesia industriale, Mussolini respinse ogni ipotesi di collusione con essa.
I principali discorsi, nei quali esternò le sue idee furono:
- Discorso di Udine (20 settembre 1922)
- Discorso del bivacco (16 novembre 1922)
- Discorso del 3 gennaio 1925
- Discorso della riscossa (16 dicembre 1944)

## Convinzioni religiose e il libro su Jan Hus (1913)
Mussolini, negli anni 1910, si dichiarava ateo, anticlericale e pagano. 
Nel 1913 scrisse un libretto, un saggio, titolato "Giovanni Huss. Il veridico" pubblicato a Roma (in origine col nome del riformatore scritto in copertina con due "s"). 
Lo scopo era di presentarlo tre anni dopo, nel 1915, a Praga presso il "Congresso Internazionale del Libero pensiero" per celebrare i 500 anni dalla morte del riformatore Hus per denunciare gli orrori del clericalismo e della chiesa. Il futuro Dux mantenne contatti con il rappresentante della sezione ceca del congresso, František Loskot (1870-1932), di nazionalità  ceca. Il caso Jan Hus (Huss) testimonia "la perversione dell’autorità ecclesiastica". 
L'opera fu pubblicata nella collana de «I martiri del libero pensiero» col dichiarato intento di suscitare nei lettori «l'odio per qualunque forma di tirannia spirituale e profana», fu dall'autore censurato nel 1921 e, dopo la stipula del Concordato del 1929, scomparve dalle biblioteche e dalle librerie.
Nonostante ciò, nel 1920 disse: «Quanto al Papato bisogna intendersi: il Vaticano rappresenta 400 milioni di uomini sparsi in tutto il mondo ed una politica intelligente dovrebbe usare ai fini dell’espansionismo proprio questa forza colossale. Io sono, oggi, completamente al di fuori di ogni religione, ma i problemi politici sono problemi politici. Nessuno in Italia, se non vuole scatenare la guerra religiosa, può attentare a questa comunità spirituale. 
Lo stesso Lenin si è arrestato dinnanzi all’autorità del Santo Sinodo e in Russia la religione è rispettata». Nel settembre dello stesso anno annunciò di ripudiare l'anticlericalismo e l'anticattolicismo..
L'opera sul riformatore medievale Jan Hus, passato poi come "eretico“ e arso sul rogo, scritto dal futuro Duce nel 1913 quand'era nella ligure Oneglia è stata oggetto di analisi da parte del docente ceco Pavel Helan, professore di Storia della facoltà "Husita" di Teologia dell’Università Carlo IV di Praga, autore del libro "Duce a kacíř. Literární mládí Benita Mussoliniho a jeho kniha Jan Hus, muž pravdy" ["L’attività letteraria del giovane Benito Mussolini e il suo libro Giovanni Huss, (con due "s") il veridico"]. Lo studioso ha confrontato Mussolini con il riformatore eretico medievale: da in lato un uomo che influenzò  la prima parte del XX secolo con uno che segnò la storia della Cechia del secolo XIV.
Con la firma dei Patti Lateranensi Mussolini tolse dalla circolazione il suo vecchio testo. Riapparve improvvisamente nel 1948, edizione Edinac con prefazione di Renzo De Felice, Bonanno editore. In USA fu pubblicato due volte, tradotto ovviamente in inglese, negli anni 1929 e 1939.. 
Quando leggono a Hus i 30 capi d'accusa, Mussolini nel suo testo commenta: "Hus avrebbe preferito che gli fosse posta una mola di asino al collo e che il gittassero in mare" e ancora, circa l'infallibilità papale: Proles priore agostiniano di Erfurt prima del teologo von Staupitz citarono a Hus il capitolo XXXIV del libro di Ezechiele: "Sono io al di sopra dei pastori, non il popolo". Allorché Hus negò l'autenticità del testo vi fu una risata generale (cronache dell'epoca). Mussolini commentò: "...peccato che nessuna Bibbia attuale la riporti più, in quanto reputata effettivamente falsa da tutti i successivi esegeti e studiosi dell'Antico Testamento.
Questo libro rappresenta, per il campo di interesse coltivato, un aspetto meno noto degli anni giovanili di Mussolini, conosciuto soprattutto  per essere divorato dalla passione politica (allora socialista), sicuramente sarà stata proprio questa a spingerlo a cercare un personaggio "eretico" pronto a ribellarsi al clima oppressivo di un sistema di potere teocratico. Un personaggio storico che è  vissuto in contrasto all'autorità e agli ingiusti usi del potere di quest'ultima scelto come un simbolo che il futuro Mussolini dovrà abbandonare molto presto per percorrere il suo contrario esatto.

## La famiglia
Mussolini aveva due fratelli minori: Arnaldo ed Edvige.
Il 16 dicembre 1915, con rito civile, sposò a Treviglio Rachele Guidi, figlia della nuova compagna di suo padre. Mussolini e Rachele si unirono successivamente con rito cattolico il 28 dicembre 1925 a Milano.
Rachele e Benito Mussolini ebbero cinque figli: Edda (1910-1995), Vittorio (1916-1997), Bruno (1918-1941), ufficiale pilota, morto in un incidente aereo, Romano (1927-2006) ed Anna Maria (1929-1968).
Alessandra, figlia di Romano Mussolini e Anna Maria Villani Scicolone, è una nipote di Benito Mussolini. Uno dei figli di Alessandra, Romano, è un calciatore professionista.

### Tavola genealogica di sintesi

Mussolini a Villa Torlonia con i figli Bruno, a sinistra e Vittorio a destra.

|                      |                      |                                                    |                                                    |                    |                    |            |                                                    |                                                    |                                            |                                                            |                                                                               |                                                                               |                                                |                                                |                                           |                                           |                                             |                                             |                                                                            |                                                                            |                 |                                                          |              |                                                           |                                                           |                            |                            |                                               |                                               |              |              |                                            |                                            |
|                      |                      |                                                    |                                                    |                    |                    |            |                                                    |                                                    |                                            |                                                            |                                                                               |                                                                               |                                                |                                                |                                           |                                           |                                             |                                             |                                                                            |                                                                            |                 | Luigi Agostino *1834 †1908 ⚭ Caterina Vasumi *1834 †1905 |              |                                                           |                                                           |                            |                            |                                               |                                               |              |              |                                            |                                            |
|                      |                      |                                                    |                                                    |                    |                    |            |                                                    |                                                    |                                            |                                                            |                                                                               |                                                                               |                                                |                                                |                                           |                                           |                                             |                                             |                                                                            |                                                                            |                 |                                                          |              |                                                           |                                                           |                            |                            |                                               |                                               |              |              |                                            |                                            |
|                      |                      |                                                    |                                                    |                    |                    |            |                                                    |                                                    |                                            |                                                            |                                                                               |                                                                               |                                                |                                                |                                           |                                           |                                             |                                             |                                                                            |                                                                            |                 |                                                          |              |                                                           |                                                           |                            |                            |                                               |                                               |              |              |                                            |                                            |
|                      |                      |                                                    |                                                    |                    |                    |            |                                                    |                                                    |                                            |                                                            |                                                                               |                                                                               |                                                |                                                |                                           |                                           |                                             |                                             |                                                                            |                                                                            |                 | Alessandro *1854 †1910 ⚭ Rosa Maltoni *1858 †1905        |              |                                                           |                                                           |                            |                            |                                               |                                               |              |              |                                            |                                            |
|                      |                      |                                                    |                                                    |                    |                    |            |                                                    |                                                    |                                            |                                                            |                                                                               |                                                                               |                                                |                                                |                                           |                                           |                                             |                                             |                                                                            |                                                                            |                 |                                                          |              |                                                           |                                                           |                            |                            |                                               |                                               |              |              |                                            |                                            |
|                      |                      |                                                    |                                                    |                    |                    |            |                                                    |                                                    |                                            |                                                            |                                                                               |                                                                               |                                                |                                                |                                           |                                           |                                             |                                             |                                                                            |                                                                            |                 |                                                          |              |                                                           |                                                           |                            |                            |                                               |                                               |              |              |                                            |                                            |
|                      |                      |                                                    |                                                    |                    |                    |            |                                                    |                                                    |                                            |                                                            |                                                                               |                                                                               | Benito *1883 †1945 ⚭ Rachele Guidi *1890 †1979 | Benito *1883 †1945 ⚭ Rachele Guidi *1890 †1979 |                                           |                                           |                                             |                                             |                                                                            |                                                                            |                 |                                                          |              |                                                           |                                                           |                            |                            | Arnaldo *1885 †1931 ⚭ Augusta Bondanini *? †? | Arnaldo *1885 †1931 ⚭ Augusta Bondanini *? †? |              |              | Edvige *1888 †1952 ⚭ Michele Mancini *? †? | Edvige *1888 †1952 ⚭ Michele Mancini *? †? |
|                      |                      |                                                    |                                                    |                    |                    |            |                                                    |                                                    |                                            |                                                            |                                                                               |                                                                               |                                                |                                                |                                           |                                           |                                             |                                             |                                                                            |                                                                            |                 |                                                          |              |                                                           |                                                           |                            |                            |                                               |                                               |              |              |                                            |                                            |
|                      |                      |                                                    |                                                    |                    |                    |            |                                                    |                                                    |                                            |                                                            |                                                                               |                                                                               |                                                |                                                |                                           |                                           |                                             |                                             |                                                                            |                                                                            |                 |                                                          |              |                                                           |                                                           |                            |                            |                                               |                                               |              |              |                                            |                                            |
|                      |                      | Edda *1910 †1995 ⚭ Gian Galeazzo Ciano *1903 †1944 | Edda *1910 †1995 ⚭ Gian Galeazzo Ciano *1903 †1944 |                    |                    |            |                                                    |                                                    |                                            |                                                            | Vittorio *1916 †1997 1 ⚭ Orsola Buvoli *1914 †2009 2 ⚭ Monica Buzzegoli *1928 | Vittorio *1916 †1997 1 ⚭ Orsola Buvoli *1914 †2009 2 ⚭ Monica Buzzegoli *1928 |                                                |                                                | Bruno *1918 †1941 ⚭ Gina Ruberti *? †1946 | Bruno *1918 †1941 ⚭ Gina Ruberti *? †1946 |                                             |                                             | Romano *1927 †2006 1 ⚭ Maria Scicolone *1938 2 ⚭ Carla Maria Puccini *1941 | Romano *1927 †2006 1 ⚭ Maria Scicolone *1938 2 ⚭ Carla Maria Puccini *1941 |                 |                                                          |              | Anna Maria *1929 †1968 ⚭ Giuseppe Pucci Negri *1936 †1997 | Anna Maria *1929 †1968 ⚭ Giuseppe Pucci Negri *1936 †1997 | Sandro Italico *1910 †1930 | Sandro Italico *1910 †1930 | Vito *1912 †1963                              | Vito *1912 †1963                              | Rosina *? †? | Rosina *? †? | Giuseppe Mancini *1925 †1945               | Giuseppe Mancini *1925 †1945               |
|                      |                      |                                                    |                                                    |                    |                    |            |                                                    |                                                    |                                            |                                                            |                                                                               |                                                                               |                                                |                                                |                                           |                                           |                                             |                                             |                                                                            |                                                                            |                 |                                                          |              |                                                           |                                                           |                            |                            |                                               |                                               |              |              |                                            |                                            |
|                      |                      |                                                    |                                                    |                    |                    |            |                                                    |                                                    |                                            |                                                            |                                                                               |                                                                               |                                                |                                                |                                           |                                           |                                             |                                             |                                                                            |                                                                            |                 |                                                          |              |                                                           |                                                           |                            |                            |                                               |                                               |              |              |                                            |                                            |
| Fabrizio *1932 †2008 | Fabrizio *1932 †2008 | Raimonda *1937 †1998                               | Raimonda *1937 †1998                               | Marzio *1939 †1974 | Marzio *1939 †1974 |            |                                                    |                                                    |                                            | Guido *1937 †2012 1 ⚭ Martha Vallejos 2 ⚭ Anna Maria Ricci | Guido *1937 †2012 1 ⚭ Martha Vallejos 2 ⚭ Anna Maria Ricci                    | Adria *? †?                                                                   | Adria *? †?                                    |                                                | Marina *1940                              | Marina *1940                              | 1 Alessandra *1962 1 ⚭ Mauro Floriani *1961 | 1 Alessandra *1962 1 ⚭ Mauro Floriani *1961 | 1 Elisabetta                                                               | 1 Elisabetta                                                               | 2 Rachele *1974 | 2 Rachele *1974                                          | Silvia *1961 | Silvia *1961                                              | Edda *1963                                                | Edda *1963                 |                            | Claudio *1942                                 | Claudio *1942                                 |              |              |                                            |                                            |
|                      |                      |                                                    |                                                    |                    |                    |            |                                                    |                                                    |                                            |                                                            |                                                                               |                                                                               |                                                |                                                |                                           |                                           |                                             |                                             |                                                                            |                                                                            |                 |                                                          |              |                                                           |                                                           |                            |                            |                                               |                                               |              |              |                                            |                                            |
|                      |                      |                                                    |                                                    |                    |                    |            |                                                    |                                                    |                                            |                                                            |                                                                               |                                                                               |                                                |                                                |                                           |                                           |                                             |                                             |                                                                            |                                                                            |                 |                                                          |              |                                                           |                                                           |                            |                            |                                               |                                               |              |              |                                            |                                            |
|                      |                      |                                                    | Pier Francesco *?                                  | Pier Francesco *?  | Lorenzo *?         | Lorenzo *? | Caio Giulio Cesare *1968 ⚭ Francesca Boselli *1971 | Caio Giulio Cesare *1968 ⚭ Francesca Boselli *1971 | Martina *1969 †2016 1 ⚭ Andrea Semeraro *? | Martina *1969 †2016 1 ⚭ Andrea Semeraro *?                 | Orsola *?                                                                     | Orsola *?                                                                     | Vittoria *?                                    | Vittoria *?                                    | 1 Caterina                                | 1 Caterina                                | 1 Clarissa                                  | 1 Clarissa                                  | 1 Romano                                                                   | 1 Romano                                                                   |                 |                                                          |              |                                                           |                                                           |                            |                            |                                               |                                               |              |              |                                            |                                            |
|                      |                      |                                                    |                                                    |                    |                    |            |                                                    |                                                    |                                            |                                                            |                                                                               |                                                                               |                                                |                                                |                                           |                                           |                                             |                                             |                                                                            |                                                                            |                 |                                                          |              |                                                           |                                                           |                            |                            |                                               |                                               |              |              |                                            |                                            |
|                      |                      |                                                    |                                                    |                    |                    |            |                                                    |                                                    |                                            |                                                            |                                                                               |                                                                               |                                                |                                                |                                           |                                           |                                             |                                             |                                                                            |                                                                            |                 |                                                          |              |                                                           |                                                           |                            |                            |                                               |                                               |              |              |                                            |                                            |
|                      |                      | Marzio *2009                                       | Marzio *2009                                       | Carlo *2009        | Carlo *2009        |            | Carlo *1996                                        | Carlo *1996                                        |                                            |                                                            |                                                                               |                                                                               |                                                |                                                |                                           |                                           |                                             |                                             |                                                                            |                                                                            |                 |                                                          |              |                                                           |                                                           |                            |                            |                                               |                                               |              |              |                                            |                                            |

### Le amanti e i figli illegittimi
A Mussolini vengono attribuite diverse amanti, particolarmente durante il periodo giovanile.
Tra le amanti accertate, le più conosciute rimangono Margherita Sarfatti, scrittrice e intellettuale ebrea che nel 1925 pubblicò in Inghilterra una famosa biografia di Mussolini, e, per ultima, Claretta Petacci, che volle condividere la sua sorte durante gli ultimi giorni della Repubblica Sociale Italiana e che venne fucilata con lui.
Anche se il numero effettivo delle donne con cui intrattenne relazioni non è certo, si ipotizza che ebbe almeno quattro figli illegittimi.
Un maschio sarebbe nato a Tolmezzo tra il 1907 e il 1908, dove Mussolini insegnava all'epoca come maestro elementare avuto da Gigia Pajetta Nigris, una donna sposata del posto. Del bambino, cui venne dato il nome di Candido, si perse ogni traccia negli anni successivi.
Un altro maschio sarebbe nato a Trento nel 1909 da una giovane socialista, Fernanda Facchinelli, ma il bambino non sarebbe vissuto che pochi mesi.
Di lui, col tempo, si sarebbe perso anche il nome.
Un terzo figlio illegittimo, di nome Benito Albino, lo ebbe nel 1915 da un'altra ragazza trentina, Ida Dalser, che egli avrebbe sposato. Mussolini riconosce Benito Albino come figlio naturale dandogli il proprio cognome l'11 gennaio del 1916. Successivamente però Mussolini allontanò da sé la Dalser e il figlio; nel 1926 la donna che cercava di riprendere contatto con Mussolini fu rinchiusa in manicomio per volere di alcuni gerarchi fascisti fino alla sua morte il 2 dicembre del 1937. Anche Benito Albino, come sua madre, tentò di mettersi in contatto col padre, ma verrà rinchiuso in un istituto psichiatrico, quello di Mombello di Limbiate (l'allora grande manicomio provinciale di Milano) dove morì nel 1942, all'età di 26 anni in circostanze mai del tutto chiarite. Ufficialmente la morte del giovane, secondo le cartelle cliniche ritrovate, sarebbe da imputare alle continue iniezioni di insulina, che lo mandarono ripetutamente in coma (all'epoca la cosiddetta "terapia da shock da insulina" veniva usata per curare problemi psichiatrici veri o presunti), sino a provocarne il decesso. Nel 2006 il quotidiano La Repubblica ha definito la sua scomparsa, studiata dal giornalista Alfredo Pieroni del Corriere della Sera, "un delitto di regime".
Un quarto figlio illegittimo, Glauco Di Salle, successivamente divenuto autore amatoriale di commedie teatrali, nacque nel 1920 da una relazione di Mussolini con la veneziana Bianca Ceccato, allora minorenne e segretaria del Popolo d'Italia, il quotidiano fondato e diretto da Mussolini. Il drammaturgo non venne mai riconosciuto dal padre ma, stando ad una dichiarazione fatta a Claretta Petacci e riportata nei suoi diari, Mussolini era pressoché sicuro che Glauco fosse figlio suo.
Una quinta figlia, di nome Elena Curti, nata il 19 ottobre 1922 a Milano e morta il 17 gennaio 2022 ad Acquapendente, sarebbe nata da una relazione con Angela Cucciati, moglie del capo fascista Bruno Curti. Elena divenne la segretaria di Alessandro Pavolini e assistette Mussolini fino alla sua cattura a Dongo.
Un sesto figlio, maschio, sarebbe nato nel 1929 da Romilda Ruspi, presunta rivale di Claretta Petacci nel ruolo di amante, ma di questo bambino non si sono mai avute notizie precise, così come lui stesso, se è vero che è stato concepito ed è nato, non ha forse mai saputo chi fosse suo padre. Romilda era già coniugata e sono invece note le vicende di suo marito, esiliato in Francia. I particolari della vicenda sono raccontati in una lunghissima lettera inviata nel 1958 a Rachele Mussolini da Rinardi durante il suo esilio. Secondo il racconto la donna sarebbe stata tacitata con un appartamento a Largo Ponchielli a Roma, un garage con annesso distributore di benzina a Latina e un sussidio mensile pagato puntualmente.
Un'altra bambina, Vanna Borgo, nacque nel 1932 da Magda Brard, celebre pianista francese dell'epoca, che Mussolini aveva conosciuto alla fine degli anni 1920 e che frequentò sino all’inizio degli anni 1930, anche se i loro contatti continuarono fino alla vigilia della morte del duce. Vanna, secondogenita di Magda, venne disconosciuta dal primo marito della pianista, il piemontese Michele Borgo, e numerosi indizi convergono nel dimostrare la paternità di Mussolini.
A questi si aggiungono anche numerosi altri possibili casi mai accertati, spesso autodichiarati. Tra questi i più celebri sono: il giornalista Asvero Gravelli, nato nel 1902; il futuro cofondatore del Movimento Sociale Italiano Pino Romualdi e il giornalista e scrittore Yvon De Begnac, entrambi nati nel 1913.

## Opere

Le opere di Mussolini

Tra gli scritti di Mussolini figurano, in ordine di pubblicazione:
- Dio e patria nel pensiero dei rinnegati, New York, s.n., 1904.
- L'Uomo e la Divinità. Contraddittorio avuto col pastore evangelista Alfredo Taglialatela la sera del 26 marzo 1904 alla "Maison du peuple" di Losanna, Lugano, Cooperativa tipografica sociale, 1904. [Testo di una conferenza tenuta a Losanna per commemorare la Comune di Parigi, conosciuto anche col titolo di Dio non esiste, col quale viene a volte ristampato]
- La filosofia della forza. Postille alla conferenza dell'on. Treves, Predappio 1908.
- Pio Battistini, 7 settembre 1891. Discorso commemorativo, pronunciato nel diciannovesimo anniversario dell'assassinio, Forlì, Lotta di Classe, 1910.
- Claudia Particella. L'amante del cardinale, romanzo d'appendice a tema anticattolico e anticlericale inizialmente pubblicato a puntate su "Il Popolo" di Trento tra il gennaio e il maggio 1910. Negli anni successivi il romanzo ebbe anche edizioni in inglese, polacco, tedesco, spagnolo, bulgaro e russo ma in Italia non apparve mai in volume fino al dopoguerra a causa del contenuto e Mussolini tenterà di oscurarne la memoria dopo i Patti Lateranensi. Sempre nel 1910 probabilmente aveva scritto perlomeno i primi capitoli per un secondo romanzo intitolato La tragedia di Mayerling, incentrato sui turpi fatti di Mayerling ma non troverà mai pubblicazione. Il romanzo avrebbe dovuto essere il primo di una quadrilogia ambientata in Austria su altrettanti fatti storici raccontati in chiave scandalistica e antiasburgica dei quali si hanno solo i titoli delle altre opere progettate: Il fucilato di Queretaro, L’Imperatrice Elisabetta, Franz Joseph intimo.
- Il Trentino veduto da un socialista. Note e notizie, Firenze, La rinascita del libro, 1911.
- La mia vita dal 29 luglio 1883 al 23 novembre 1911 (1911-12), Roma, Editrice Faro, 1947. Unica vera autobiografia scritta di proprio pugno da Mussolini e composta in una cella del carcere di Forlì dopo un arresto per aver guidato una manifestazione in opposizione all'intervento coloniale dell'Italia in Africa. Da non confondere col successivo My Autobiography.
- Giovanni Huss. Il veridico, Roma, Podrecca e Galantara, 1913. [(In originale titolato con due "S"). L'anticlericalismo del futuro Duce fu qui preso come occasione per la stesura del libretto da presentare poi a Praga nel 1915 al "Congresso Internazionale del Libero pensiero" per celebrare i 500 anni dalla morte del riformatore. Per tale scopo Mussolini mantenne contatti con il rappresentante della sezione ceca del congresso, František Loskot (1870-1932). L’opera mussoliniana non brilla di particolare valore letterario però risulta utile per carpire la mentalità del futuro Dux. Jan Hus (Huss) è - da come è trattato il caso dalla chiesa cattolica dell'epoca - la testimonianza chiara di come agisce "la perversione dell’autorità ecclesiastica" e conseguentemente "costituisce il modello ideale di leader a cui ispirarsi in quanto capace, grazie al suo forte istinto sociale e alla profonda fede in un’idea, di far presa sulle masse". L'opera fu pubblicata nella collana de «I martiri del libero pensiero» col dichiarato intento di suscitare nei lettori «l'odio per qualunque forma di tirannia spirituale e profana», fu dall'autore censurato nel 1921 e, dopo la stipula del Concordato del 1929, scomparve dalle biblioteche e dalle librerie]
- La guerra per la libertà e per la fine della guerra. Lettera ai socialisti d'Italia di Benito Mussolini con l'aggiunta delle sue ultime dichiarazioni dopo le dimissioni da direttore dell'Avanti, Firenze, Nerbini, 1914.
- Il mio diario di guerra (1915 - 1917), Milano, Imperia, 1923.
- My Autobiography, New York City, Charles Scribner's Sons, 1928 [pubblicato inizialmente a puntate sul Saturday Evening Post e poi in volume nello stesso anno il libro, scritto come opera di propaganda per i lettori americani, è stato scritto in realtà dall'ambasciatore statunitense Richard Washburn Child, il quale viene riportato come "traduttore", insieme a Luigi Barzini con materiale fornito da Margherita Sarfatti e con la possibile collaborazione di Arnaldo Mussolini. Il libro vide la sua prima traduzione italiana solo nel 1971 come La mia vita, da non confondersi con La mia vita dal 29 luglio 1883 al 23 novembre 1911 spesso ristampato e riportato abbreviato con lo stesso titolo][337]
- La dottrina del fascismo, probabilmente scritto insieme a Giovanni Gentile o dal solo filosofo nel 1932[338]
- Vita di Arnaldo, Milano, Il Popolo d'Italia, 1932.
- Scritti e discorsi di Benito Mussolini, 12 voll., Milano, Hoepli, 1934-1940[339].
- Parlo con Bruno, Milano, Il Popolo d'Italia, 1941.
- Storia di un anno. Il tempo del bastone e della carota, Milano, Mondadori, 1944 ( versione digitalizzata.).
- Memoriale del nord del duce, (scritto tra il 1944 e il 1945, mai pubblicato)
- Opera omnia di Benito Mussolini, 44 voll., a cura di Edoardo e Duilio Susmel, La Fenice Firenze 1951-1963, poi Volpe Roma 1978-1980.